# Шанхай
Шанха́й (кит. 上海, пиньинь Shànghǎi; у 上海 [zãhe], Zånhae) — один из четырёх городов центрального подчинения КНР; расположен на востоке страны, в дельте реки Янцзы. Важный культурный центр страны, а также крупнейший в мире морской порт. Кроме того, Шанхай является крупнейшим финансовым центром Китая (опережая Пекин и Гонконг), и одним из ведущих — в Восточной Азии и мире (после Нью-Йорка, Лондона и Токио).
Согласно переписи 2020 года, в Шанхае проживало 24 870 895 человек — это самый населённый город в мире. По итогам 2021 года объём внешней торговли Шанхая составил 10,09 трлн юаней (1,58 трлн долларов США), грузооборот порта превысил 47 млн TEU, а международный аэропорт Пудун обслужил более 32,2 млн пассажиров.

## Этимология

Вид на район Пудун. Самое высокое здание справа — Шанхайская башня

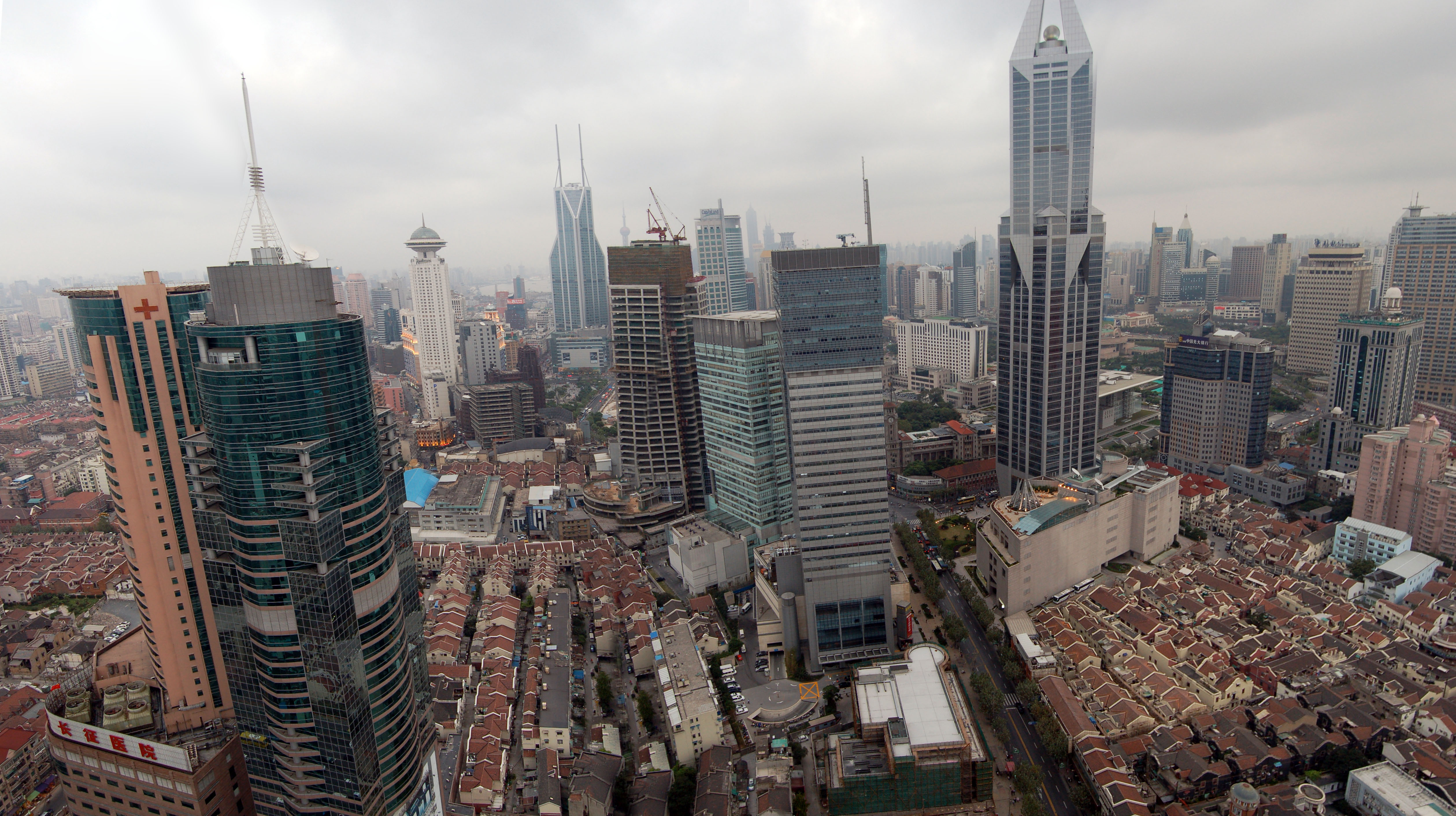
Вид на старый центр Шанхая

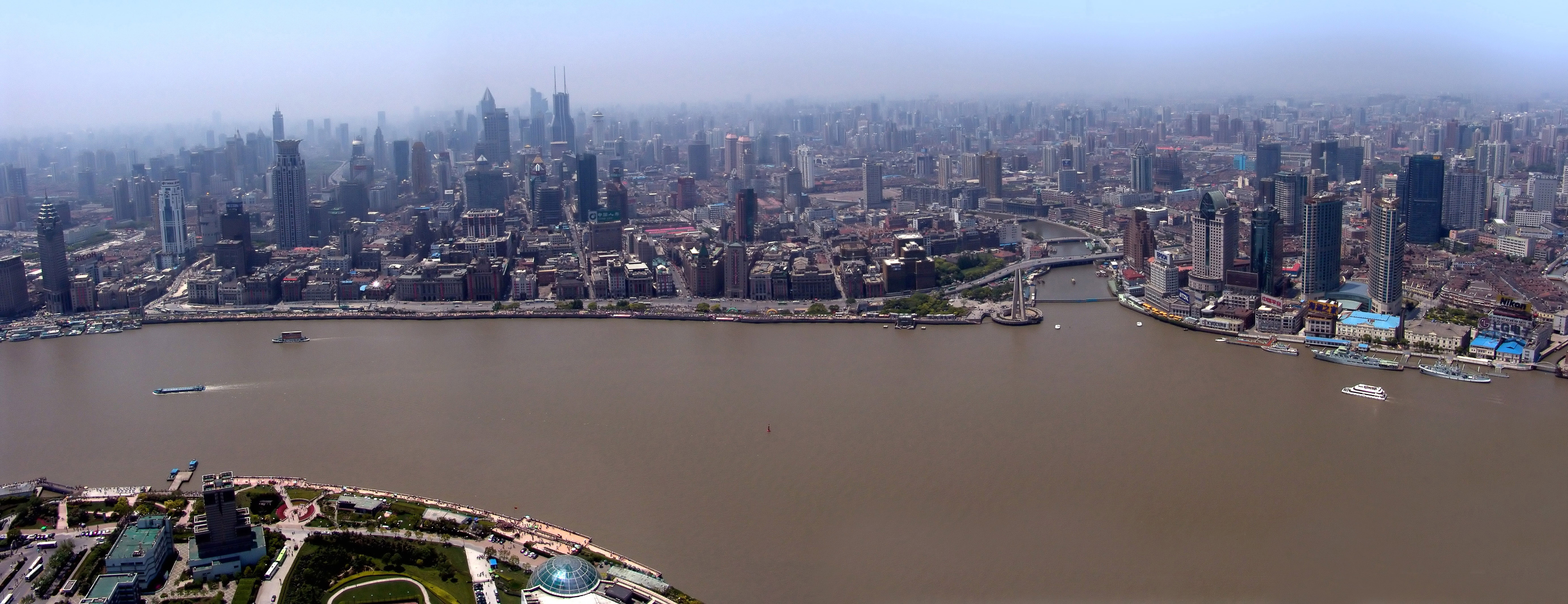
Вид на западный берег с телебашни

Первый из двух иероглифов, которыми записывается название Шанхая, имеет значения «на/над», «верх», «входить/вступать», второй — «море». На местном диалекте они произносятся как /zɑ̃.'he/ (занхэ). Первое упоминание этого названия относится к эпохе Сун (XI век), когда уже существовало слияние рек Янцзы и Хуанпу и населённый пункт с таким названием. Существуют разногласия относительно интерпретации этого названия, официальная китайская историография трактует его как «верховья моря», «взморье» (кит. упр. 海之上洋, пиньинь hǎi zhī shàng yáng).
Однако другое прочтение (особенно в северных диалектах) предполагает буквальное значение: «вступать на море», то есть выходить в море, что вполне подходило бы для портового города. Ещё одна, более поэтическая версия предполагает, что иероглифы следует читать в обратном порядке (海上 hǎi shàng), и тогда, согласно порядку слов в китайском языке, они приобретают значение «[город] на море», «приморск». На Западе ранее существовали различные варианты транскрипции: Shanghai (англ.), Schanghai (нем.), Sjanghai (голл.) и Changhaï (фр.). В 1990-х годах написание Shanghai — согласно правилам транскрипции пиньинь — стало универсальным для большинства языков, использующих латиницу.
В китайском языке Шанхай записывается сокращённо как Ху (кит. упр. 沪, пиньинь hù) либо Шэнь (кит. упр. 申, пиньинь shēn). Первый вариант происходит от старого названия реки Сучжоухэ — Худу (кит. упр. 沪渎, пиньинь hù dú), второй — от имени чуского дворянина Чуньшэнь-цзюня (кит. упр. 春申君, пиньинь Chūn shēn jūn, буквально: «господин Чуньшэнь»), жившего в III в. до н. э., в земли которого входила территория современного Шанхая и которого почитали в этих местах как героя. В названиях шанхайских спортивных команд и газет часто присутствует иероглиф 申. Шанхай также иногда называют Шэньчэн (кит. упр. 申城, пиньинь shēn chéng — «город Шэня»).
В западных языках у Шанхая существовало много других имён, среди них — «Восточный Париж», «Королева Востока», «Жемчужина Востока» и даже «Блудница Востока» (за разгул порока, наркотиков и проституции в 1920-е — 1930-е годы; см. нарицательное «шанхай» в русском языке в значении «беспорядок», «хаос», а также англ. to shanghai — 1) «опоив, отправить матросом в плавание»; 2) амер. «добиться (чего-л.) нечестным путём или принуждением»).

## География и климат

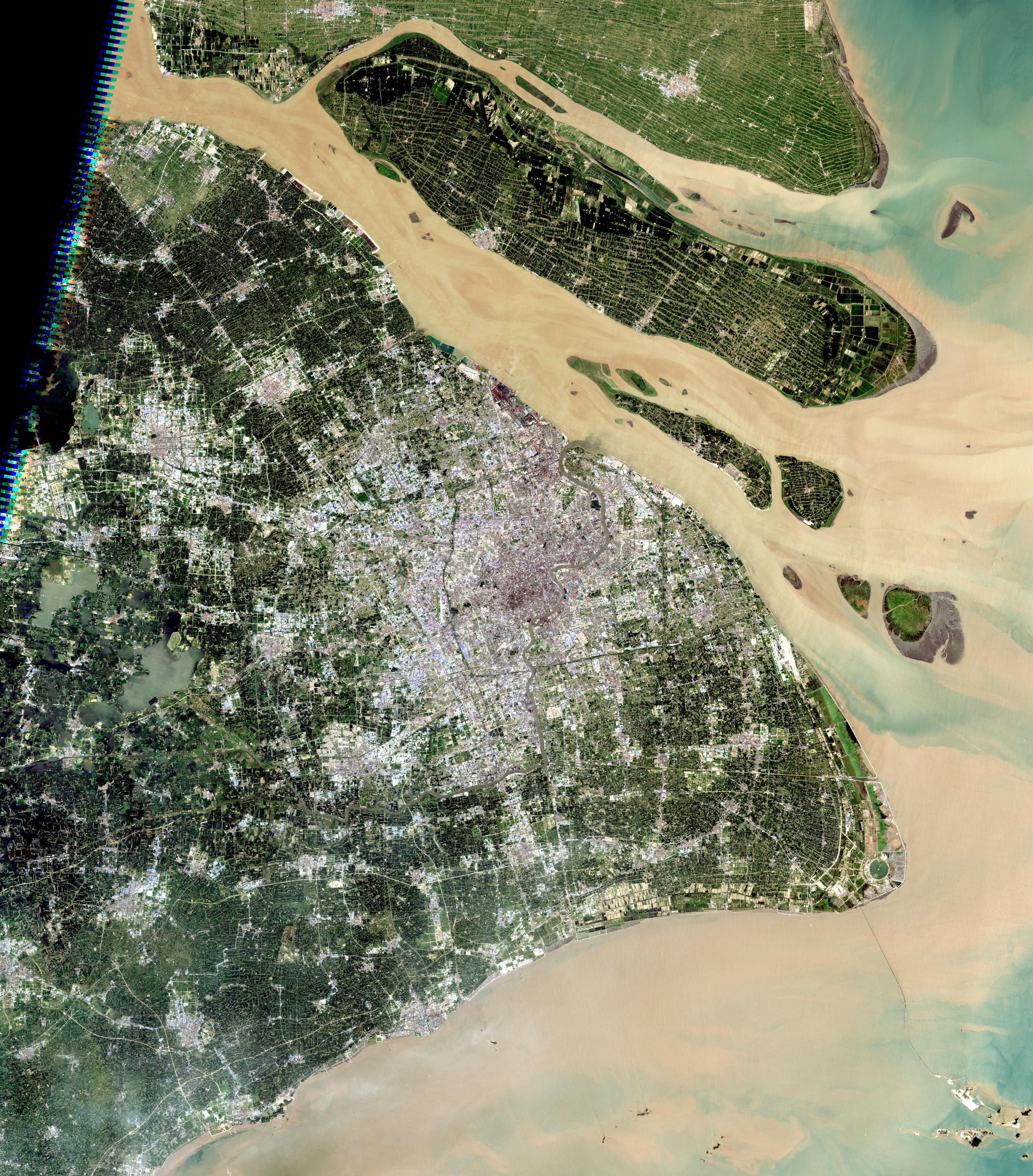
Космический снимок Шанхая в натуральных цветах, LandSat-7 15 августа 2005 года

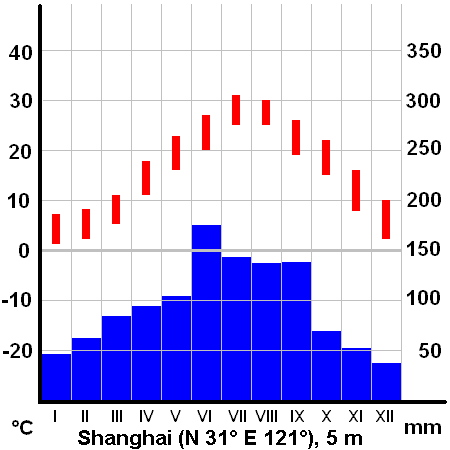
Средние температуры (красный) и осадки (синий) в Шанхае

Шанхай расположен в южной части дельты Янцзы, в 1212 км юго-восточнее столицы Пекина; граничит с провинциями Чжэцзян и Цзянсу. Шанхай считается в Китае южным городом, поскольку находится к югу от реки Янцзы.
К востоку от Шанхая находится Восточно-Китайское море. Шанхай разделён на две части рекой Хуанпу, притоком реки Янцзы. Большая часть городской зоны Шанхая находится на западном берегу Хуанпу, Пуси́ (浦西 Pǔ-xī), в то время как в восточной части расположен новый деловой район Пудун (浦东 Pǔ-dōng).
Шанхай имеет влажный субтропический климат с чертами муссонного. Чётко выраженного влажного и сухого сезона нет, хотя осадков выпадает значительно больше летом. В Шанхае крайне редко идёт снег, обычно не более 1-2 дней в году.
В Шанхае выражены четыре сезона — короткая, но относительно холодная зима (следует учитывать, что Шанхай находится почти на 30-й параллели, то есть на широте Северной Африки, или юга США — на этих широтах уже зимы практически нет), короткая и быстрая весна, длинное и жаркое лето, и довольно продолжительная осень, которая в Шанхае длится условно до декабря.
Зимой температура часто опускается ниже нуля, а средняя температура в июле и августе составляет 32 °C. Исторические минимум и максимум температур: −10 °C и +41 °C. В начале лета обычно идут ливни. Весной погода бывает очень изменчивой, нередки осадки с частыми перепадами температур. Лето — пиковый туристический сезон, однако в это время в Шанхае очень душно, ввиду высокой влажности. Осенью в Шанхае обычно солнечно и сухо, листопад наблюдается в ноябре. Зимой в Шанхае преобладает пасмурная погода, бывают возвраты тепла или небольшие заморозки. В течение года на город может обрушиться несколько тайфунов, однако тайфуны последних лет не наносили большого ущерба, хотя приводили к временному закрытию аэропортов и незначительным повреждениям городского хозяйства.
| Показатель                                     | Янв.  | Фев. | Март | Апр. | Май  | Июнь | Июль | Авг. | Сен. | Окт. | Нояб. | Дек. | Год  |
| ---------------------------------------------- | ----- | ---- | ---- | ---- | ---- | ---- | ---- | ---- | ---- | ---- | ----- | ---- | ---- |
| Абсолютный максимум, °C                        | 22,1  | 26,8 | 29,6 | 34,3 | 35,5 | 37,2 | 39,0 | 39,9 | 37,4 | 34,0 | 28,7  | 23,4 | 39,9 |
| Средний суточный максимум, °C                  | 7,9   | 9,5  | 13,3 | 19,2 | 24,5 | 27,6 | 32,1 | 31,5 | 27,6 | 22,7 | 17,1  | 10,9 | 20,3 |
| Средняя температура, °C                        | 4,6   | 6,1  | 9,6  | 15,1 | 20,3 | 24,1 | 28,4 | 28,1 | 24,4 | 19,3 | 13,4  | 7,1  | 16,7 |
| Средний суточный минимум, °C                   | 1,5   | 3,0  | 6,2  | 11,4 | 16,7 | 21,2 | 25,5 | 25,4 | 21,6 | 16,1 | 9,8   | 3,5  | 13,5 |
| Абсолютный минимум, °C                         | −10,9 | −7,9 | −5,4 | −0,5 | 6,9  | 12,5 | 18,9 | 19,2 | 11,4 | 1,7  | −3,8  | −8,5 | −9,4 |
| Норма осадков, мм                              | 60    | 58   | 90   | 83   | 91   | 159  | 147  | 194  | 107  | 62   | 59    | 40   | 1149 |
| Температура воды, °C                           | 10    | 8    | 8    | 11   | 16   | 21   | 25   | 27   | 25   | 22   | 18    | 14   | 17   |
| Источник: Погода и Климат, World Climate Guide |       |      |      |      |      |      |      |      |      |      |       |      |      |

| Солнечное сияние, часов за месяц. | Солнечное сияние, часов за месяц. | Солнечное сияние, часов за месяц. | Солнечное сияние, часов за месяц. | Солнечное сияние, часов за месяц. | Солнечное сияние, часов за месяц. | Солнечное сияние, часов за месяц. | Солнечное сияние, часов за месяц. | Солнечное сияние, часов за месяц. | Солнечное сияние, часов за месяц. | Солнечное сияние, часов за месяц. | Солнечное сияние, часов за месяц. | Солнечное сияние, часов за месяц. | Солнечное сияние, часов за месяц. |
| Месяц                             | Янв                               | Фев                               | Мар                               | Апр                               | Май                               | Июн                               | Июл                               | Авг                               | Сен                               | Окт                               | Ноя                               | Дек                               | Год                               |
| Солнечное сияние, ч               | 136                               | 119                               | 140                               | 153                               | 174                               | 162                               | 233                               | 242                               | 162                               | 161                               | 150                               | 149                               | 1979                              |
| --------------------------------- | --------------------------------- | --------------------------------- | --------------------------------- | --------------------------------- | --------------------------------- | --------------------------------- | --------------------------------- | --------------------------------- | --------------------------------- | --------------------------------- | --------------------------------- | --------------------------------- | --------------------------------- |

## История

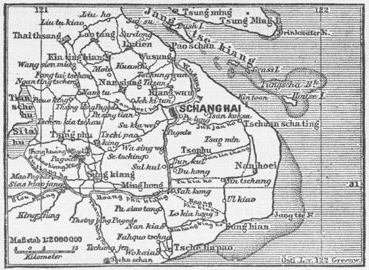
Немецкая карта Шанхая 1888 года

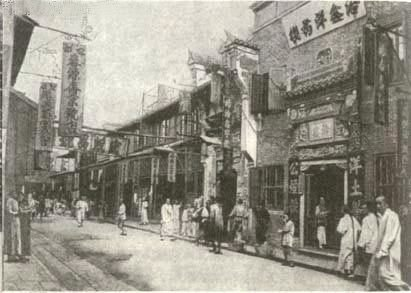
Шанхай во времена империи Цин (1800-e)

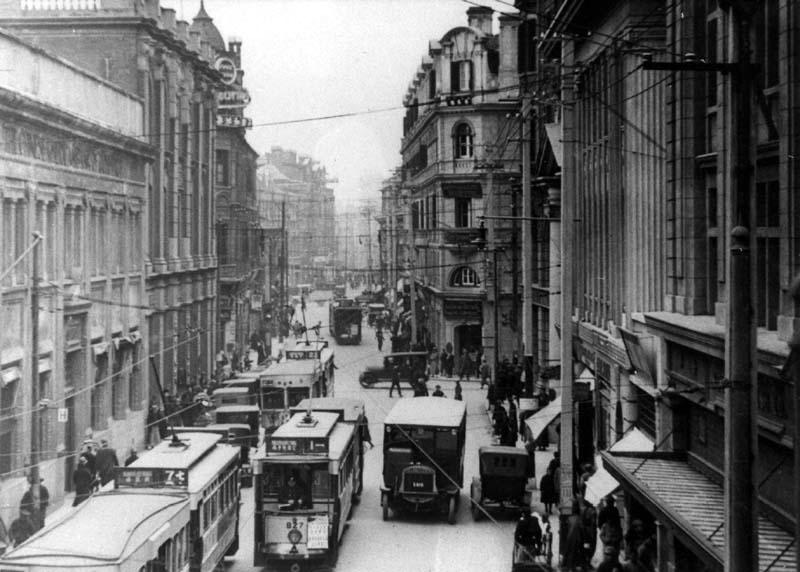
Улица Цзюцзян Лу, Шанхай, 1920-е годы

До того как стать городом, Шанхай был частью уезда Сунцзян (松江县 sōng-jiāng xiàn) под управлением Сучжоуской управы (苏州府 sū-zhōu fǔ). Начиная со времён империи Сун, Шанхай постепенно становился оживлённым морским портом и перерос свой административный статус (сегодня Сунцзян — всего лишь один из районов Шанхая).
В XV в (времена плаваний Чжэн Хэ) главным морским портом в устье Янцзы был Люцзяган, расположенный около 35 км выше по течению Янцзы от Шанхая, на территории современной провинции Цзянсу. Впоследствии, однако, он утратил своё значение из-за заиливания речными наносами.
В 1553 году возведение крепостной стены ознаменовало возникновение Шанхая как города. Уже около 1600 года иезуит Маттео Риччи упоминал Шанхай как важный город. Однако до XIX века Шанхай всё же не был в числе важнейших городов страны, и в отличие от других городов Китая в нём мало исторических достопримечательностей.
В XIX веке роль Шанхая коренным образом изменилась, поскольку стратегическое положение города в устье реки Янцзы сделало его идеальным местом для торговли с Западом.
Во время Первой опиумной войны в первой половине XIX века некоторое время Шанхай удерживали войска Великобритании. Война окончилась в 1842 году подписанием Нанкинского договора, согласно которому ряд договорных портов, включая Шанхай, открывались для внешней торговли. По «Дополнительному протоколу» 1843 года и китайско-американскому Вансяскому договору 1844 года западные державы получили экстерриториальные права, действие которых фактически утратило силу к концу 1930-х, однако официально было отменено лишь в 1943.
В ходе восстания Тайпинов в 1853 году Шанхай был захвачен триадой под названием «Общество малых мечей», отпочковавшейся от повстанцев. Во время боёв деревенская часть Шанхая была разрушена, однако иностранные поселения не пострадали, и китайцы стремились попасть в них в поисках безопасного убежища. До этого времени китайцам запрещалось селиться в этих районах, но это ограничение было отменено в 1854 году, после чего цена земли в них значительно возросла.
В 1854 году также прошло первое ежегодное заседание Шанхайского муниципального совета, в задачи которого входило управление иностранными концессиями. В 1863 году поселения Великобритании и США, располагавшиеся на западном берегу Хуанпу соответственно на южной и северной сторонах реки Сучжоу, объединились, сформировав Шанхайский международный сеттльмент. Франция устранилась от участия в муниципальном совете, сохранив независимый статус Французской концессии, которая находилась западнее Международного поселения.
Японо-китайская война 1894—1895 годов за контроль над Кореей завершилась подписанием Симоносекского договора, после чего Япония также вошла в число иностранных держав, имеющих свой сеттльмент в Шанхае. Японцы построили в городе первые заводы, их примеру вскоре последовали другие страны, положив таким образом начало развитию шанхайской промышленности.
Шанхай постепенно становился крупнейшим финансовым центром Дальнего Востока. Во времена правления республиканского правительства в 1927 году Шанхай получил статус особого города, а в мае 1930 года — города центрального подчинения.
Когда в 1931 году в результате Мукденского инцидента японская Квантунская армия вторглась в Маньчжурию, императорский флот Японии решил устроить аналогичный «инцидент» в Шанхае. Однако в результате продолжавшихся около месяца боёв размещённая в Шанхае 19-я армия НРА отбила в 1932 году японское вторжение. Тем не менее Шанхай был объявлен демилитаризованной зоной, Китаю запрещалось держать гарнизоны также в соседних Сучжоу и Куньшане. Япония получила право разместить в городе ограниченный воинский контингент. Китайцы восприняли договор как унижение, по их мнению, западные державы предали их, не обратив внимание на оборонительный для Китая характер войны и большие потери.
В 1937 году японская армия с боями захватила Шанхай и установила там марионеточное правительство, город остался в руках захватчиков до самой капитуляции Японии в 1945 году. Во время Второй мировой войны Шанхай стал убежищем для беженцев из Европы. Это был единственный город в мире, безусловно открытый на тот момент для евреев — жертв Холокоста. Однако под давлением германских союзников по оси в конце 1941 года японцы заключили еврейских иммигрантов Шанхая в гетто, в которых начали распространяться инфекционные заболевания, такие как дизентерия.
27 мая 1949 года гоминьдановские войска сдали Шанхай коммунистам, после чего в течение десяти лет большинство городов центрального подчинения было включено в состав соседних провинций, однако Шанхай и Пекин сохранили этот статус. В течение этого десятилетия границы Шанхая несколько раз претерпели изменения.
После того, как город заняли коммунисты, офисы большинства иностранных фирм были перенесены из Шанхая в Гонконг. Однако развитие города продолжалось, и в течение 1950-х и 1960-х Шанхай превратился в важный промышленный центр, а также базу левых сил в КПК. Несмотря на это, даже в самые мрачные и неспокойные годы Культурной революции Шанхаю удавалось сохранять высокий уровень промышленного производства и относительную социальную стабильность. На протяжении большей части истории существования КНР Шанхай оставался крупнейшим источником налоговых поступлений по сравнению с другими провинциями и городами. Это серьёзным образом сказалось на развитии городской инфраструктуры и капитального строительства. Важность Шанхая для поддержания стабильности поступлений в бюджет также повлияла на то, что Шанхаю не было позволено начать экономическую либерализацию в середине 1980-х, как это было сделано в южной провинции Гуандун. В этот период центральная казна практически не получала налогов из Гуандуна, и поэтому его сочли приемлемым с фискальной точки зрения для проведения рискованных экономических реформ. Шанхай получил разрешение начать реформы только в 1991, после того, как экономический эксперимент в Гуандуне и других провинциях оказался успешным.
Начиная с 1992 года центральное правительство во главе с бывшим мэром Шанхая Цзян Цзэминем начало проводить курс постепенного снижения налогов в Шанхае для привлечения иностранных и внутренних инвестиций с конечной целью превратить Шанхай в один из экономических центров Восточной Азии и укрепить его роль в качестве ворот для иностранных инвестиций в Китай. С тех пор экономика Шанхая росла со скоростью 9—15 % в год — самыми высокими темпами среди других регионов Китая.
28 марта 2022 года из-за вспышки COVID-19 Шанхай оказался в строгом локдауне, повлёкшим за собой экономические и социальные потрясения.

## Население
Согласно переписи 2000 года, население всей территории Шанхая (включая негородскую зону) составляло 16,738 млн чел., в этот показатель также входили временно проживающие в Шанхае, число которых составляло 3,871 млн чел. Со времени предыдущей переписи 1990 года население Шанхая увеличилось на 3,396 млн чел., или 25,5 %. Мужчины составляют 51,4 % населения города, женщины — 48,6 %. Дети до 14 лет составляют 12,2 % населения, возрастная группа 15-64 года — 76,3 %, пожилые старше 65 — 11,5 %. 5,4 % населения Шанхая являются неграмотными. В 2003 году в Шанхае насчитывалось 13,42 млн официально зарегистрированных жителей, ещё более 5 млн чел. живут и работают в Шанхае неофициально, из которых около 4 млн — сезонные рабочие, в основном, из провинций Цзянсу и Чжэцзян.
Средняя ожидаемая продолжительность жизни в 2003 году составляла 79,80 года (мужчины — 77,78 года, женщины — 81,81 года). В конце 2007 года население Шанхая, имеющее постоянную прописку, составило 13,79 млн чел., временную прописку имело 4,79 млн чел., суммарное население с постоянной и временной пропиской составило 18,58 млн.чел., доля пожилых людей в возрасте старше 60 лет составила 20,8 процента от общего населения города. Согласно официальным оценкам на 31 декабря 2009 года, население города составило 24,632 млн человек, в том числе с постоянной регистрацией составляло 19,213 млн человек; кроме того, мигрантов с временной регистрацией, проживающих в городе свыше 6 месяцев, насчитывалось 5,419 млн человек; число таких мигрантов, официально учитываемых статистикой, выросло на 77,8 % с 3,05 млн человек в 2000 году до 5,42 млн в 2009 году.
По данным переписи населения КНР 2010 года, первые пять народностей по численности населения в Шанхае были следующие:
| Народность | Население  | Процент |
| ---------- | ---------- | ------- |
| ханьцы     | 22 743 033 | 98,80 % |
| хуэй       | 78 163     | 0,34 %  |
| туцзя      | 33 584     | 0,15 %  |
| мяо        | 31 351     | 0,14 %  |
| маньчжуры  | 25 165     | 0,11 %  |

Согласно переписи 2020 года, в Шанхае проживало 24 870 895 человек.

### Язык
Большинство населения Шанхая говорит на шанхайском диалекте китайского языка. Шанхайский диалект относится к группе диалектов у. Внутри шанхайского также существуют диалектные различия, однако, как правило, они крайне незначительны и не влияют на взаимопонимание. В то же время китаец, не говорящий на каком-либо из диалектов у, не сможет понять почти ничего на шанхайском. Сфера применения шанхайского ограничивается устным общением, а официальным языком является стандартный китайский — путунхуа. Современный шанхайский диалект это результат смешения различных диалектов у Сучжоу, Нинбо и других близлежащих регионов, откуда в течение XIX—XX вв. в Шанхай прибыло большое число переселенцев.
На сегодняшний день почти все шанхайцы в возрасте до 50 лет свободно говорят на путунхуа. Владение иностранными языками также зависит от возрастной группы: лучше всего английским владеют пожилые коренные шанхайцы, получившие образование ещё до революции, а также молодёжь в возрасте до 26 лет, которая учит английский с начальной школы.

## Политика
Политическая власть в Шанхае всегда традиционно рассматривалась как трамплин к более высоким постам в правительстве КНР. Многие нынешние функционеры партийной верхушки в Пекине выросли из шанхайской администрации в 1980-х годах, известной своей критикой крайне левых методов «культурной революции» и прозванной «шанхайской кликой», придерживавшейся правых взглядов. К ней относили председателя КНР Цзян Цзэминя и премьера Госсовета Чжу Жунцзи. Многие наблюдатели видели в тяготеющей к правым взглядам «шанхайской клике» оппозицию администрации Ху Цзиньтао. В административном отношении статус Шанхая приравнен к провинции, а посты секретаря горкома КПК и мэра города всегда рассматривались в Китае как последняя ступень перед восхождением в высшее партийное руководство. Четыре мэра Шанхая, включая Цзян Цзэминя и Чжу Жунцзи впоследствии занимали важные посты в правительстве. С марта по октябрь 2007 года возглавлял шанхайский горком КПК Си Цзиньпин. При этом решение о назначении на посты мэра и секретаря горкома принимается центральным правительством.
Следует упомянуть и мэров Шанхая Китайской Республики, которые также занимали крупные руководящие государственные посты в стране. Это Хуан Фу и Чжан Цюнь.
Секретарь шанхайского горкома КПК, ранее занимавший пост мэра Шанхая, Хань Чжэн открыто призывает к прозрачности в действиях городского руководства. Сложная система отношений между правительством города, банками и другими гражданскими организациями не раз приводила к обвинениям в коррупции со стороны Пекина, однако в большинстве случаев дело ограничивалось только заявлениями. 24 сентября 2006 года секретарь шанхайского горкома КПК Чэнь Лянъюй был смещён со своего поста и ему были предъявлены обвинения в коррупции и растрате государственных средств. Многие наблюдатели расценили это как знак руководителям на местах, которые отказываются выполнять директивы Пекина, направленные на охлаждение перегретой китайской экономики. К таким руководителям относили и Чэнь Лянъюя.

## Вооружённые силы

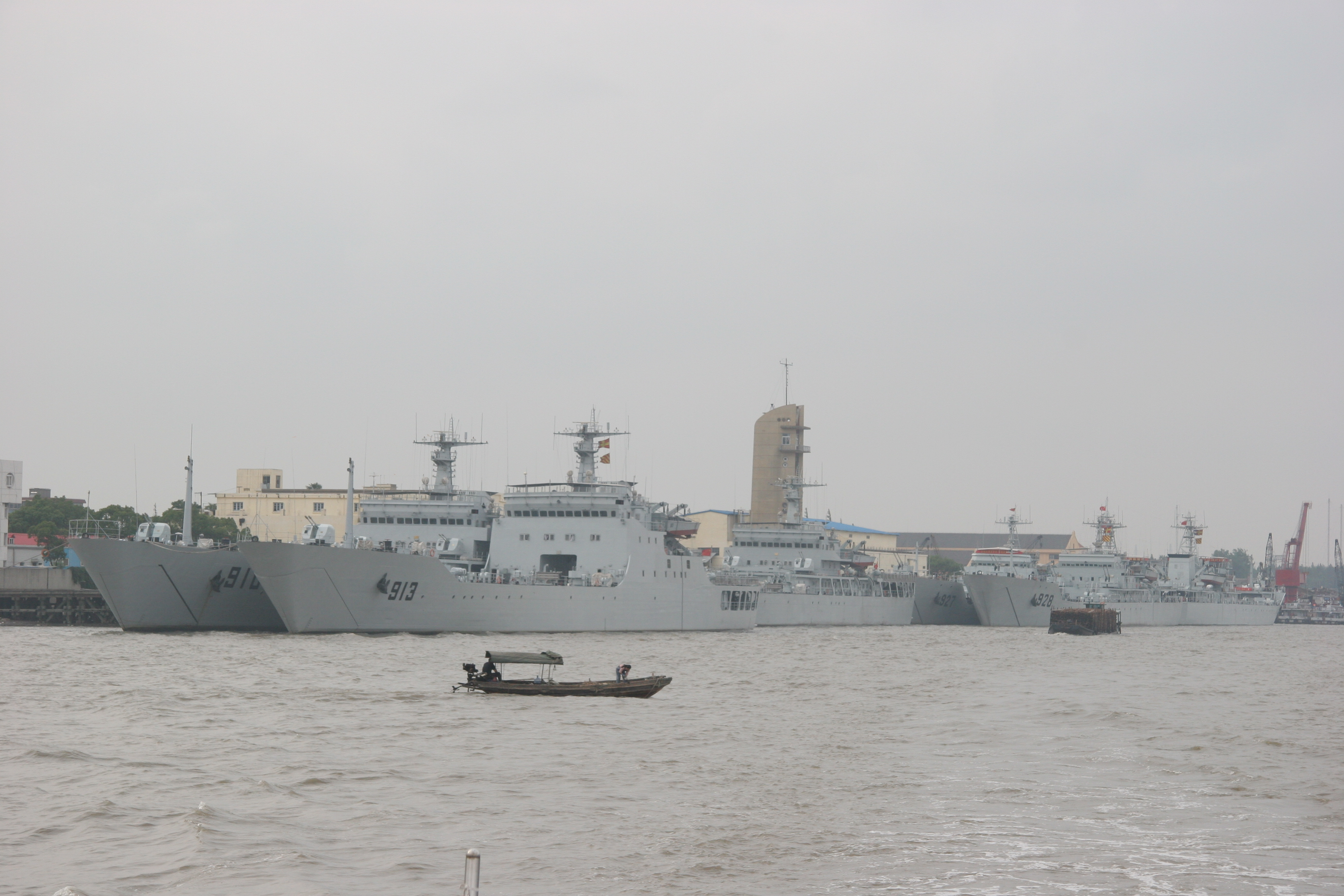
Военно-морская база

В Шанхае расположены крупная военно-морская база Восточного флота, судоремонтные предприятия Восточного флота, Второй военно-медицинский университет, Институт ядерных исследований (SNERDI), Шанхайский инженерный институт по разработке подводных аппаратов, Шанхайский центр управления космическими полётами, 57-й НИИ НОАК (Институт электронных и телекоммуникационных технологий), штаб Подразделения 61398.

## Административное деление
Город центрального подчинения Шанхай делится на 16 районов.
| Карта-схема города центрального подчинения Шанхай                                                                                               | Административное деление города центрального подчинения Шанхай | Административное деление города центрального подчинения Шанхай | Административное деление города центрального подчинения Шанхай | Административное деление города центрального подчинения Шанхай | Административное деление города центрального подчинения Шанхай | Административное деление города центрального подчинения Шанхай |
| --- | -------------------------------------------------------------- | -------------------------------------------------------------- | -------------------------------------------------------------- | -------------------------------------------------------------- | -------------------------------------------------------------- | -------------------------------------------------------------- |
| ① ② ③ ④ ⑤ ⑥ ⑦ Миньхан Баошань Цзядин Пудун Цзиньшань Сунцзян Цинпу Фэнсянь Чунмин ① Хуанпу ② Сюйхуэй ③ Чаннин ④ Цзинъань ⑤ Путо ⑥ Хункоу ⑦ Янпу |                                                                |                                                                |                                                                |                                                                |                                                                |                                                                |
| Статус | Название                                                       | Иероглифы                                                      | Пиньинь                                                        | Население (2003)                                               | Площадь (км²)                                                  |                                                                |
| Район | Хуанпу                                                         | 黄浦区                                                         | Huángpǔ qū                                                     | 00618 692                                                      | 0.0012,41                                                      |                                                                |
| Район | Сюйхуэй                                                        | 徐汇区                                                         | Xúhuì qū                                                       | 00886 071                                                      | 0.0054,76                                                      |                                                                |
| Район | Чаннин                                                         | 长宁区                                                         | Chángníng qū                                                   | 00964 000                                                      | 0.0037,19                                                      |                                                                |
| Район | Цзинъань                                                       | 静安区                                                         | Jìng'ān qū                                                     | 00320 679                                                      | 0.0007,62                                                      |                                                                |
| Район | Путо                                                           | 普陀区                                                         | Pǔtuó qū                                                       | 00845 339                                                      | 0.0054,83                                                      |                                                                |
| Район | Хункоу                                                         | 虹口区                                                         | Hóngkǒu qū                                                     | 00792 241                                                      | 0.0023,48                                                      |                                                                |
| Район | Янпу                                                           | 杨浦区                                                         | Yángpǔ qū                                                      | 01 081 600                                                     | 0.0060,73                                                      |                                                                |
| Район | Миньхан                                                        | 闵行区                                                         | Mǐnháng qū                                                     | 00751 154                                                      | 0.0371,68                                                      |                                                                |
| Район | Баошань                                                        | 宝山区                                                         | Bǎoshān qū                                                     | 00854 340                                                      | 0.0415,27                                                      |                                                                |
| Район | Цзядин                                                         | 嘉定区                                                         | Jiādìng qū                                                     | 00511 776                                                      | 0.0458,80                                                      |                                                                |
| Новый район Пудун | Новый район Пудун                                              | 浦东新区                                                       | Pǔdōng xīnqū                                                   | 03 187 400                                                     | 01 210,00                                                      |                                                                |
| Район | Цзиньшань                                                      | 金山区                                                         | Jīnshān qū                                                     | 00527 062                                                      | 0.0586,05                                                      |                                                                |
| Район | Сунцзян                                                        | 松江区                                                         | Sōngjiāng qū                                                   | 00506 795                                                      | 0.0604,71                                                      |                                                                |
| Район | Цинпу                                                          | 青浦区                                                         | Qīngpǔ qū                                                      | 00458 282                                                      | 0.0675,54                                                      |                                                                |
| Район | Фэнсянь                                                        | 奉贤区                                                         | Fèngxián qū                                                    | 00508 721                                                      | 0.0687,39                                                      |                                                                |
| Район | Чунмин                                                         | 崇明区                                                         | Chóngmíng qū                                                   | 00701 000                                                      | 01 413,00                                                      |                                                                |

В Шанхае не существует единого городского центра, функционально таковой разделён между несколькими районами: деловые центры Шанхая относятся к Луцзяцзуй на восточном берегу Хуанпу, Бунду и Хунцяо — на западном. Городское собрание и мэрия города расположены в районе Хуанпу, который также является торговым районом, включая знаменитую Нанкинскую улицу. Другие крупные торговые зоны также включают элитный район Синьтяньди на улице Хуайхай Лу в районе Лувань и зону Сюйцзяхуэй в районе Сюйхуэй. Большинство университетов Шанхая расположены в жилых зонах районов Янпу и Путо.
Современный Шанхай разделён рекой Хуанпу на Западный и Восточный берега, соответственно Пуси́ (Puxi, 浦西) и Пудун (Pudong, 浦东). Пуси́ — это исторический центр Шанхая. Восточный берег реки Хуанпу стал новой экономической зоной, символом Китая XXI века; он состоит из одного района Пудун.

## Экономика

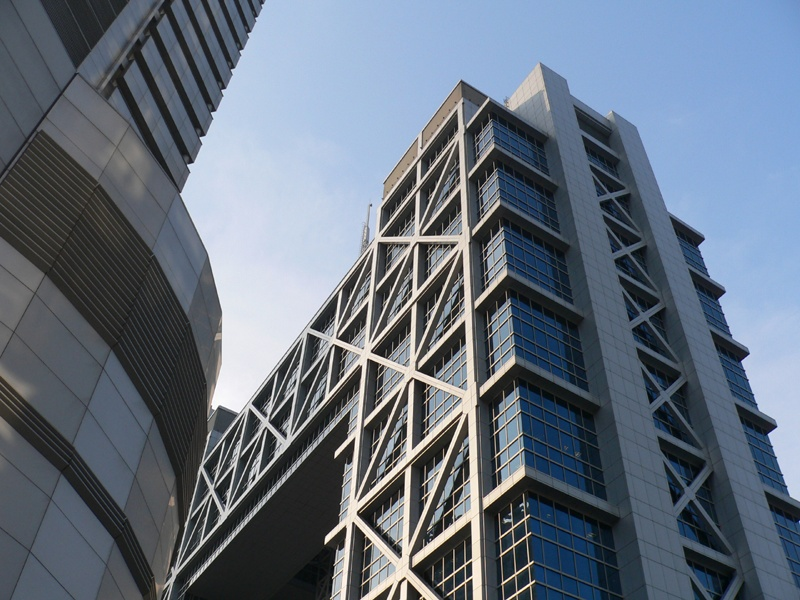
Шанхайская фондовая биржа

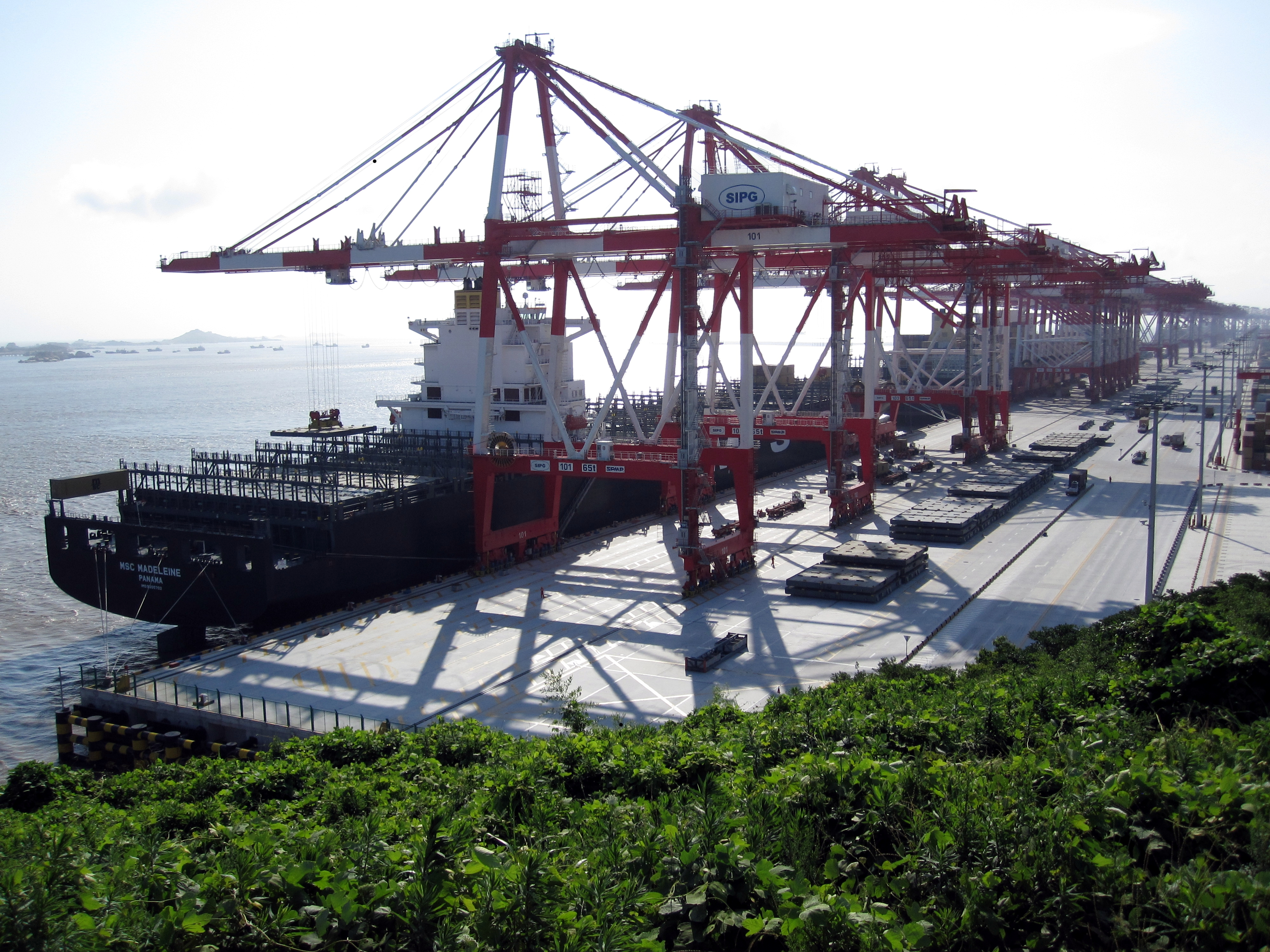
Порт Яншань является крупнейшим в мире по объёму грузооборота

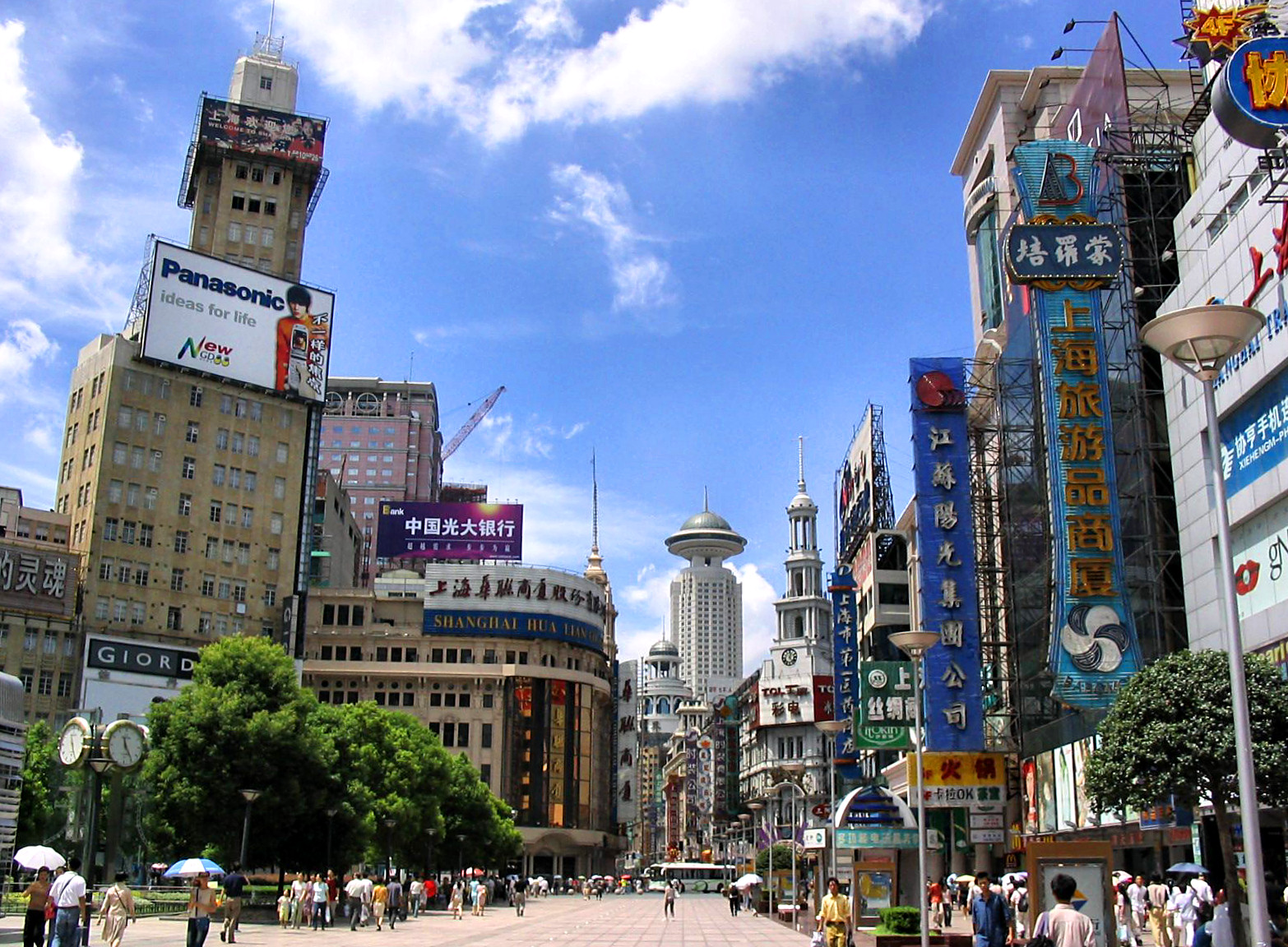
Нанкинская улица — одна из самых оживлённых торговых улиц мира, носящая неофициальное название «улица номер один в Китае»

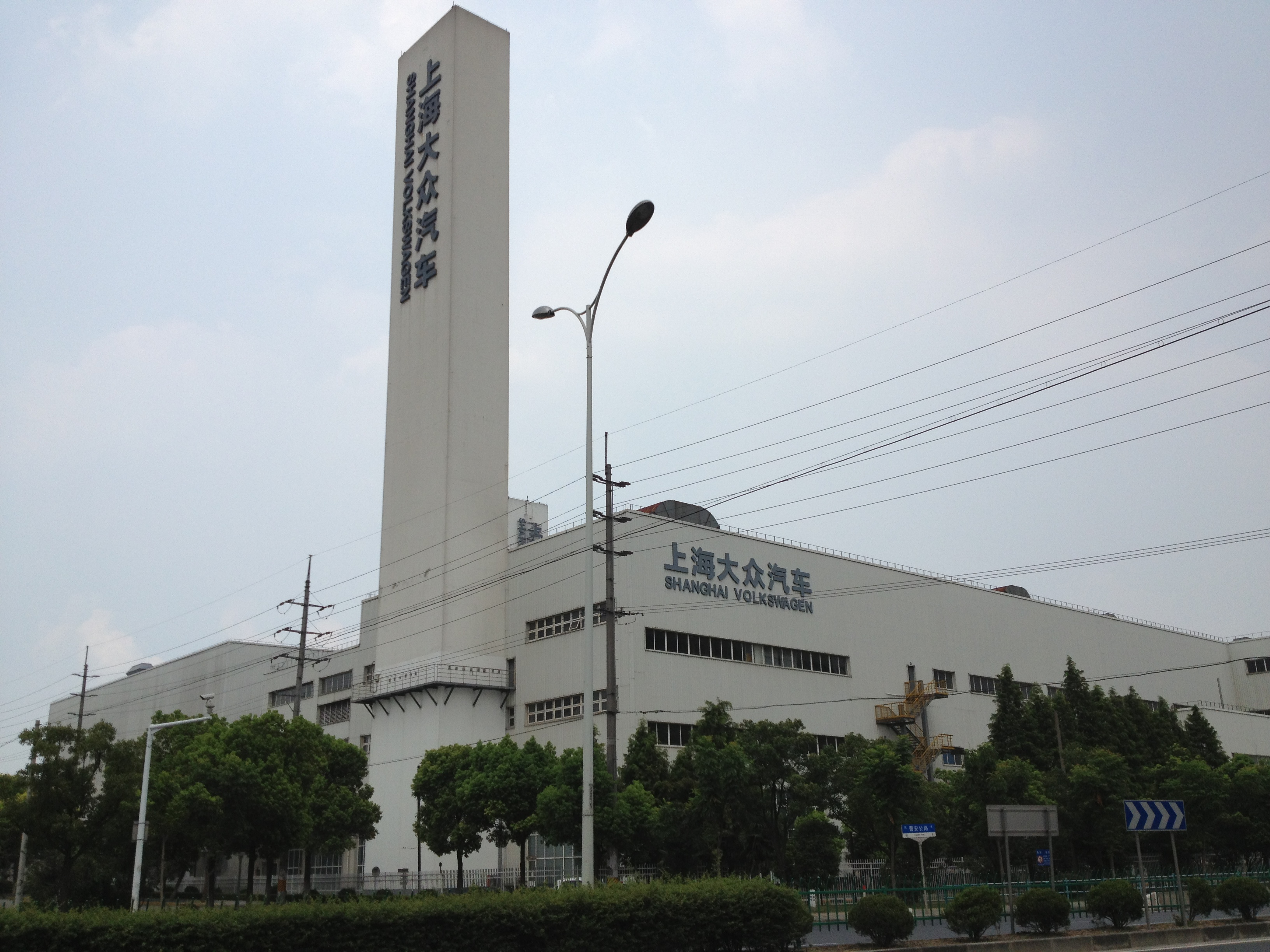
Автозавод Volkswagen

Шанхай — это финансовый и торговый центр Китая. Рыночные реформы в Шанхае начались в 1992 году — на десятилетие позже, чем в южных провинциях. До этого большая часть доходов города уходила безвозвратно в Пекин. Даже после снижения налогового бремени в 1992 года, налоговые поступления от Шанхая составляли 20-25 % от поступлений со всего Китая (до 1990-х эта цифра составляла около 70 %). Сегодня Шанхай крупнейший и самый развитый город континентального Китая.
В 2005 году Шанхай стал крупнейшим в мире портом по объёму грузооборота (443 млн т грузов).
В начале XXI века между Шанхаем и Гонконгом развернулась острая борьба за право называться экономическим центром Китая. В 2003 году ВВП на душу населения в Шанхае составлял 46 586 юаней (около 5620 долларов США), ставя его на 13-е место в списке 659 городов Китая. Среди преимуществ Гонконга — более сильная правовая система и гораздо больший опыт в банковских делах и сфере услуг. У Шанхая есть сильные связи с центральным правительством и другими районами континентального Китая, а также более мощная производственная и технологическая база. После передачи Гонконга КНР в 1997 году роль Шанхая в финансовой и банковской сфере, а также в качестве места базирования головных офисов компаний усилилась, подогревая спрос на образованную и современную рабочую силу. С 1992 года экономика Шанхая растёт ежегодно более чем на 10 %. В 2005 году номинальный ВВП Шанхая вырос на 11,1 % и составил 912,5 млрд юаней (114 млрд долларов США).
В 1990 году в Шанхае была создана Шанхайская фондовая биржа, первая на территории материкового Китая. После реформирования фондового рынка в 2005 году капитализация рынка акций сильно увеличилась. Теперь Шанхайская фондовая биржа — это современная и уважаемая инвесторами площадка. Шанхайская фьючерсная биржа входит в число ведущих товарных бирж мира по объёму торгов фьючерсными контрактами на натуральный каучук и медь. Шанхайская биржа золота — крупнейшая биржа Китая по торговле драгоценными металлами. Также в Шанхае имеется международная платформа для торговли кофе.

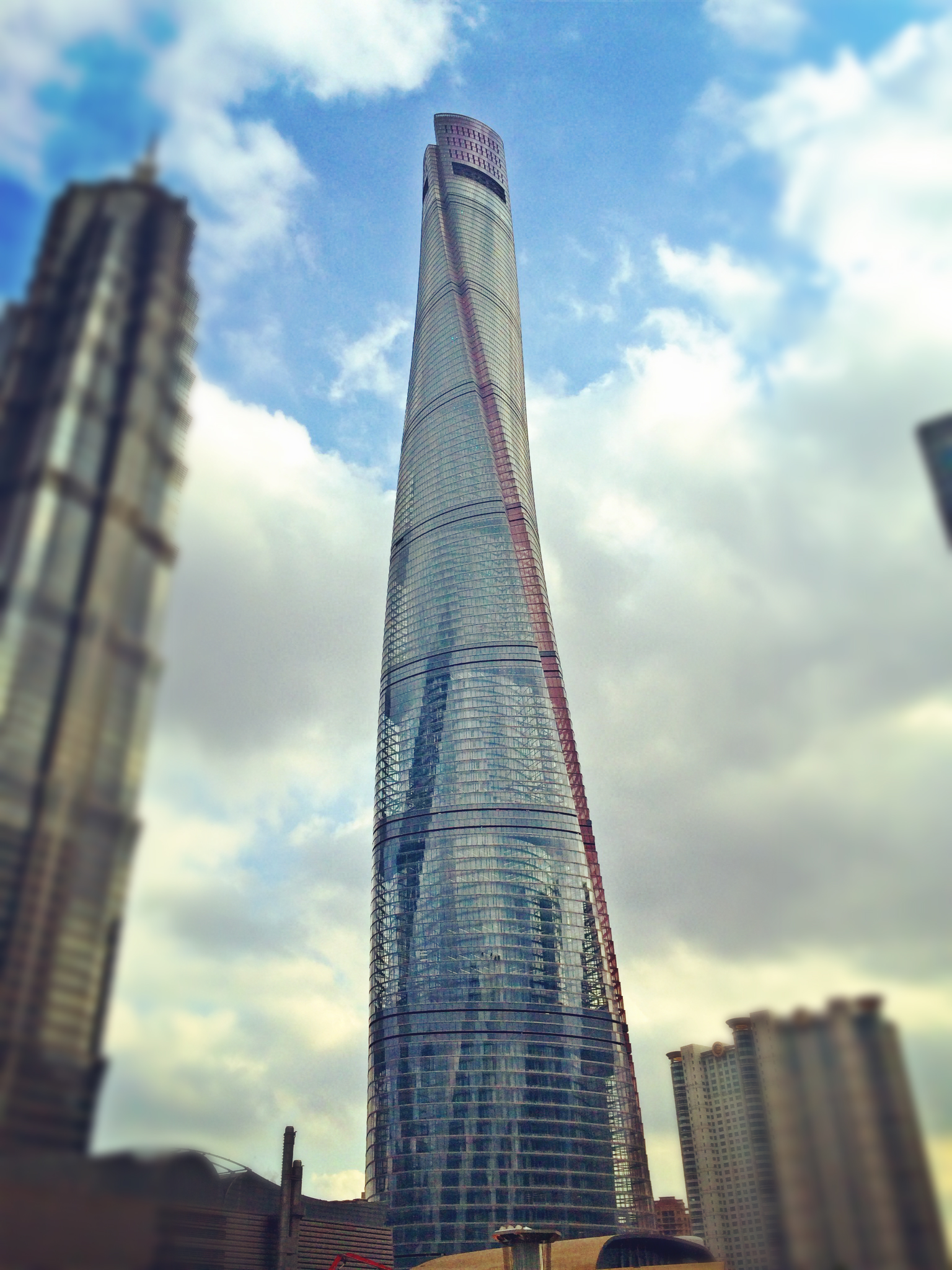
Шанхайская башня

Как и многие другие регионы Китая, Шанхай переживает строительный бум. Современная архитектура Шанхая отличается своим уникальным стилем, например, верхние этажи высотных зданий, занятые ресторанами, по форме напоминают летающие тарелки. Одним из символов Шанхая является небоскрёб Шанхайского всемирного финансового центра, именуемый по своей форме «открывашкой». По числу небоскрёбов (на 2024 год) Шанхай занимает пятое место в мире; главным их средоточием является район Пудун. В городе построен самый высокий в Китае и второй в мире 128-этажный небоскрёб Шанхайская башня.
Большинство строящихся сегодня в Шанхае зданий представляет собой высотные жилые дома, различающиеся по высоте, цвету и дизайну. Организации, ответственные за планирование развития города, сейчас всё больше внимания уделяют созданию зелёных зон и парков в рамках жилых комплексов для улучшения качества жизни шанхайцев, что вполне соответствует лозунгу Всемирной выставки Экспо 2010 Шанхай: «Лучший город — лучшая жизнь».
30 июня 2009 года в Шанхае, в районе Миньхан, упал строившийся 13-этажный дом, причём не разрушился после падения. Это уникальное явление так и не получило однозначного обоснования среди экспертов. В качестве версий выдвигались размытие грунта, ошибки при проектировании или строительство подземного гаража по неверным нормам. В результате погиб один человек — 28-летний строитель из провинции Аньхой, который не успел выйти из здания, куда зашёл за инструментами.
Исторически Шанхай был очень вестернизированным, и сейчас он вновь всё больше берёт на себя роль главного центра общения Китая с Западом. Одним из примеров этого является открытие информационного центра по обмену медицинскими знаниями между западными и китайскими институтами здравоохранения Pac-Med Medical Exchange. В Пудуне располагаются дома и улицы, очень похожие на деловые и жилые районы современных американских и западноевропейских городов. Рядом находятся крупные международные торговые и гостиничные зоны. Несмотря на высокую плотность населения и большое количество приезжих, Шанхай известен очень низким уровнем преступности по отношению к иностранцам.
По данным Министерства науки и технологии КНР за 2021 год, Шанхай восьмой год подряд остается лучшим городом КНР для иностранцев. К этому выводу министерство пришло в результате опроса иностранных специалистов, в том числе восьми нобелевских лауреатов, работающих в Китае. Иностранцы высказывали своё мнение по 23 показателям городов — от научно-технического развития до состояния окружающей среды. По официальным данным, в Шанхае работают 215 тысяч иностранных специалистов, что составляет 23,7 % от их общего числа в КНР.
В Шанхае установлена самая высокая минимальная заработная плата в КНР. С 1 июля 2021 года минимальный размер оплаты труда в Шанхае для работников, занятых полный рабочий день, составляет 2590 юаней (406,23 $) в месяц, тогда как для работников, занятых неполный рабочий день — 23 юаня (3,61 $) в час.
Валовой региональный продукт Шанхая вырос с 2,69 трлн юаней (около 415 млрд долл. США) в 2015 году до 3,87 трлн юаней в 2020 году, при этом ВРП на душу населения превысил 23 тыс. долларов США. По итогам 2020 года ВРП Шанхая вырос на 1,7 %, хотя в первом квартале 2020 года он упал на 6,7 %, а за первые три квартала 2020 года снизился на 0,3 % по сравнению с аналогичным периодом 2019 года. Объём внешней торговли увеличился на 2,3 % в годовом исчислении, а объём розничных продаж потребительских товаров составил 1,59 трлн юаней (около 246 млрд долларов США), что на 0,5 % больше по сравнению с предыдущим годом (по этому показателю Шанхай занимает первое место среди всех городов Китая). Объём прямых иностранных инвестиций превысил 20,2 млрд долларов США, что на 6,2 % больше по сравнению с предыдущим годом. Кроме того, в 2020 году в Шанхае индекс потребительских цен вырос на 1,7 % в годовом исчислении, в городе было создано 570 тыс. новых рабочих мест, а уровень безработицы остался в пределах 4,4 %. Операционные доходы сектора программного обеспечения и информационных услуг увеличились на более чем 12 %.
По состоянию на 2021 год Шанхай лидировал по потребительским расходам на душу населения, опережая все другие города и провинции Китая. По итогам 2021 года ВРП Шанхая вырос на 8,1 % в годовом исчислении и достиг 4,32 трлн юаней, объём фактически использованных иностранных инвестиций вырос на 11,5 % в годовом исчислении и достиг 22,55 млрд долл. США.

### Промышленность
Ключевыми отраслями промышленности Шанхая являются производство интегральных схем, биомедицина и сектор искусственного интеллекта, за ними следуют производство автомобилей, судов и энергетического оборудования.
В Шанхае расположены автомобильные заводы Tesla, SAIC Motor (в том числе заводы Shanghai Volkswagen, Shanghai General Motors и SAIC Maxus Automotive), FAW Jiefang Truck, NIO, IM Motors и Aiways Automobiles, автобусный завод Sunlong Bus, завод аккумуляторов Tesla, авиастроительный завод Comac, авиаремонтный завод Boeing, заводы полупроводников SMIC, TSMC, Seiko Instruments, Diodes Incorporated, Huahong Grace Semiconductor и Shanghai Huali Microelectronics, заводы компьютеров, ноутбуков, компьютерных комплектующих и бытовой электроники Quanta Computer, Inventec, Kingston Technology и LG Electronics, завод оптики Sunny Optical Technology, металлургический завод Baosteel, машиностроительные заводы Shanghai Electric Group и Shanghai Zhenhua Heavy Industries, завод роботов ABB, завод лифтов Toshiba Elevator, нефтехимические и химические заводы Sinopec Shanghai Gaoqiao, Sinopec Shanghai Petrochemical, Hengyi Petrochemical, BASF, Bayer, DuPont, Caltex, Mitsui Chemicals, SK Energy, Huntsman, Henkel Group и UOP, заводы телекоммуникационного оборудования Ericsson и Nokia, заводы медицинского оборудования и материалов 3M, Karl Storz и Covidien, завод дорожно-строительной техники Sandvik, молочные фабрики Bright Food и Want Want China, бумажная фабрика International Paper, фабрика зубной пасты Unilever, завод контейнеров Shanghai CIMC Baowell Industries.

### Военно-промышленный комплекс
В Шанхае расположены крупные оборонные предприятия и научно-исследовательские учреждения Китая. Среди крупнейших выделяются 8-е НПО (Шанхайская академия космических технологий), ракетный завод № 149 и завод электроники 9-го НПО — подразделения China Aerospace Science and Technology Corporation.

### Информационные технологии
В Шанхае базируются самый популярный китайский видеохостинг Bilibili (более 220 млн активных пользователей) и социальная платформа Xiaohongshu.

### Телекоммуникации
По состоянию на апрель 2022 года в Шанхае было введено в эксплуатацию более 51,7 тыс. базовых станций 5G (20,8 базовых станции 5G на каждые 10 тыс. жителей; 8,2 базовых станции 5G на каждый квадратный километр территории города). Инвестиции операторов связи в основные фонды достигли 37,56 млрд юаней (5,59 млрд долл. США), причём инвестиции в сектор 5G составили 12,3 млрд юаней, что составляет 32,8 % от общего объёма вложенных средств. Шанхайские филиалы трёх телекоммуникационных гигантов (China Telecom, China Mobile и China Unicom) насчитывали более 9,3 млн пользователей мобильных телефонов с поддержкой сети 5G, что составило 21,3 % от общего числа пользователей мобильных телефонов в Шанхае. По состоянию на конец октября 2022 года число пользователей мобильных телефонов с поддержкой сети 5G достигло 12 млн. По состоянию на декабрь 2022 года число базовых станций 5G превысило 68 тыс.

### Туризм

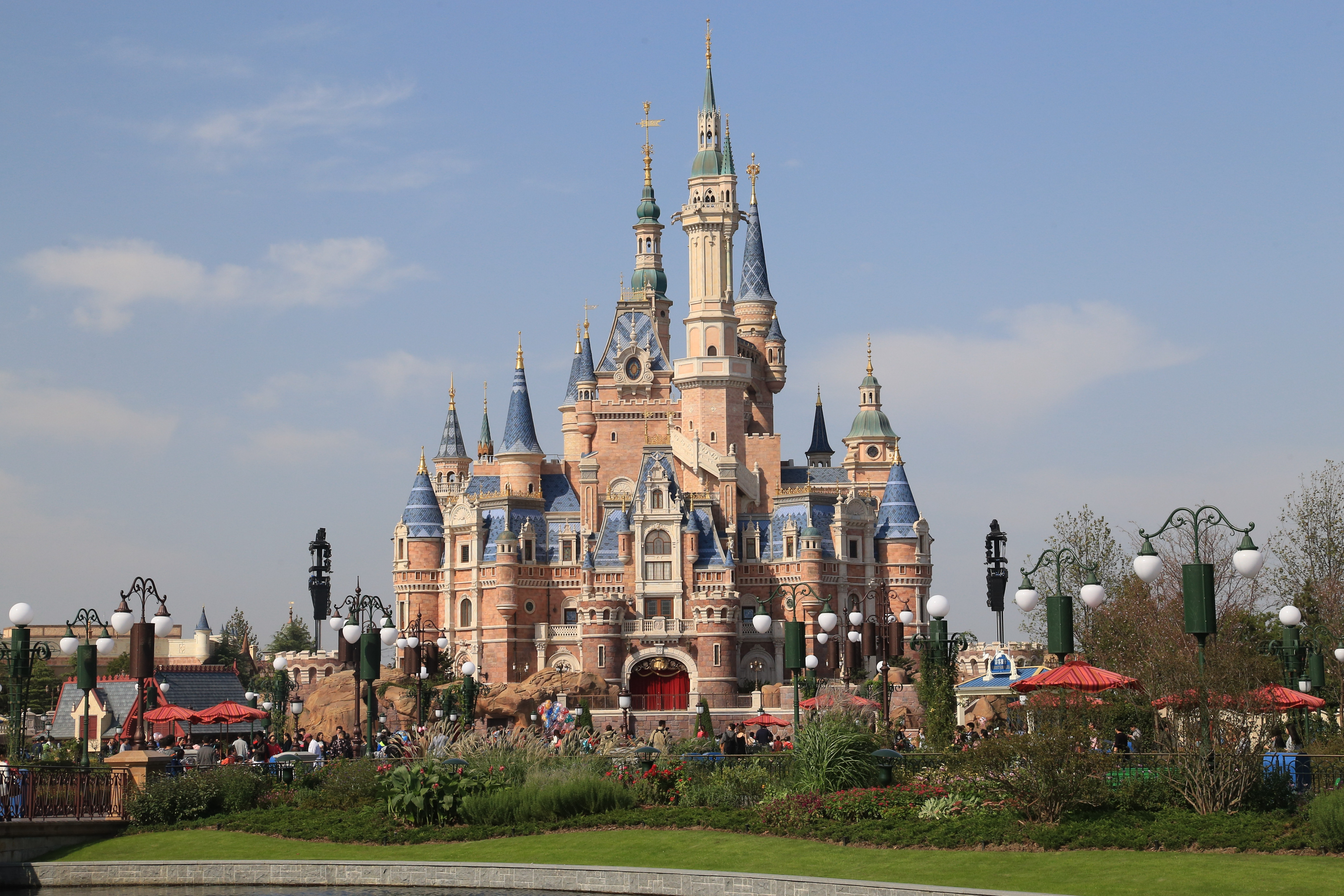
Шанхайский Диснейленд

По итогам 2020 года Шанхай посетили 236 млн внутренних туристов, а его доход от внутреннего туризма составил 281 млрд юаней. В 2024 году Шанхай принял 390 млн внутренних и более 6,7 млн зарубежных туристов, что на 84 % больше, чем годом ранее. Больше всего иностранных туристов приехало из Южной Кореи, США, Японии и Таиланда. По итогам 2024 года общий доход от туризма составил 576,1 млрд юаней (80,3 млрд долл. США); доход от внутреннего туризма составил 497,3 млрд юаней, а от въездного — 11,1 млрд долл. США.
Главным туристическим центром Шанхая является комплекс Shanghai International Resort, в котором расположены парк развлечений Диснейленд и Шанхайская международная музыкальная деревня. В 2016—2020 годах комплекс заработал свыше 40 млрд юаней (около 6,16 млрд долл. США), его посетили более 83 млн туристов, в том числе в 2020 году — свыше 14 млн.
Кроме того, в Шанхае ведётся строительство Legoland Shanghai Resort.

### Розничная торговля

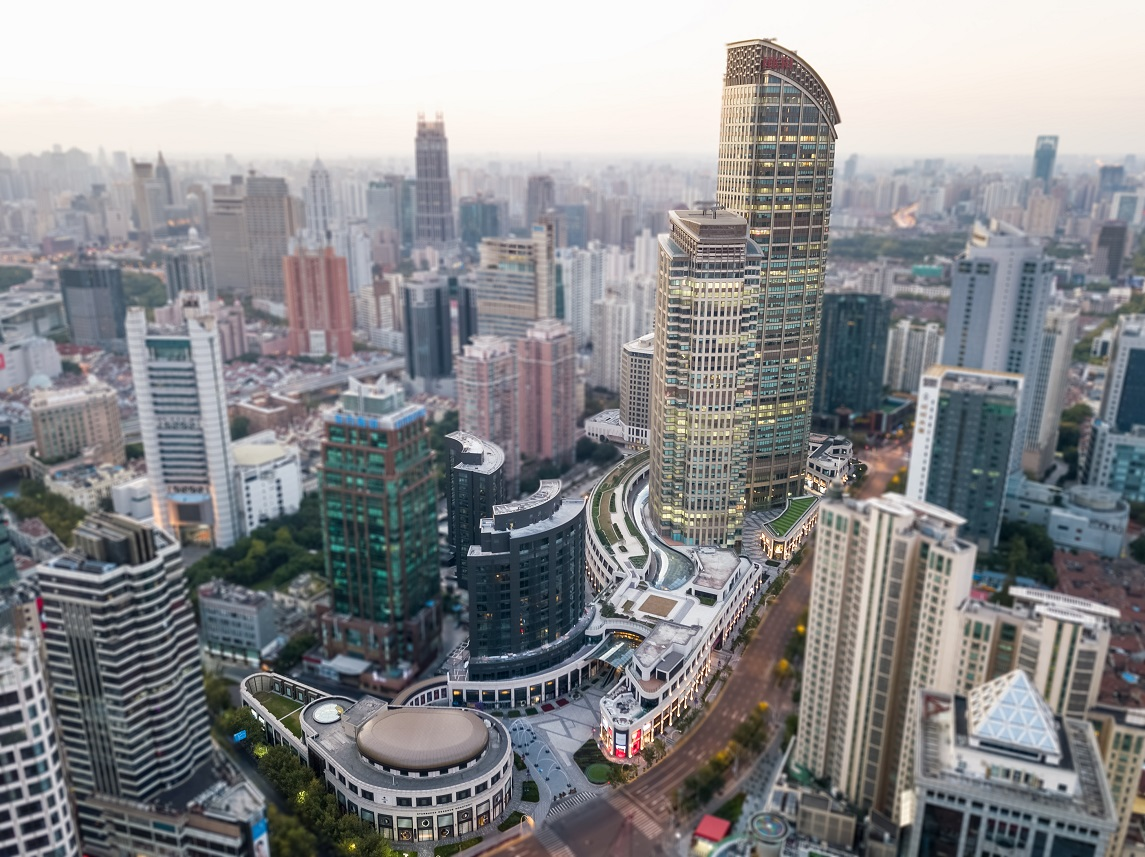
HKRI Taikoo Hui

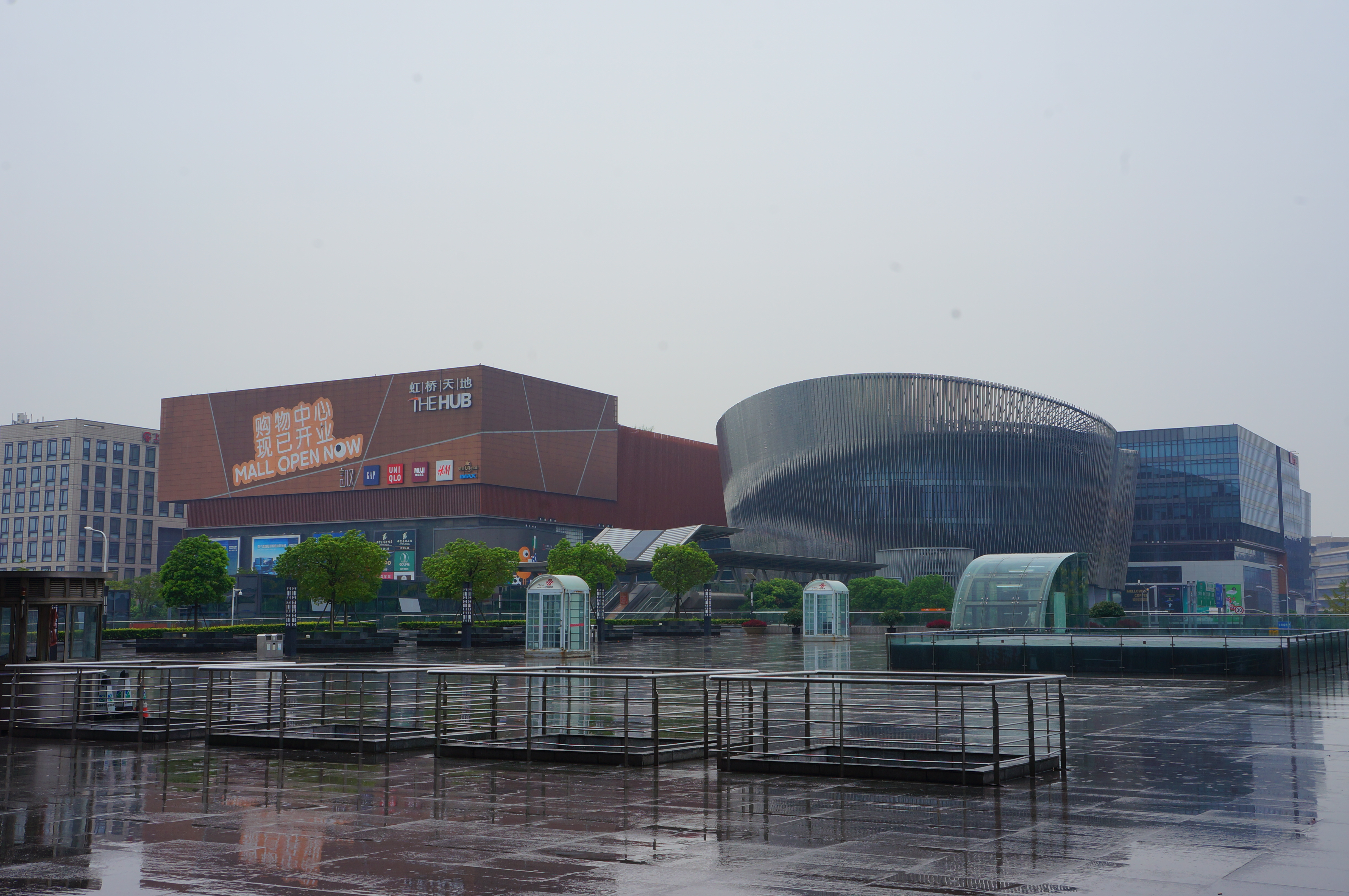
Хаб Молл

В Шанхае представлены многие мировые торговые сети, в том числе сети супермаркетов и гипермаркетов Auchan, Carrefour, Tesco, METRO Cash & Carry, Costco, Walmart, Sam’s Club, сети одежды и обуви Marks & Spencer, сеть парфюмерии и косметики Sephora.
Крупнейшие торговые центры Шанхая:
- Global Harbor (480 тыс. м²)
- HKRI Taikoo Hui (321 тыс. м²)
- Super Brand Mall (121 тыс. м²)
- Shanghai IFC Mall (110 тыс. м²)
- Bailian Xijiao Shopping Mall (109 тыс. м²)
- Grand Gateway (102 тыс. м²)

### Общественное питание
По состоянию на конец 2021 года в Шанхае работало более 3,2 тыс. кофеен. Город является крупнейшим центром потребления кофе в стране.

### Финансовые услуги
Шанхай — крупнейший в стране центр концентрации банков, страховых и финансовых компаний. По состоянию на конец 2021 года более трети из почти 1 700 лицензированных финансовых фирм в Шанхае имели иностранные инвестиции. По итогам 2021 года объём торгов на финансовом рынке Шанхая вырос на 10,4 % в годовом исчислении, превысив 2500 трлн юаней (около 394 трлн долл. США).
В городе расположен Шанхайский региональный центр Международного валютного фонда (МВФ).
Шанхай является крупнейшим в стране центром биржевой торговли, в городе расположены:
- Шанхайская фондовая биржа
- Шанхайская фьючерсная биржа
- Шанхайская биржа золота
- Шанхайская биржа нефти и природного газа[50]
- Шанхайская кофейная биржа
- Шанхайская судоходная биржа[51]

### Зоны развития

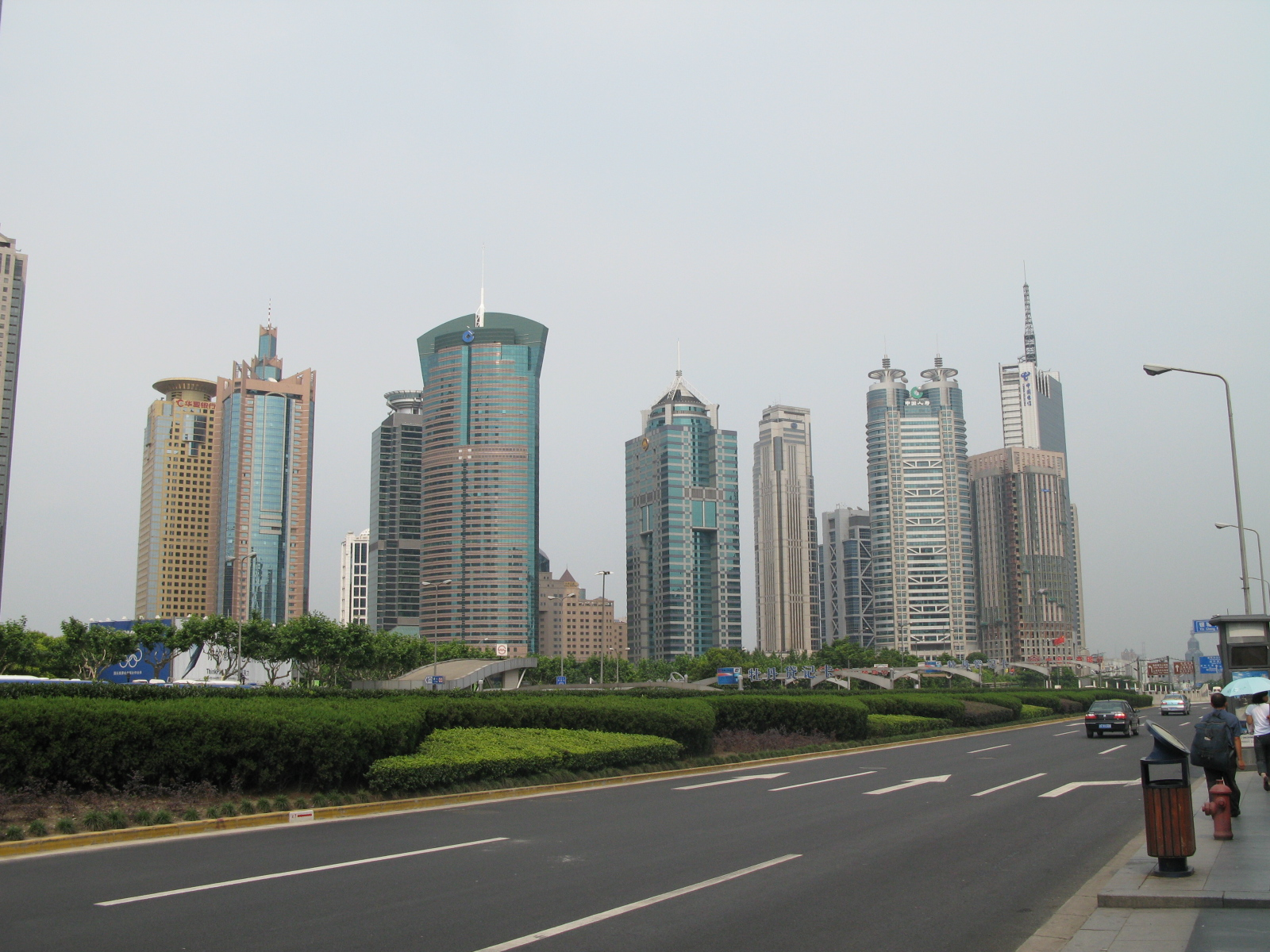
Финансово-торговая зона Луцзяцзуй

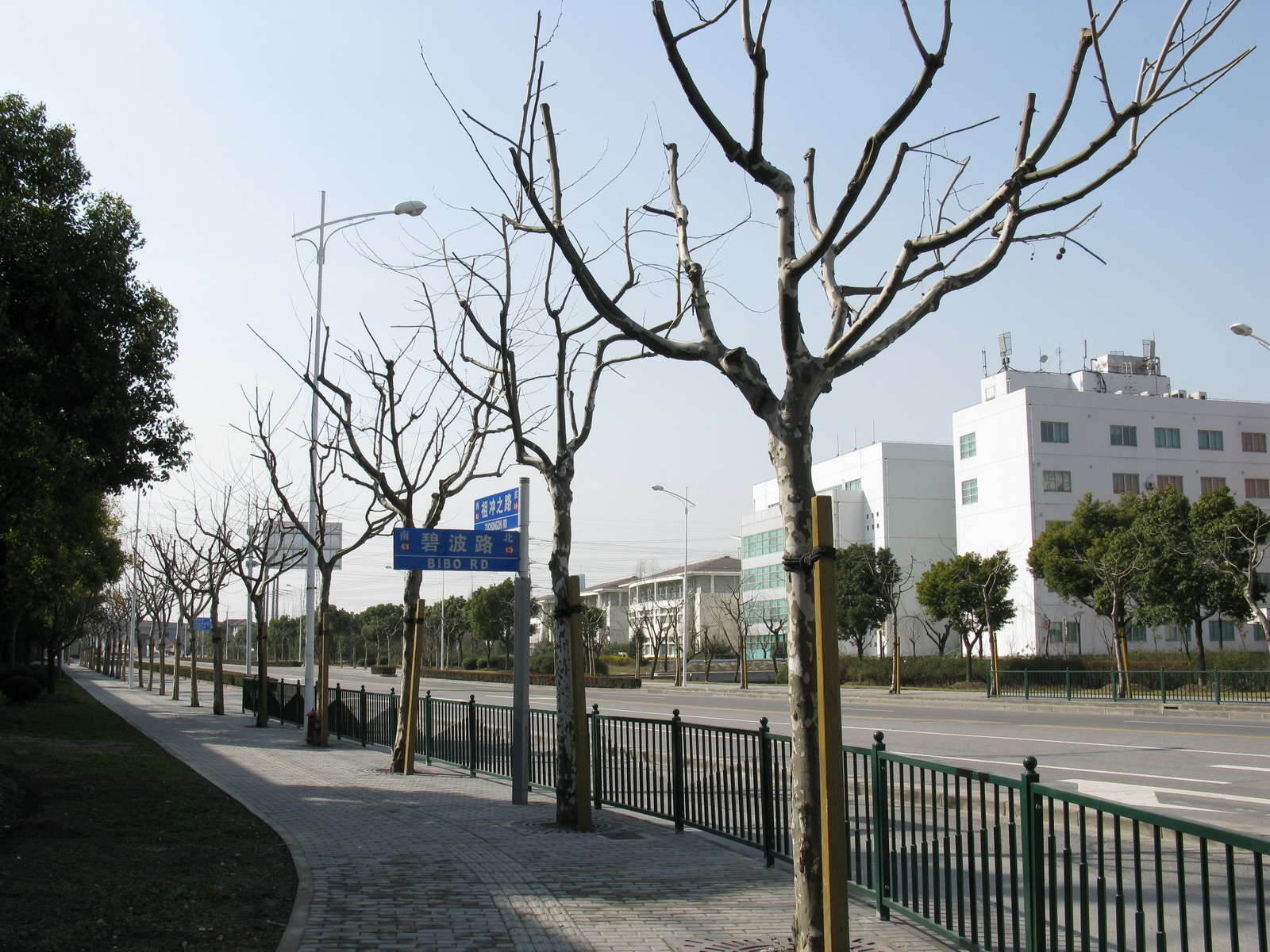
Парк высоких технологий Чжанцзян

В Шанхае расположено несколько типов зон развития:
- Экономико-технологические зоны
  - Shanghai Minhang Economic and Technological Development Zone (Миньхан)[53][54]
  - Shanghai Hongqiao Economic and Technological Development Zone (Чаннин)[55][56]
  - Shanghai Pudong Economic and Technological Development Zone (Пудун)
- Зоны новых и высоких технологий
  - Shanghai Zhangjiang High-Tech Park (Пудун)
  - Shanghai Caohejing New Technology Development Zone (Сюйхуэй)[57]
  - Shanghai Caohejing Hi-Tech Park (Сюйхуэй)[58]
  - Caohejing Pujiang Hi-Tech Park (Миньхан)[59]
  - Shanghai Jiading Hi-Tech Park (Цзядин)[60]
  - Shanghai Fuhua New & Hi-Tech Park (Цзядин)
- Экспортные зоны
  - Shanghai Jinqiao Export Processing Zone (Пудун)[61][62]
  - Shanghai Caohejing Export Processing Zone (Миньхан)[63]
  - Shanghai Minhang Export Processing Zone (Миньхан)
  - Shanghai Jiading Export Processing Zone (Цзядин)[64]
  - Shanghai Qingpu Export Processing Zone (Цинпу)[65]
  - Shanghai Songjiang Export Processing Zone (Сунцзян)[66]
  - Shanghai Fengpu Export Processing Zone (Фэнсянь)
- Деловые парки
  - Shanghai Lujiazui Finance & Trade Zone (Пудун)
  - Shanghai Pudong Chuansha Economic Park (Пудун)
  - Shanghai Waigaoqiao Free Trade Zone (Пудун)[67]
  - Pujiang Intelligence Valley Business Park (Миньхан)
- Промышленные зоны
  - Shanghai International Automobile City (Цзядин)
  - Shanghai Chemical Industry Park (Цзиньшань)
  - Shanghai Baoshan Industrial Zone (Баошань)
  - Shanghai Chongming Industrial Zone (Чунмин)
  - Shanghai Jiading Industrial Zone (Цзядин)[68]
  - Shanghai Fengjing Industrial Zone (Цзиньшань)[69]
  - Shanghai Jinshan Industrial Zone (Цзиньшань)
  - Shanghai Fengpu Industrial Park (Фэнсянь)[70]
  - Shanghai Pudong Heqing Industrial Park (Пудун)
  - Shanghai Pudong Kangqiao Industrial Zone (Пудун)
  - Shanghai Qingpu Industrial Zone (Цинпу)
  - Shanghai Songjiang Industrial Zone (Сунцзян)
  - Shanghai Xinzhuang Industrial Zone (Миньхан)
  - Shanghai Minhang Industrial Zone (Миньхан)
  - Shanghai Xinyang Industrial Park
  - Shanghai Zizhu Industrial Park
  - Shanghai Comprehensive Industrial Development Zone
  - Shanghai Textile Industry Zone
- Рекреационные и туристические зоны
  - Shanghai Hengsha Island Tourist Holiday Resort (Чунмин)
- Другие зоны
  - Shanghai Jiading Overseas Students Pioneer Park (Цзядин)
  - Shanghai Spark Development Zone

### Компании
По состоянию на 2014 год крупнейшими компаниями, базирующимися в Шанхае, являлись:
| № в Шанхае | № в мире | Название                          | Сфера деятельности                                    | Год основания | Выручка млрд долл. | Прибыль млрд долл. | Активы млрд долл. | Рыночная стоимость млрд долл. | Число сотрудников тыс. чел. |
| ---------- | -------- | --------------------------------- | ----------------------------------------------------- | ------------- | ------------------ | ------------------ | ----------------- | ----------------------------- | --------------------------- |
| 1          | 65       | Bank of Communications            | Банковское дело                                       | 1908 год      | 46,6               | 10,1               | 942,2             | 48,7                          | 96,3                        |
| 2          | 130      | Shanghai Pudong Development Bank  | Банковское дело                                       | 1992 год      | 31,7               | 6,7                | 607,9             | 29,2                          | 39,0                        |
| 3          | 175      | SAIC Motor                        | Автомобили                                            | 1995 год      | 88,3               | 4,0                | 56,4              | 24,7                          | 6,1                         |
| 4          | 227      | China Pacific Insurance           | Страхование                                           | 1991 год      | 33,2               | 1,6                | 118,6             | 23,2                          | 85,1                        |
| 5          | 512      | Baoshan Iron and Steel (Baosteel) | Металлургия                                           | 2000 год      | 30,8               | 0,7                | 37,4              | 10,4                          | 37,5                        |
| 6          | 751      | Fosun International               | Фармацевтика, металлургия, недвижимость и страхование | 1992 год      | 8,3                | 0,9                | 30,2              | 8,2                           | 36,0                        |
| 7          | 903      | Sinopharm Group                   | Фармацевтика                                          | 1998 год      | 27,1               | 0,4                | 17,4              | 7,1                           | 45,4                        |
| 8          | 928      | Shanghai International Port Group | Морской транспорт                                     | 1993 год      | 4,6                | 0,9                | 14,6              | 17,4                          | 19,8                        |
| 9          | 938      | Shanghai Electric Group           | Энергетическое оборудование                           | 1880 год      | 12,8               | 0,4                | 21,4              | 7,3                           | 30,9                        |
| 10         | 1069     | China Eastern Airlines            | Авиаперевозки                                         | 1995 год      | 14,3               | 0,4                | 22,8              | 4,8                           | 68,9                        |
| 11         | 1200     | Want Want China                   | Пищевые продукты и напитки                            | 1962 год      | 3,8                | 0,7                | 4,3               | 20,3                          | 53,5                        |
| 12         | 1360     | Shanghai Construction             | Строительные услуги                                   | 1994 год      | 16,2               | 0,3                | 15,8              | 2,8                           | 27,2                        |
| 13         | 1446     | Shanghai Pharmaceuticals          | Фармацевтика                                          | 1994 год      | 12,1               | 0,4                | 9,0               | 5,8                           | 38,4                        |
| 14         | 1772     | Shanghai Material Trading         | Торговля и недвижимость                               | 1993 год      | 16,9               | — 0,1              | 2,0               | 0,8                           | 1,7                         |
| 15         | 1965     | Shui On Land                      | Недвижимость                                          | 2004 год      | 1,7                | 0,3                | 16,3              | 2,2                           | 1,3                         |

Также в Шанхае базируются такие крупные компании, как «Shanghai Huayi» и «Shanghai Petrochemical» (химическая и нефтехимическая промышленность), «Shenergy Group» (энергетика и газовая промышленность), «Shanghai Industrial Holding» (автодороги, водоснабжение, недвижимость, сигареты и полиграфия), «WuXi AppTec» (фармацевтика), «Shanghai Join Buy Group» (недвижимость, торговля и пищевые продукты), «Shanghai Media & Entertainment Group» (масс-медиа, выставки, туризм и гостиничное дело), «Shanghai Disney Resort» (парк развлечений), «Bank of Shanghai» (банковское дело), «Shanghai International Group», «Haitong Securities», «Guotai Junan Securities» и «Everbright Securities» (финансовые услуги), «Glorious Property Holdings» и «Shanghai Forte Land» (недвижимость), «Jin Jiang International», «Huazhu Hotels Group» и «Home Inns Group» (гостиничное дело), «ADEN Services» (деловые услуги), «Bosideng International Holdings» и «Metersbonwe Group» (производство и сбыт одежды), «Semiconductor Manufacturing International Corporation» и «Founder Technology Group» (электроника), «Hudong-Zhonghua Shipbuilding» (судостроение), «Shanghai Zhenhua Heavy Industries» (краны и стальные конструкции), «Bright Food», «Shanghai Liangyou Group» и «Uni-President China» (пищевые продукты и напитки), «Wison Group» (строительные и инжиниринговые услуги), «Shanghai Airlines», «China Cargo Airlines», «Spring Airlines», «Juneyao Airlines» и «Yangtze River Express» (авиаперевозки), «China Shipping Group», «China Shipping Container Lines» и «China Merchants Energy Shipping» (морские перевозки), «Shanghai Film Group Corporation», «Oriental DreamWorks» и «Chinese Entertainment» (кинопроизводство и анимация), «Shanda» и «Ubisoft Shanghai» (видеоигры).

### Внешняя торговля и иностранные инвестиции
За первые 11 месяцев 2020 года объём внешней торговли Шанхая составил 3,15 трлн юаней (порядка 481,6 млрд долл. США), увеличившись на 2,2 % в годовом исчислении. Экспорт составил 1,25 трлн юаней (увеличился на 0,5 % в годовом исчислении), а импорт — 1,9 трлн юаней (увеличился на 3,4 %). Основными торговыми партнёрами Шанхая были Европейский Союз (620,4 млрд юаней, рост на 4,2 % в годовом исчислении, 19,7 % от всего внешнеторгового оборота города), США (440,4 млрд юаней, рост на 6,9 %), и АСЕАН (434,4 млрд юаней, рост на 2,4 %). Объём импорта высокотехнологичной продукции в Шанхай вырос до 625 млрд юаней, что составило 32,8 % от совокупного объёма импорта города (рост на 10,2 % в годовом исчислении). Импорт интегральных микросхем составил 270,3 млрд юаней (рост на 13,7 %). Объём экспорта электромеханической продукции из Шанхая достиг 857,8 млрд юаней, что составило 68,8 % от всего экспорта города (рост на 0,5 %).
Иностранные инвестиции в Шанхай в 2020 году превысили 20 млрд долларов США. На конец 2020 года в Шанхае насчитывалось около 60 тыс. компаний и предприятий с иностранными инвестициями, которые обеспечивали более четверти валового внутреннего продукта города и более трети его налоговых поступлений. За последние 40 лет объём фактически использованных иностранных инвестиций в Шанхае превысил 270 млрд долларов. На территории города расположились 767 региональных штаб-квартир транснациональных корпораций, что является самым высоким показателем среди всех городов материкового Китая.
По состоянию на лето 2021 года в Шанхае базировались 791 региональная штаб-квартира и 488 научно-исследовательских центров транснациональных корпораций. В первой половине 2021 года объём внешней торговли Шанхая увеличился на 19 % в годовом выражении до 1,88 трлн юаней (290,1 млрд долл. США). Объём экспорта города вырос на 9,6 % до 703,78 млрд юаней, а импорта — на 25,4 % до 1,18 трлн юаней. Доля частных предприятий во внешней торговле Шанхая составила 27 % (508,31 млрд юаней), а предприятий с иностранным капиталом — 61,8 % (1,16 трлн юаней). Оборот торговли Шанхая с Евросоюзом составил 384,38 млрд юаней.
В 2021 году объём внешней торговли Шанхая достиг 4,06 трлн юаней (около 640 млрд долларов США), увеличившись на 16,5 % в годовом исчислении. Объём экспорта увеличился на 14,6 % по сравнению с 2020 годом и составил 1,57 трлн юаней, а объём импорта возрос на 17,7 % до 2,49 трлн юаней, что привело к дефициту торгового баланса в размере 917,3 млрд юаней. Внешняя торговля с Евросоюзом достигла 806,93 млрд юаней, увеличившись на 15,8 % в годовом выражении и составив 19,9 % от общего объёма внешней торговли Шанхая. Объём товарооборота со странами АСЕАН достиг 538,08 млрд юаней (13,2 % от общего оборота внешней торговли города), с США — 508,12 млрд юаней (12,5 %), с Японией — 411,56 млрд юаней (10,1 %). Экспорт машиностроительной и электротехнической продукции Шанхая достиг 1,08 трлн юаней, увеличившись на 14 % и составив 68,7 % от общей стоимости экспорта города (57,01 млрд юаней пришлось на экспорт автомобилей).
По итогам 2021 года экспорт автомобилей из Шанхая составил 484 тыс. единиц (+ 136 % в годовом исчислении), а их общая стоимость — 57,01 млрд юаней (примерно 8,95 млрд долл. США, + 206 % в годовом исчислении). Существенную долю в экспорте занимают автомобили с электрическими и гибридными двигателями. Более 30 % экспортированных автомобилей пришлось на рынки ЕС, Австралии и США.
По итогам 2022 года объём внешней торговли Шанхая достиг 4,19 трлн юаней (619,14 млрд долларов США), что на 3,2 % больше, чем в 2021 году. Совокупный объём импорта и экспорта города составил 10 % от общего объёма внешней торговли Китая. Товарооборот со странами АСЕАН вырос на 5,2 % в годовом исчислении и превысил 566 млрд юаней. Объёмы экспорта транспортных средств на новых источниках энергии и литиевых батарей составили 84 млрд и 25,4 млрд юаней, соответственно.
По итогам 2022 года крупнейшими европейскими внешнеторговыми партнёрами Шанхая стали Германия, Италия и Франция. В 2022 году Шанхай фактически использовал 23,9 млрд долл. США прямых иностранных инвестиций. К концу 2022 года в городе располагались 891 региональная штаб-квартира транснациональных корпораций и 531 центр НИОКР с участием иностранных инвестиций. 
В первом полугодии 2023 года в Шанхае было основано 2 541 новое предприятие с иностранными инвестициями, что на 63,3 % больше в годовом выражении. За указанный период объем фактически использованных иностранных инвестиций в Шанхае превысил 12,7 млрд долл. США, увеличившись на 7,1 % в годовом исчислении. В частности, объем инвестиций в сфере услуг вырос на 6,1 % в годовом исчислении и составил около 96,2 % от общего объема фактически использованных иностранных инвестиций в мегаполисе. Гонконг, Сингапур и Япония заняли первые три места по объему фактически использованного иностранного капитала в Шанхае в указанный период.
По итогам 2023 года внешнеторговый оборот Шанхая возрос до 4,21 трлн юаней (591,57 млрд долл. США), что на 0,7 % больше, чем годом ранее; экспорт вырос на 1,6 % в годовом исчислении до 1,74 трлн юаней, а импорт — на 0,1 % до 2,47 трлн юаней. Товарооборот Шанхая с ЕС увеличился на 2,7 % в годовом выражении до 844,57 млрд юаней, составив 20,1 % от общего объема внешней торговли города. 
- Основные статьи экспорта — электромеханическая продукция, автомобили (в том числе электромобили), аккумуляторы, солнечные панели, морские грузовые суда, контейнеры, одежда и обувь[115][116].
- Основные статьи импорта — интегральные микросхемы, одежда и швейная фурнитура, кожаные и меховые изделия, косметика и предметы личной гигиены, продукты питания и напитки[117].

### Сельское хозяйство
Несмотря на высокий уровень урбанизации, в Шанхае сохраняются земли сельскохозяйственного назначения, на которых крестьяне выращивают зерновые, овощи, фрукты, цветы, комнатные растения, рассаду и различные аквакультуры. Власти города привлекают значительные инвестиции в «умные фермы» с высоким уровнем автоматизации процессов.

## Транспорт

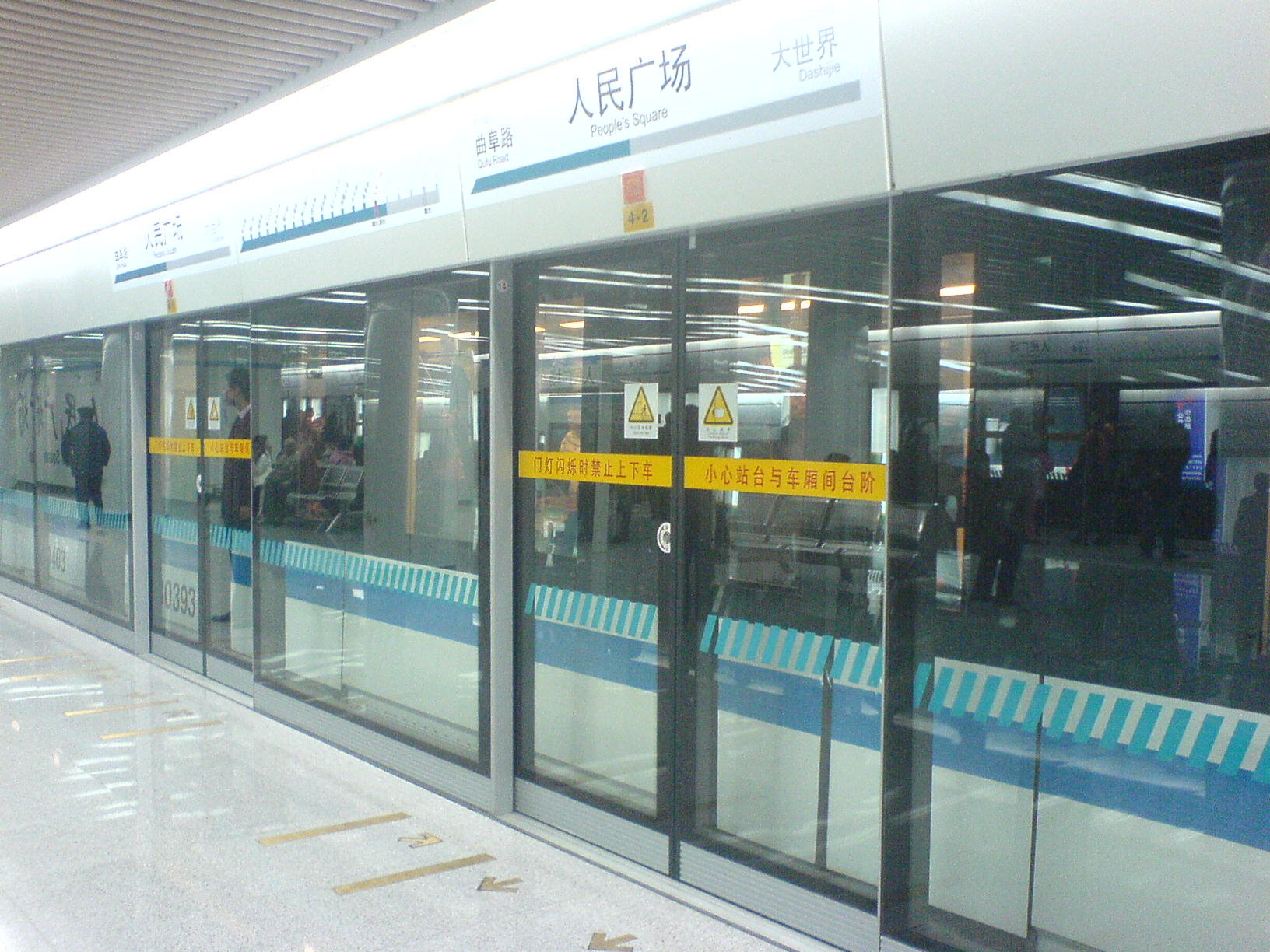
Шанхайский метрополитен

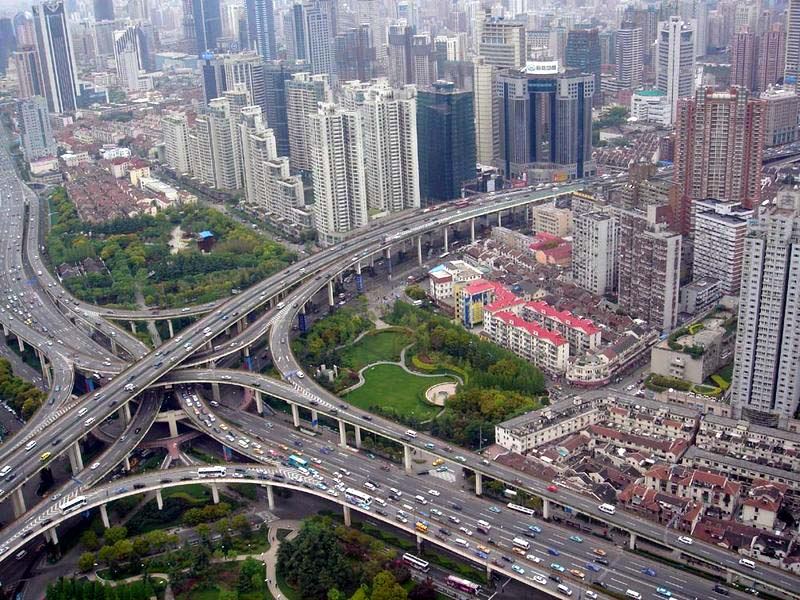
Автомобильная развязка в районе Пуси

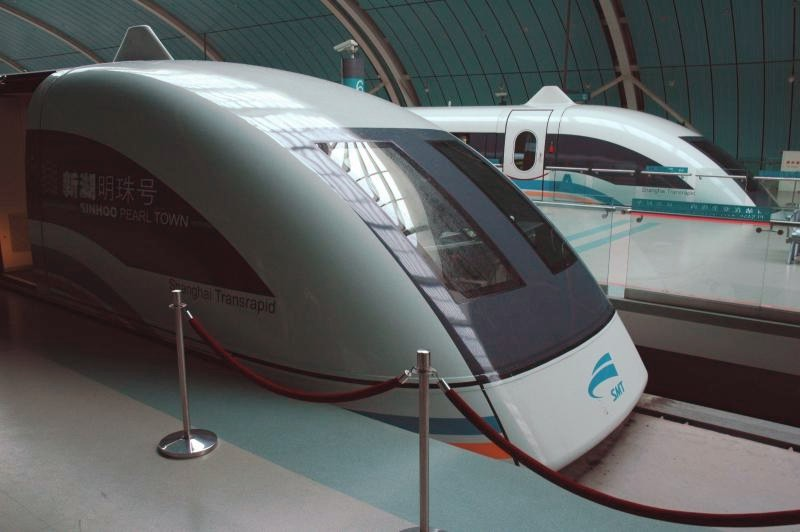
Шанхайский маглев

В Шанхае действует современная транспортная система и, в отличие от многих других крупных городов Китая, улицы города содержатся в чистоте, а по качеству воздуха Шанхай превосходит многие другие крупные города (Ежедневный отчёт о качестве воздуха в 84 крупнейших городах Китая. Архивировано из оригинала 5 мая 2010 года.). В то же время, в сравнении с другими мировыми мегаполисами, загрязнение воздуха в Шанхае является довольно значительным.

### Общественный транспорт
Система общественного транспорта в Шанхае бурно развивается: в городе — более 1000 автобусных линий. Многие муниципальные автобусы переводятся на биотопливо, неуклонно растёт доля электробусов.
Шанхайский метрополитен насчитывает 19 линий, в том числе пять полностью автоматических линий, и более 510 станций. В 2019 году метрополитен перевёз 3,88 млрд пассажиров. По состоянию на конец 2021 года общая протяженность сети шанхайского метрополитена достигла 831 км.
Шанхай имеет самую старую троллейбусную систему в Китае и в мире из ныне действующих: шанхайский троллейбус был пущен 15 ноября 1914 года, в то время как в остальном мире старейшая из действующих до сего дня троллейбусных систем — филадельфийская (1923 год), а в других китайских городах троллейбусы появились в шестидесятых — восьмидесятых годах.
С 2004 года в Шанхае действует первая в мире коммерческая железнодорожная линия на магнитной подвеске. Её, а также передвигающийся по ней поезд построили германские инженеры компании Трансрапид. Линии принадлежит рекорд скорости в реальной эксплуатации с пассажирами — 430 км/ч. Линия соединяет город с аэропортом Пудун, поезд преодолевает расстояние в 30 км за 7 мин. 21 секунду.

### Авиационный транспорт
Шанхай обслуживают два аэропорта: аэропорт Хунцяо и Международный аэропорт Пудун, совокупный пассажиропоток которых уступает в Китае лишь аэропорту Гонконга.
По итогам 2024 года пассажиропоток аэропортов Шанхая вырос на 29 % и составил 124 млн пассажирских поездок; общее число входящих и исходящих рейсов увеличилось на 15 %, составив 803 тыс., а оборот грузов и почтовых посылок вырос на 11 % до 4,2 млн тонн. К концу 2024 года аэропорты Шанхая были связаны авиасообщением с 291 городом в 48 странах.

### Морской транспорт

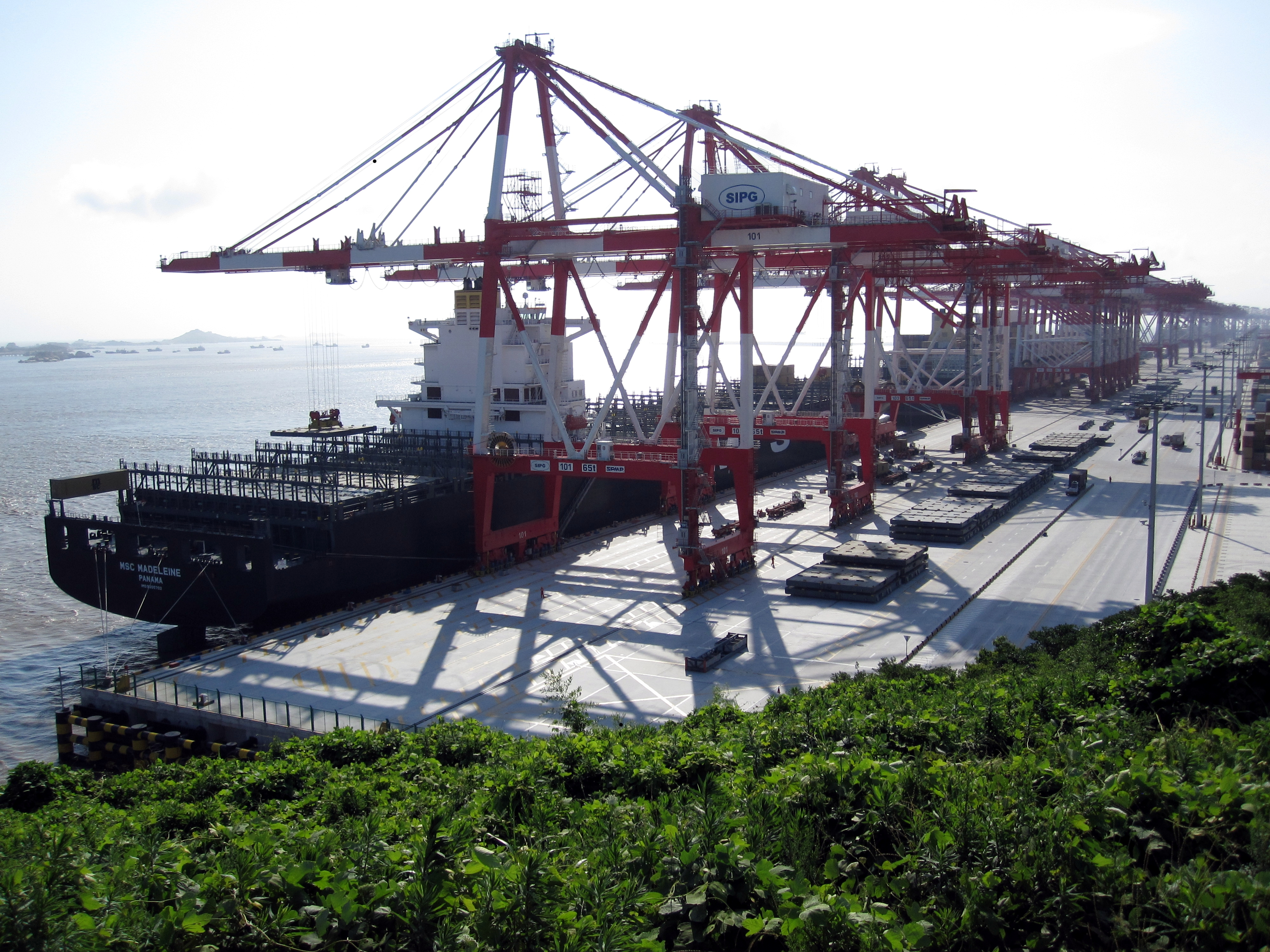
Шанхайский порт

По состоянию на 2013 год Шанхайский порт, включающий глубоководный контейнерный порт Яншань, являлся крупнейшим в мире. По состоянию на 2019 год Шанхайский порт сохранил своё лидерство среди крупнейших контейнерных портов мира. Порт Яншань, расположенный в удалении от материка на одноимённом архипелаге, связан с городом мостом Дунхай протяжённостью 32,5 км. В городе расположен крупный морской терминал по приёму СПГ (совместное предприятие компаний Shenergy Group и China National Offshore Oil Corporation).
Экспорт и импорт автомобилей осуществляется через ролкерные терминалы Хайтун и Наньган (в 2024 году через них совокупно было экспортировано более 1,66 млн транспортных средств). В 2023 году порт Шанхая обработал 49,16 млн стандартных контейнеров (TEU).

### Железнодорожный транспорт
В Шанхае соединяются три железных дороги: железная дорога Цзинху (京沪线; Пекин — Шанхай), проходящая через Нанкин; линия Хухан (沪杭线), соединяющая Шанхай и Ханчжоу; а также линия Сяоюн (萧甬线) между Сяошанем и Нинбо. В Шанхае находятся пять вокзалов: вокзал Хунцяо, Шанхайский вокзал, Западный шанхайский вокзал, Южный шанхайский вокзал и вокзал Сунцзян.
Важное значение имеют грузовые железнодорожные перевозки по маршруту Китай — Европа, соединяющие Шанхай с Казахстаном, Узбекистаном, Кыргызстаном, Россией, Беларусью, Польшей и Германией. Первый китайско-европейский экспресс отправился из Шанхая в сентябре 2021 года. По итогам 2022 года через Шанхайскую таможню прошло в общей сложности 53 грузовых поезда, следовавших по маршруту Китай — Европа. Они перевезли более 5 тыс. стандартных контейнеров с товарами общим весом 40 тыс. тонн на сумму 1,3 млрд юаней.
По итогам 2023 года Шанхай обработал в общей сложности 100 грузовых поездов, курсировавших в рамках маршрутов грузоперевозок из Китая в Центральную Азию и Европу. Эти поезда перевезли в общей сложности более 10 тыс. стандартных контейнеров (TEU) товаров весом 91,4 тыс. тонн на общую сумму 3,38 млрд юаней (476 млн долл. США).
Также растёт значение грузовых железнодорожных перевозок по маршруту Шанхай — Юго-Восточная Азия. В октябре 2023 года начал курсировать регулярный состав Шанхай — Куньмин — Вьентьян.
Из Шанхая поездами экспортируются автомобили, автомобильные комплектующие, мотоциклы, солнечные панели, жидкокристаллические дисплеи, компьютерные комплектующие, лифты, кондиционеры, погрузчики, ткани, одежда, обувь, головные уборы, стеклянная посуда, химическая продукция.

### Автомобильный транспорт
Скоростные автомагистрали включают автотрассу Цзинху (Пекин — Шанхай), а также сеть современных автострад вокруг города. Построен 36-километровый мост, который соединяет Шанхай с промышленной зоной Нинбо. Его строительство окончено в 2008 году и он стал самым длинным морским мостом в мире. Также существуют амбициозные планы строительства автотрассы из городской зоны на остров Чунмин.
Внутри города многие улицы продублированы эстакадами, пересекающимися на разных уровнях, построены внутренняя и внешняя автомобильные кольцевые дороги. Пуси и Пудун соединяют несколько тоннелей и мостов.

## Культура

### Культура Шанхая в годы Республики

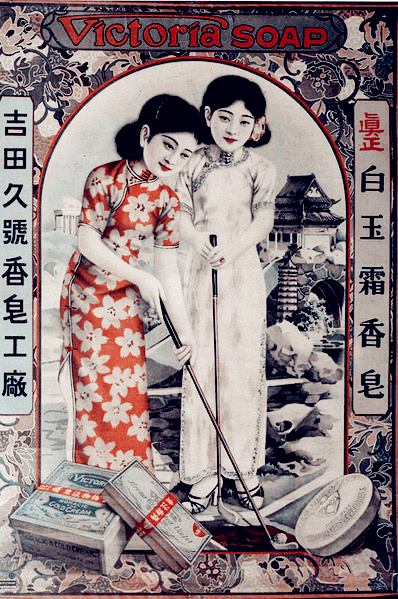
Шанхайский рекламный плакат 1930-х годов с изображением женщин в ципао за игрой гольф

В первой половине XX века Шанхай стал культурным и экономическим центром Восточной Азии и воспринимался как место появления всего самого современного в Китае. Именно здесь появился первый в Китае автомобиль и современная система канализации. Шанхай также стал полем интеллектуальной битвы между социалистическими писателями, придерживавшихся критического реализма (Лу Синь, Мао Дунь), и более «буржуазными», романтическими и ориентированными на эстетику авторами (Ши Чжэцунь, Шао Сюньмэй, Е Линфэн, Чжан Айлин).
Помимо литературы Шанхай также стал колыбелью современного китайского театра и кинематографа. В Шанхае был снят первый китайский короткометражный фильм «Трудные супруги» (難夫難妻, 1913) и первая китайская художественная кинокартина «История о том, как сирота спас дедушку» (孤兒救祖記, 1923). Шанхайская киноиндустрия достигла расцвета к началу 1930-х годов, в ней появились звёзды, которых сравнивали с Мэрилин Монро, например, Чжоу Сюань, окончившая жизнь самоубийством в 1957 году После окончания Второй мировой войны и последовавшей за ней революцией многие шанхайские деятели кино эмигрировали в Гонконг и внесли огромный вклад в развитие гонконгского кинематографа.
Значительная часть шанхайской культуры того времени после революции переместилась в Гонконг вместе с многочисленными эмигрантами, бежавшими от революции. В кинокартине «Любовное настроение», снятой Вонгом Карваем (также гонконгским шанхайцем), показана жизнь маленькой шанхайской общины в Гонконге и чувствуется ностальгия режиссёра по временам его детства. В фильме также звучит песня в исполнении Чжоу Сюань.

### Распространённые стереотипы
Жители других регионов, как правило, описывают шанхайцев как меркантильных, самоуверенных и надменных людей, свысока относящихся к провинциалам. В то же время шанхайцы являются предметом восхищения благодаря их тщательному вниманию к деталям, добросовестному выполнению договорённостей и профессионализму. У многих китайцев существует убеждение, что шанхайцы-мужчины обычно находятся «под каблуком» у своих жён. В этих словах есть доля правды: шанхайские мужья зачастую одновременно выполняют обязанности кормильца, отца, повара, слесаря-сантехника, плотника и т. д.

### Иммигранты
Очень небольшая доля сегодняшнего населения Шанхая являются потомками жителей старого города, некогда обнесённого крепостной стеной. Предки почти всех нынешних шанхайцев иммигрировали в Шанхай из соседних провинций Цзянсу и Чжэцзян в конце XIX — начале XX вв. В шанхайской культуре рубежа веков очень хорошо проявляется смешение культурных элементов этих двух регионов. Это также отразилось и в шанхайском диалекте.
Однако несмотря на эти различия, у шанхайцев всегда было очень ярко выраженное чувство самосознания, основанное на культурном и экономическом превосходстве, продолжавшемся вплоть до революции. Годы после революции стали тяжёлым испытанием для Шанхая, поскольку центральное правительство стало проводить уравнительную политику и бороться с «буржуазными пережитками», средоточием которых, по мнению многих, был Шанхай. Это привело к замкнутому кругу: шанхайцы стали смотреть на других жителей страны как на «провинциалов» (乡下人; путунхуа сян-ся-жэнь, шанхайск. сян-во-нин), в то время как остальные китайцы стали считать их надменными и мелочными.
В последнее время эта тенденция только усилилась за счёт притока новой волны иммигрантов со всего Китая, не говорящих на местном диалекте и использующих путунхуа (официальный язык КНР) в качестве лингва-франка. Именно с этим наплывом мигрантов (3 миллиона человек за один только 2003 год) шанхайцы связывают рост преступности, навязчивого попрошайничества и перегруженности инфраструктуры (главным образом общественного транспорта и школ) в последнее время, и это порождает дополнительную напряжённость в обществе. Шанхайцы легко определяют приезжих, и последние часто становятся объектом дискриминации, умышленной и неумышленной. Всё это приводит к дальнейшему непониманию и укреплению стереотипов в сознании шанхайцев и жителей Китая за пределами нижнего течения Янцзы.

### Шикумэнь
Старые здания в стиле шикумэнь также одна из особенностей шанхайской культуры. Это, как правило, двух- или трёхэтажные городские усадьбы, обнесённые высокой кирпичной стеной. Во дворе усадьбы и между домами проходили прямые аллеи-переулки, называемые лунтан (弄堂, шанхайск. лондан), давшие название районам таких домов.
Шикумэнь вобрали в себя различные элементы западной и традиционной китайской архитектуры нижнего течения Янцзы.

### Мода
Среди прочих культурных явлений, возникших в Шанхае, также можно отметить чёнсам — осовремененный вариант традиционного маньчжурско-китайского женского платья ципао. Чёнсам впервые стали носить в Шанхае в 1910-х годах. Эта одежда подчёркивала стройность женщины, внизу платье имело длинные разрезы вдоль ног. Платье резко контрастировало с традиционным ципао, скрывавшем фигуру. Чёнсам носили вместе с западными пальто и шарфом, и этот образ стал своего рода символом Шанхая того времени и всего восточно-азиатского модерна в целом. Западная мода менялась, эти изменения сказывались и на чёнсаме: в моду входили закрывающие шею платья без рукавов, платья с рукавами в виде колокольчиков и кружева из чёрной тесьмы по кромке платья. К 1940-м годам корсаж чёнсамов стали делать из прозрачного чёрного украшенного бисером материала, в том числе из бархата. Чуть позже в моду вошли клетчатые ткани. В 1949 году вместе с революцией закончилась эра чёнсамов и моды в привычном понимании этого слова. Однако в последние десятилетие индустрия моды вновь быстрыми темпами набирает обороты. В Шанхае по крайней мере один раз в неделю проходит показ мод. Как и в архитектуре, шанхайские дизайнеры пытаются создать свой стиль, основанный на синтезе западных и традиционно китайских мотивов.

### Достопримечательности
- Базилика Шэшань
- Большой шанхайский театр
- Восточная Православная Церковь

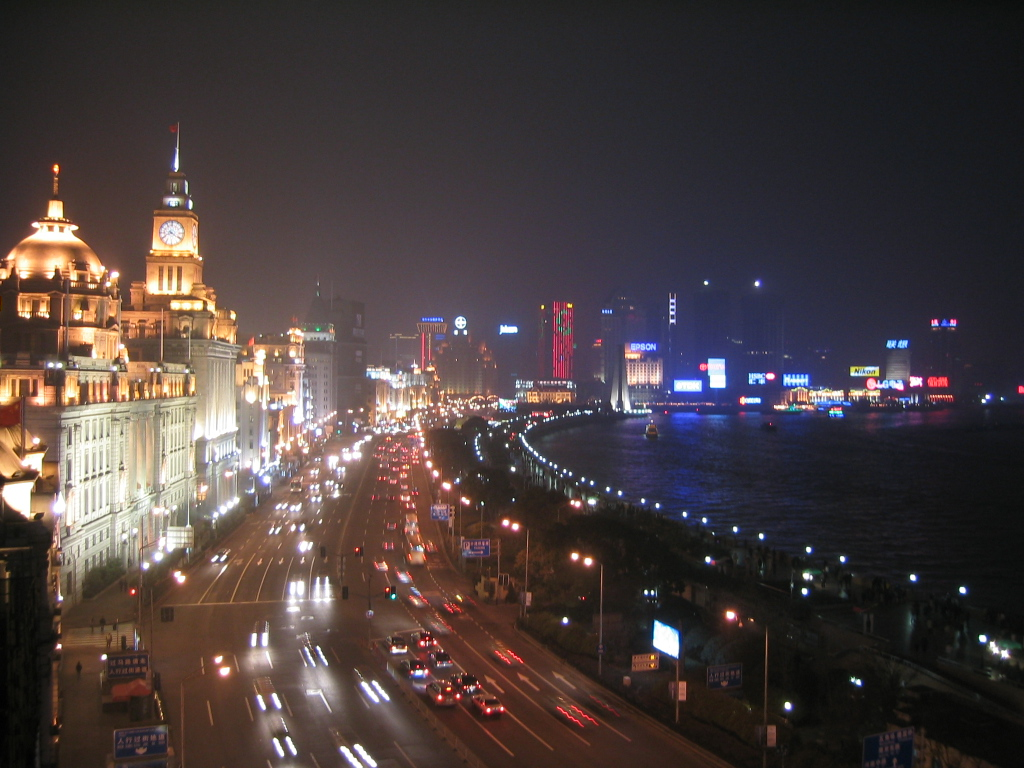
Набережная Вайтань (на переднем плане) и район Хункоу (на заднем плане)

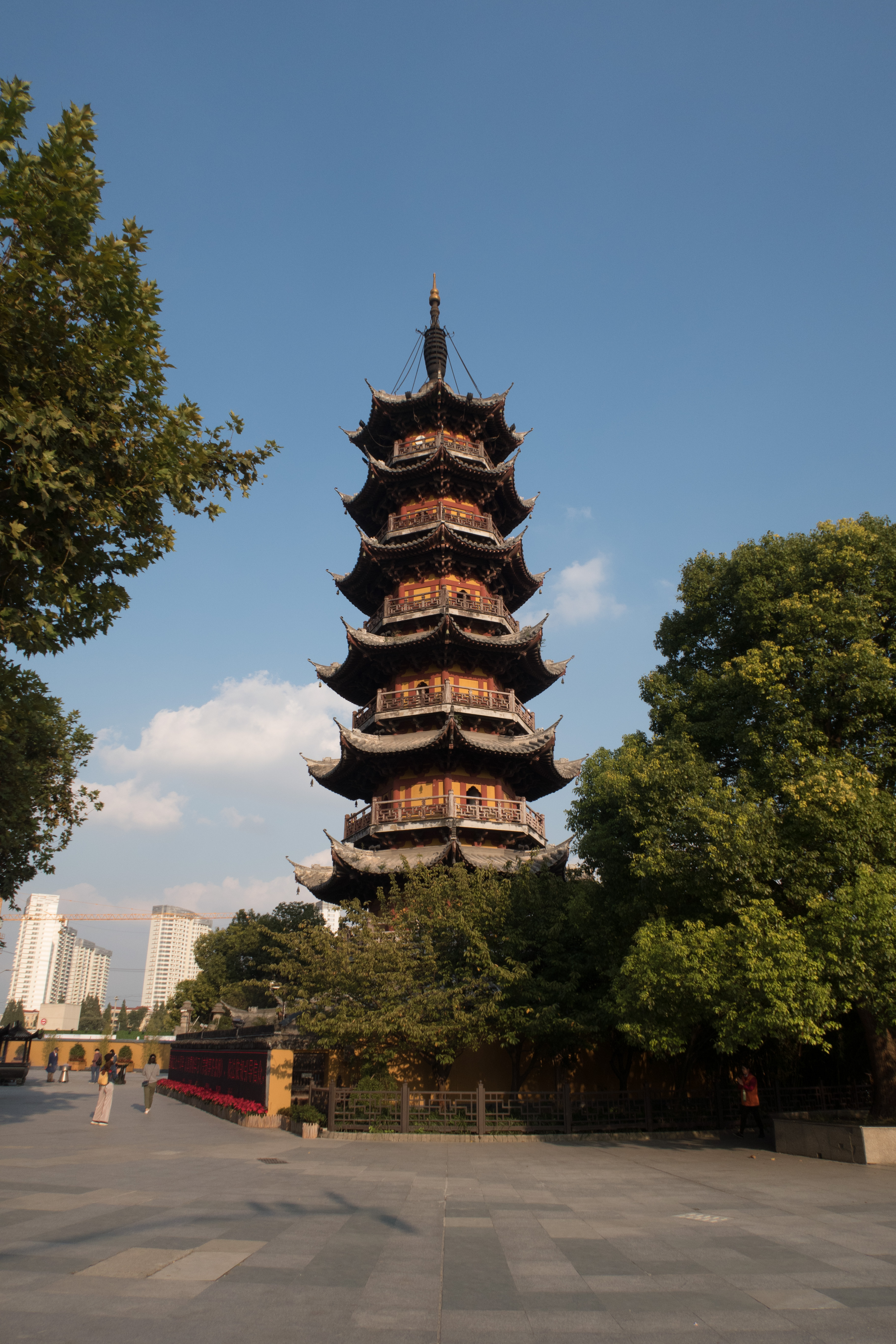
Пагода Лунхуа в районе Сюйхуэй

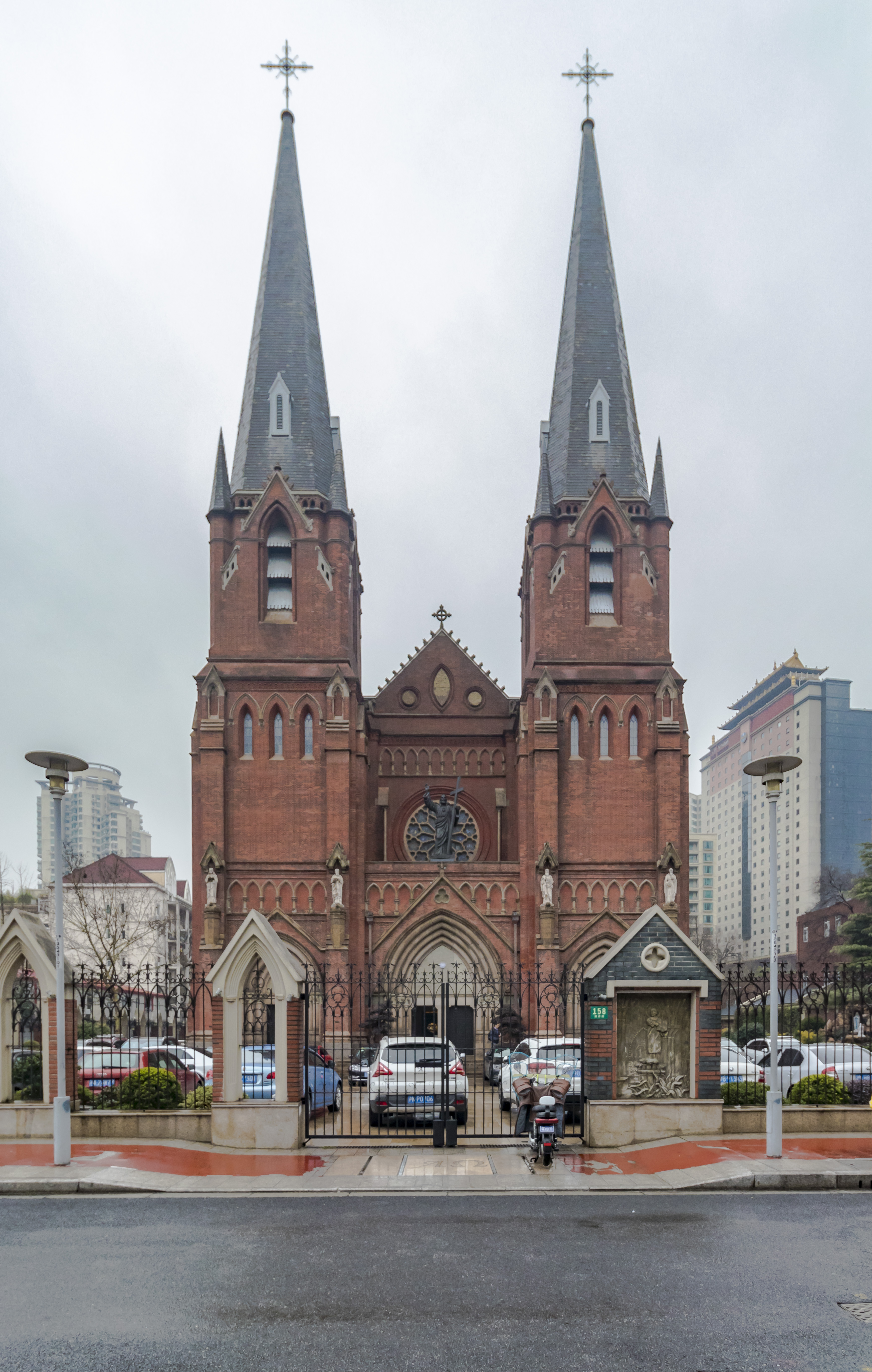
Собор Сюйцзяхуэй

- Дом-шикумэнь, в котором проходил первый съезд КПК
- Дом-музей Сунь Ятсена
- Дом-музей Чан Кайши
- Дом-музей цинского наместника и генерала Ли Хунчжана
- Мечеть Сунцзян
- Мечеть Сяодаоюань
- Мемориальный комплекс Лу Синя
- Мост-кольцо[135]
- Набережная Вайтань
- Пекинская опера в Шанхае
- Рынок Вэньмяо
- Рынок цветов и птиц на улице Цзянъи Лу
- Рынок платьев ципао на улице Чанлэ Лу
- Рынок антиквариата на улице Дунтай Лу
- Сады Юйюань
- Синагога Охель Рахель
- Собор Дунцзяду
- Собор Сюйцзяхуэй (собор Святого Игнатия) — самый большой католический храм в Шанхае
- Старинные «города на реке» Чжуцзяцзяо и Чжоуши на окраине Шанхая
- Храм Лунхуасы — самый большой буддистский храм Шанхая
- Храм Нефритового Будды
- Храм Цзинъань
- Церковь Доброго Пастыря
- Церковь святого Иосифа
- Церковь святого Петра
- Церковь Пресвятой Девы Марии Небесной — памятник нео-византийской архитектуры
- Церковь святой Терезы
- Шанхайский всемирный финансовый центр
- Шанхайский музей
- Шанхайский центр восточного искусства
- Электростанция искусства[англ.] — музей современного искусства
- Шанхайский музей еврейских беженцев[136]
- Юньнаньская улица

## Русские в Шанхае

### XIX — первая половина XX вв.

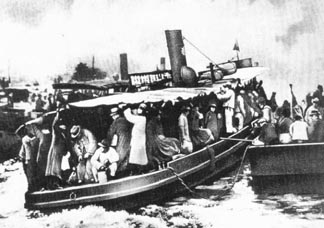
Прибытие русских эмигрантов в Шанхай (фото из газеты «Шанхайская заря» № 1307 от 23 февраля 1930)

Первые русские в Шанхае появились в середине XIX в. Это были купцы, торговцы чаем, для которых Шанхай стал важным перевалочным пунктом импорта чая в Россию. Кроме того, в Шанхайский порт постоянно заходили русские корабли. Поэтому уже в 1860 году в Шанхае появился нештатный русский консул, а в 1896 году было учреждено штатное Российское императорское генеральное консульство. В начале XX в. «Российским добровольным флотом» была установлена регулярная пароходная линия Владивосток—Шанхай. Численность русских жителей Шанхая увеличилась в это время примерно до 350 человек (данные 1905 года) и в предреволюционный период существенно не менялась, составляя приблизительно 3 % от общего числа иностранцев в городе.
Существенные изменения произошли с началом гражданской войны в России. Уже в первые месяцы 1918 года в Шанхае появилось около тысячи российских беженцев. В декабре 1922 года русское население Шанхая резко увеличилось с приходом в устье Янцзы эскадры адмирала Старка, которая на устаревших военных судах, не приспособленных для перевозки пассажиров, вывезла тысячи беженцев из России. В Шанхае русских стало больше 6 тысяч. В дальнейшем количество их росло за счёт переселенцев из Маньчжурии (в основном, из Харбина). В середине 1930-х годов русских и русскоязычных в Шанхае проживало более 20 тысяч. Русские были тогда самой большой иностранной колонией на территории Шанхая. Они селились, в основном, на территории Французской концессии и одна из её центральных улиц — Авеню Жоффра (современное название: Хуайхай чжунлу) в местном просторечьи называлась Русской, а сама Французская концессия — Русской, так как там проживало русских в четыре раза больше, чем французов. В Шанхае начала издаваться русскоязычная газета «Шанхайская заря» (О чём писали шанхайские эмигрантские газеты 70 лет назад).
1920-е годы стали наиболее тяжёлыми для русских эмигрантов. Русские потеряли консульскую защиту, а вместе с ней и право экстерриториальности (то есть теперь совершивших проступок русских должны были судить по китайским законам). Попавшие в тяжёлое материальное положение русские не гнушались никакими совершенно непрестижными для «белых европейцев» работами и многие из них, скопив тяжким трудом какие-то средства, начинали своё дело, а некоторые весьма преуспели в коммерции. С 1926 по 1928 годы только на Авеню Жоффра русские открыли около 20 универмагов, продовольственных магазинов, 30 магазинов готового платья, десятки других торговых заведений. Благодаря им эта улица стала самой оживлённой в Шанхае после Нанкинской (Наньцзин лу). В 1933 году русским принадлежало более тысячи торговых и других предприятий.

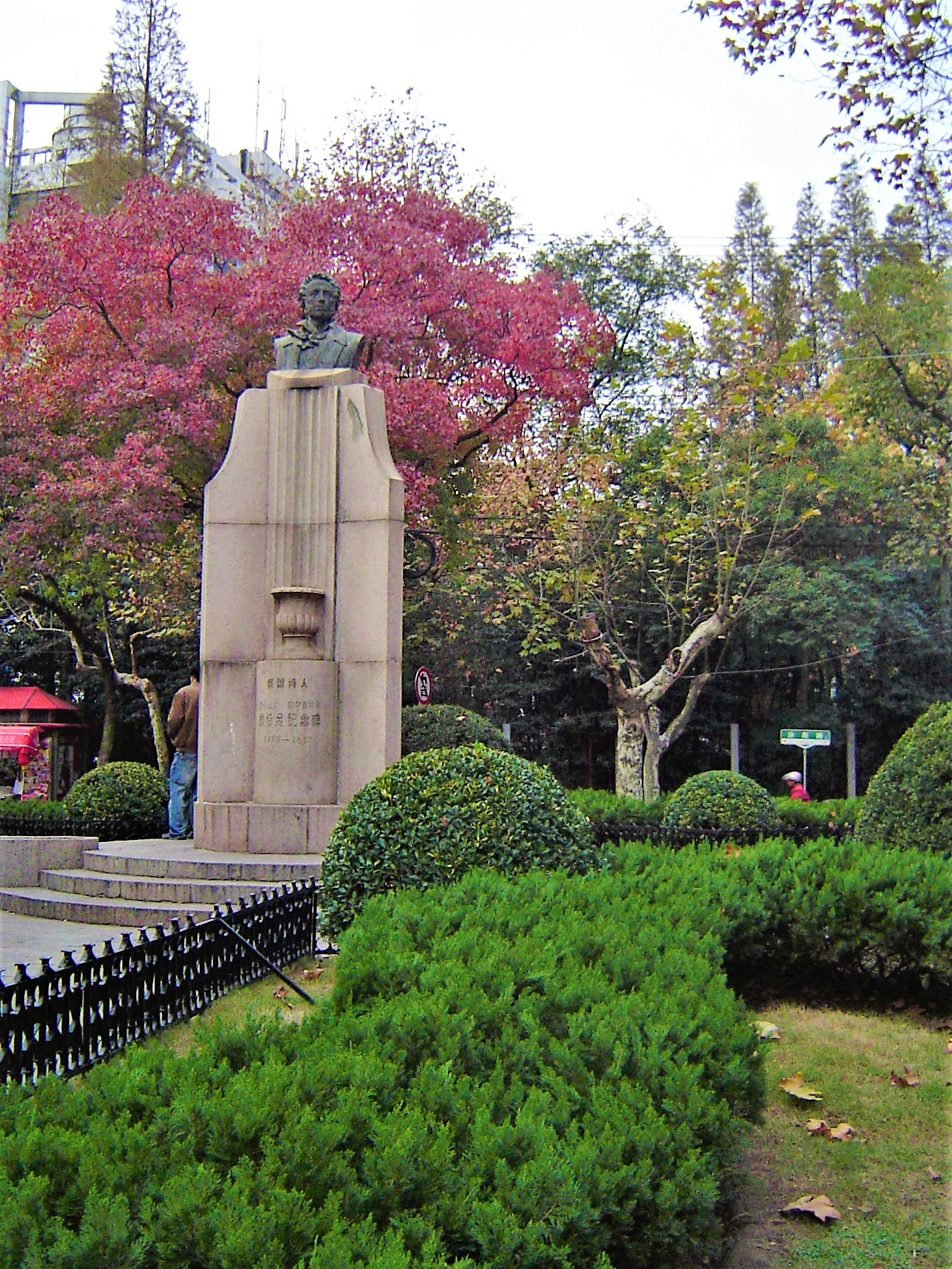
Памятник А. С. Пушкину в Шанхае

С улучшением материальных условий жизни появилась забота о сохранении и развитии русской культуры. Тридцатые годы стали периодом расцвета русской культуры в Шанхае. В городе начали работать русский драматический театр, балетная школа, состоящий в основном из русских Шанхайский муниципальный оркестр, первоначально называвшийся оркестром Французской концессии. В Шанхай перебрался из Парижа А. Н. Вертинский. Здесь гастролировал Ф. Шаляпин.
В столетнюю годовщину смерти А. С. Пушкина на средства шанхайских русских на пересечении улиц Фэньян лу и Таоцзян лу был сооружён памятник поэту, дважды разрушенный и дважды восстановленный, один из первых памятников иностранным литераторам в Китае. В Шанхае начинал свою карьеру знаменитый советский и российский джазовый музыкант Олег Лундстрем.
Русское сообщество в Шанхае сильно отличалось от общин эмигрантов в западных странах. В отличие от Европы и Америки, где русские белоэмигранты, как правило знавшие не один европейский язык, зачастую быстро растворялись в местной среде, в Китае, сложилась уникальная ситуация, когда во многом благодаря языковым и культурным различиям с местной средой русские эмигранты смогли не только сохранить, но и передать младшим поколениям русский язык, культуру, менталитет.
С началом войны на Тихом океане (декабрь 1941 года) Япония оккупировала территорию Международного сеттельмента и Французской концессии, а после войны начался исход русских из Шанхая, одна часть которых репатриировалась в СССР (8 тысяч человек), а другая (7 тысяч человек) при помощи Международной организации по делам беженцев эвакуировалась на Филиппины, а в дальнейшем рассредоточилась по третьим странам (в основном, осела в США). На этом история старого русского Шанхая закончилась.

### Современное русскоговорящее сообщество Шанхая

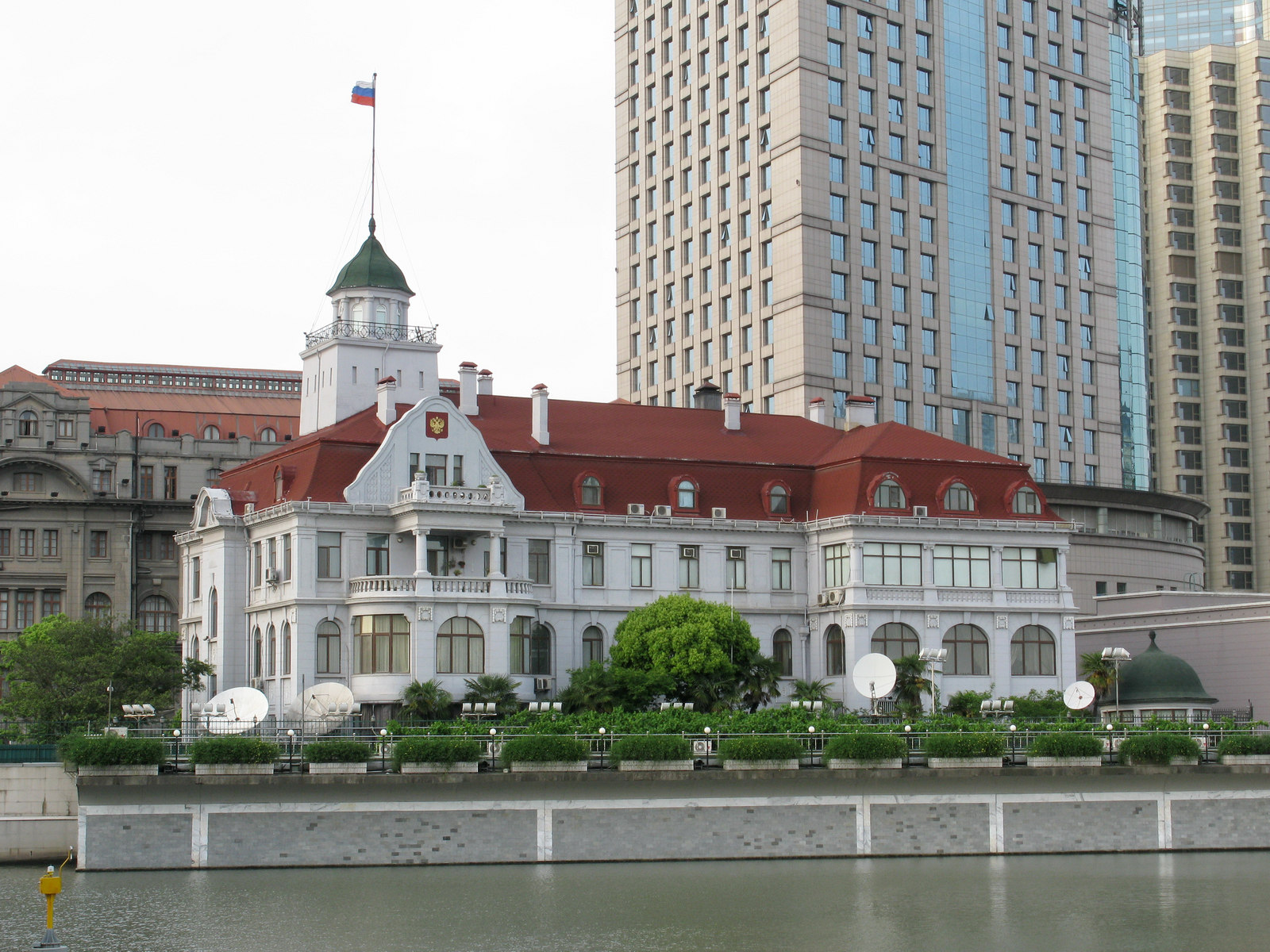
Здание российского консульства в Шанхае

На сегодняшний день насчитывается несколько сотен в той или иной степени постоянно проживающих в Шанхае русских и русскоговорящих. В основном это бизнесмены, студенты и другие российские граждане и граждане стран СНГ, осознанно приехавшие в Шанхай. «Старых русских шанхайцев» в городе единицы, большинство после 1945 года уехали в СССР либо на Запад. После закрытия в 1962 году советского консульства и начала в 1966 году «культурной революции» в Шанхае осталось не более 10 человек из числа бывших белоэмигрантов и прибывших после 1949 года советских граждан.
Ситуация начала меняться только в конце 1980-х годов. Российскому консульству было возвращено его прежнее здание на слиянии рек Сучжоухэ и Хуанпу (Россия — единственная страна, консульство которой занимает в Шанхае отдельное здание). В 1990-е годы в Шанхай вслед за бурным экономическим ростом потянулись российские бизнесмены. В районе Шанхая и в прилегающих районах провинций Цзянсу и Чжэцзян расположено множество предприятий, в самом Шанхае часто проводятся различные промышленные выставки — всё это притягивает предпринимателей из России и стран СНГ. В шанхайских вузах обучается немало студентов из России, в том числе по программам межвузовского и межгосударственного обмена, в основном изучающих китайский язык. Уже более 10 лет компания «Аэрофлот — Российские авиалинии» осуществляет регулярные авиарейсы между Москвой и Шанхаем, а c 2005 года полёты по этому маршруту стала также выполнять авиакомпания «China Eastern Airlines». В феврале 2007 года авиакомпания «Трансаэро» начала выполнять прямые регулярные пассажирские авиаперевозки по маршруту Санкт-Петербург — Шанхай.
В 1998 году в Шанхае открылся Русский клуб, ставящий своей задачей восстановить традиции культурного единения русскоговорящего сообщества Шанхая. На сегодня, конечно, не может быть речи о том, чтобы в полной мере воссоздать всё то, чем славилась русская колония в 1930-е годы (русские газеты, театры и т. д.), однако в клубе регулярно проводятся встречи русской диаспоры, проходят культурные мероприятия, в сотрудничестве с российским Генеральным консульством по мере своих возможностей он оказывает помощь соотечественникам, проводит религиозные службы. В 2004 году при содействии клуба из Свято-Николаевского храма и кафедрального собора в честь иконы Божией Матери «Споручница грешных», построенных русскими эмигрантами в 1930-х годах были выведены увеселительные заведения. О возобновлении служб православными священниками пока говорить не приходится, поскольку это будет противоречить китайскому законодательству, запрещающему деятельность иностранных религиозных организаций на территории КНР, однако по заверению посла Китая в России Лю Гучана, «в дальнейшем здания будут иметь культурное назначение, связанное с историей российского присутствия в Китае».

## Образование
В Шанхае расположены многие важные и старейшие учебные заведения Китая.

### Государственные общенационального значения

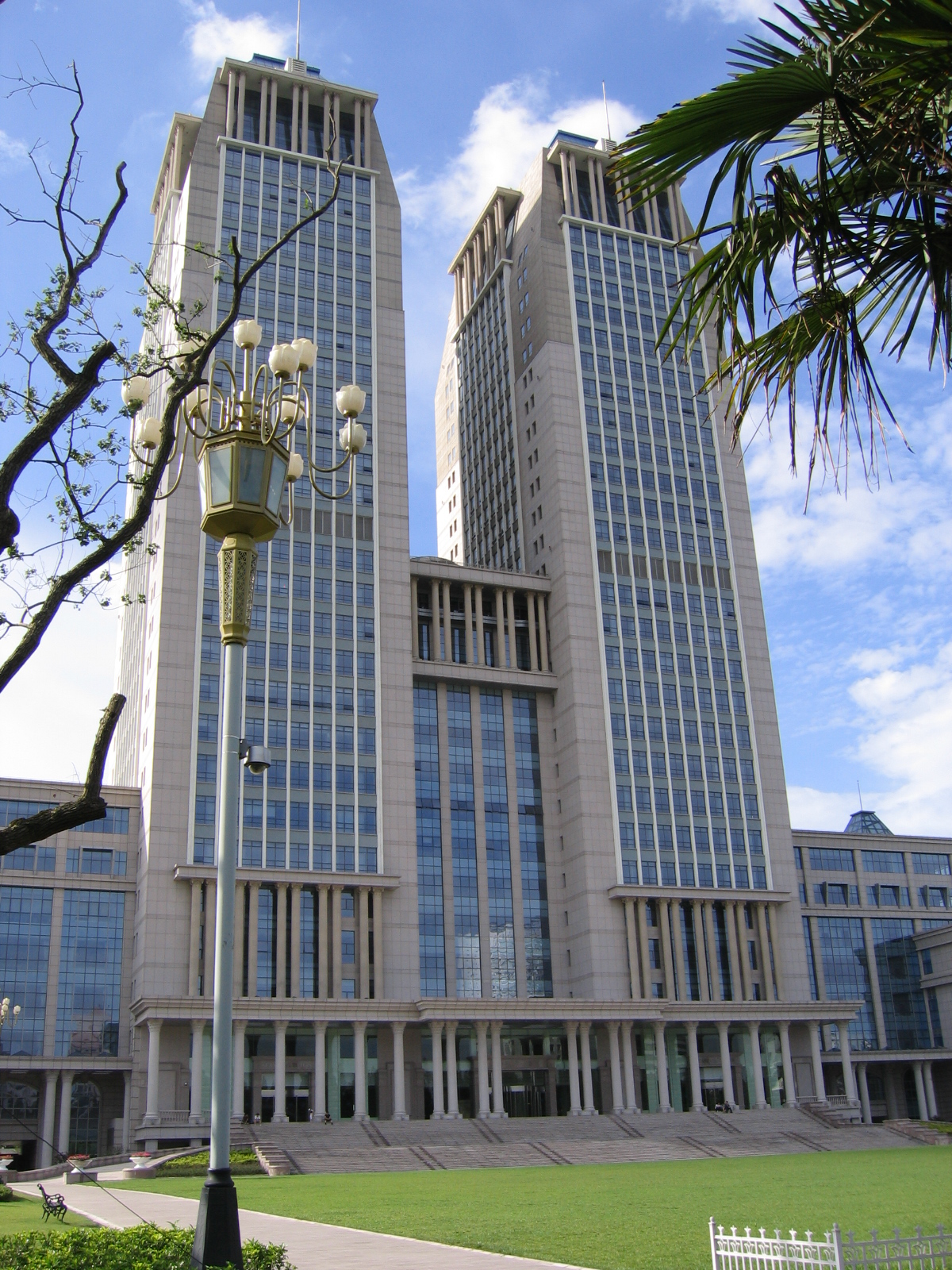
Фуданьский университет

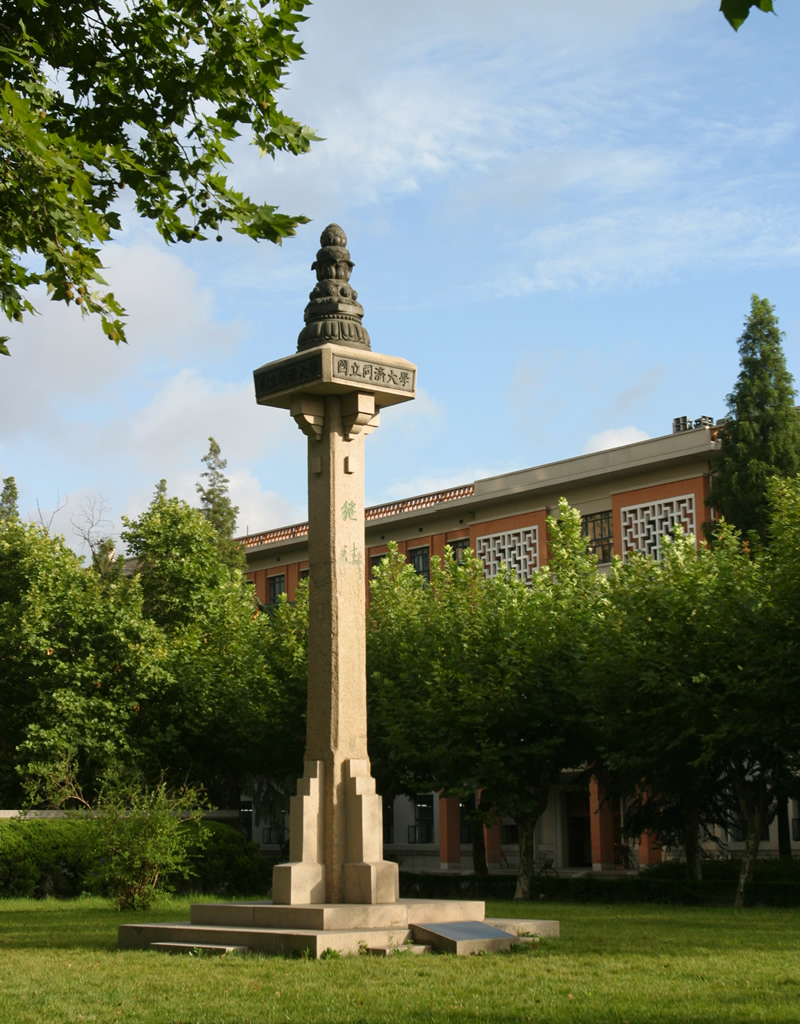
Университет Тунцзи

- Шанхайский университет транспорта (上海交通大学) (основан в 1896)
  - Медицинская школа при Шанхайском университете транспорта (бывшая Вторая шанхайская медицинская школа, основана в 1896) (上海交通大学医学院, 原上海第二医科大学)
- Университет Фудань (复旦大学) (основан в 1905)
  - Медицинский колледж при Университете Фудань (бывший Шанхайский медицинский университет, основан в 1927) (复旦大学上海医学院, 原上海医科大学医学院）
- Университет Тунцзи (同济大学) (основан в 1907)
- Восточно-китайский педагогический университет (华东师范大学)
- Восточно-китайский политехнический университет (华东理工大学)
- Университет Дунхуа (东华大学)
- Шанхайский университет иностранных языков (上海外国语大学)
- Шанхайский финансово-экономический университет (上海财经大学)
- Китайско-европейская школа международного бизнеса (中欧国际工商学院)

### Прочие государственные
- Второй военно-медицинский университет (第二军医大学)
- Шанхайский педагогический университет (上海师范大学)
- Восточно-китайский политико-юридический институт (华东政法学院)
- Шанхайская консерватория (上海音乐学院)
- Шанхайская театральная академия (上海戏剧学院)
- Шанхайский университет (上海大学)
- Шанхайский институт морского транспорта (上海海运学院)
- Шанхайский энергетический институт (上海电力学院)
- Шанхайский политехнический университет (上海第二工大学)
- Шанхайский инженерно-технический университет (上海工程技术大学)
- Шанхайский институт прикладной техники (上海应用技术学院)
- Шанхайский университет аквакультуры (上海水产大学)
- Шанхайский институт внешней торговли (上海对外贸易学院)
- Шанхайский физкультурный институт (上海体育学院)
- Шанхайский бухгалтерский институт Лисинь (上海立信会计学院)

### Частные
- Университет Шаньда (上海杉达学院)

Примечание: в список не входят ВУЗы без полных программ бакалавра.

## Библиотеки

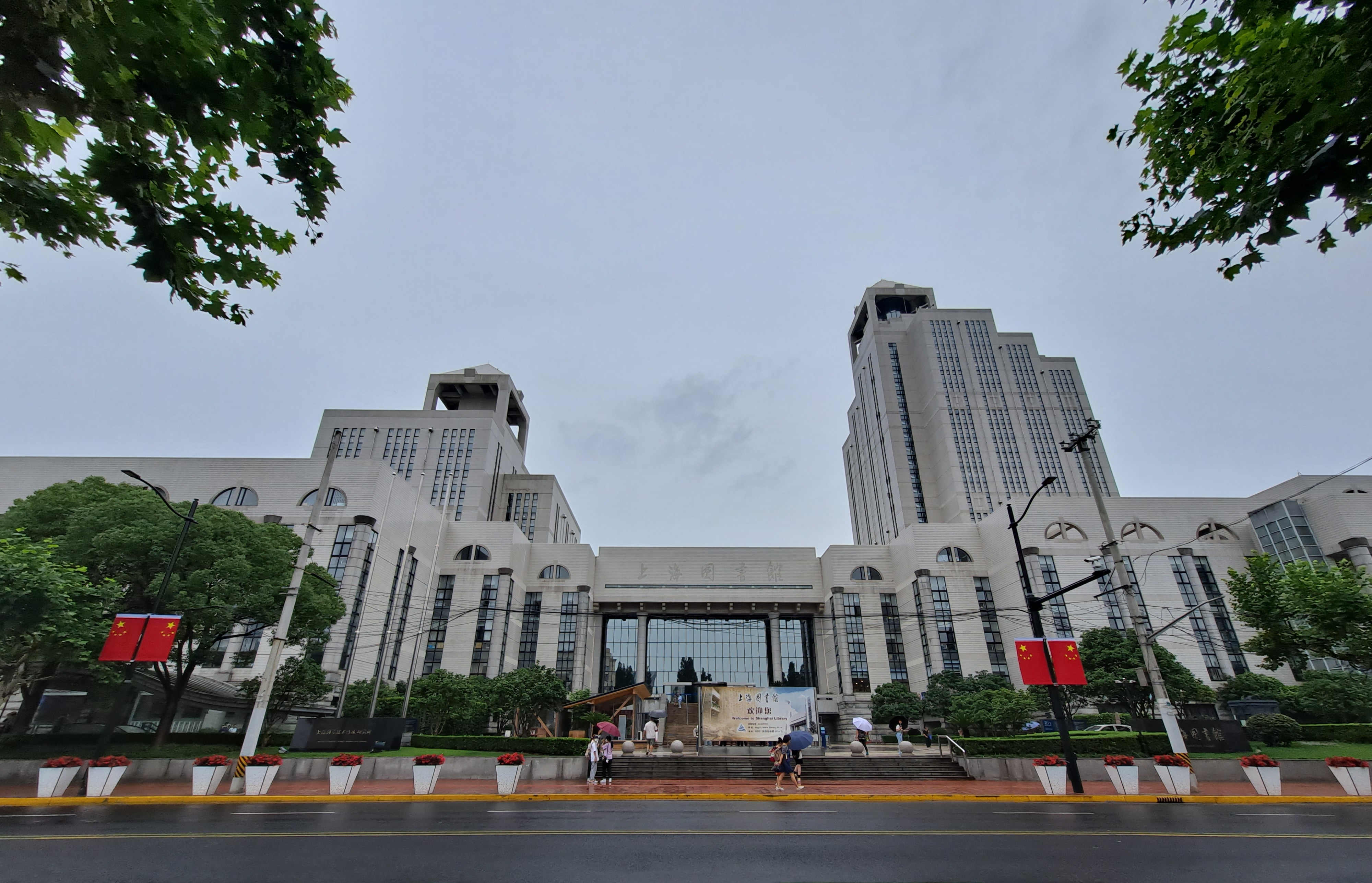
Шанхайская библиотека

В Шанхае расположена вторая по величине библиотека в Китае — Шанхайская библиотека.

## Наука

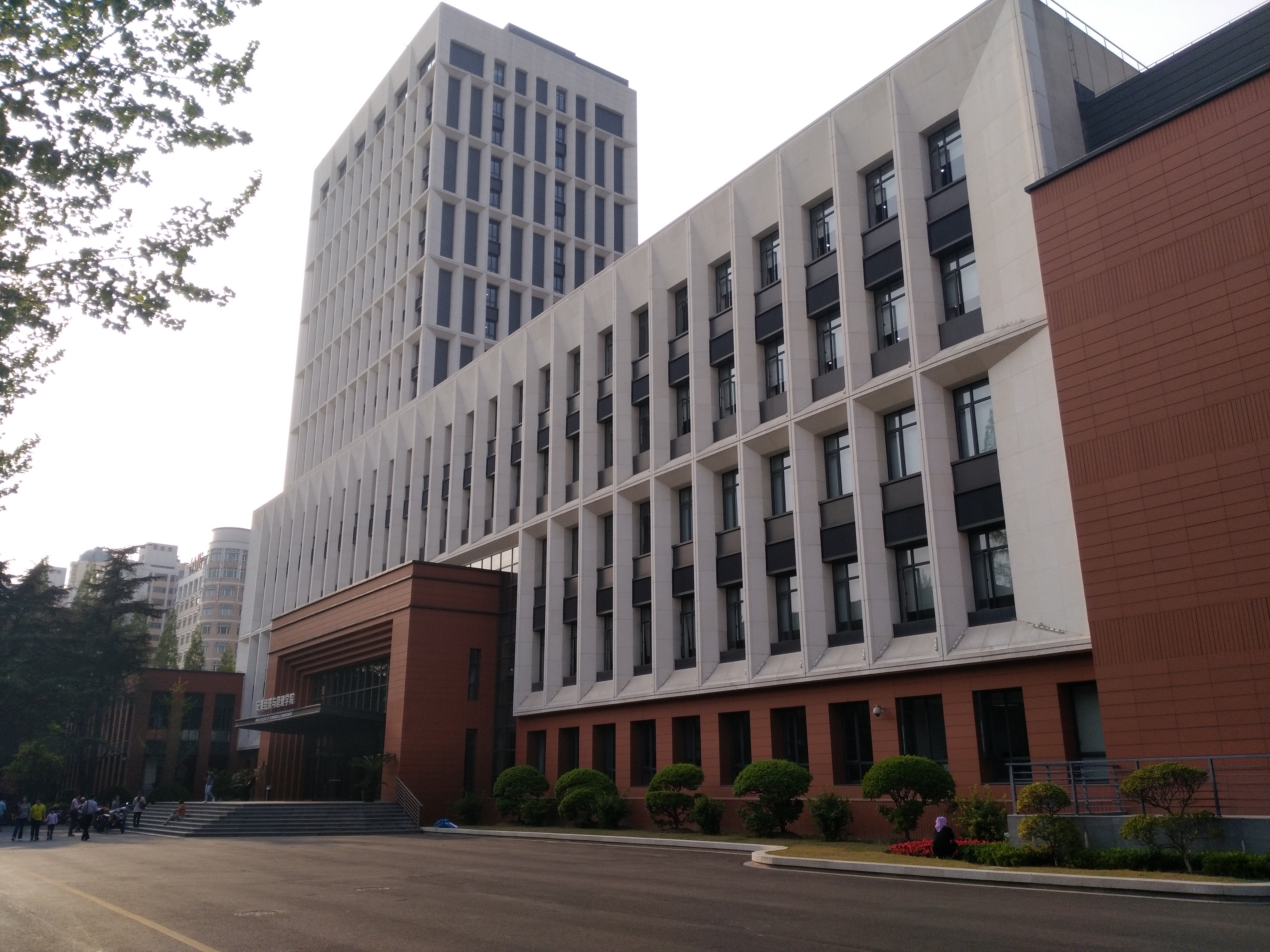
Шанхайский университет транспорта

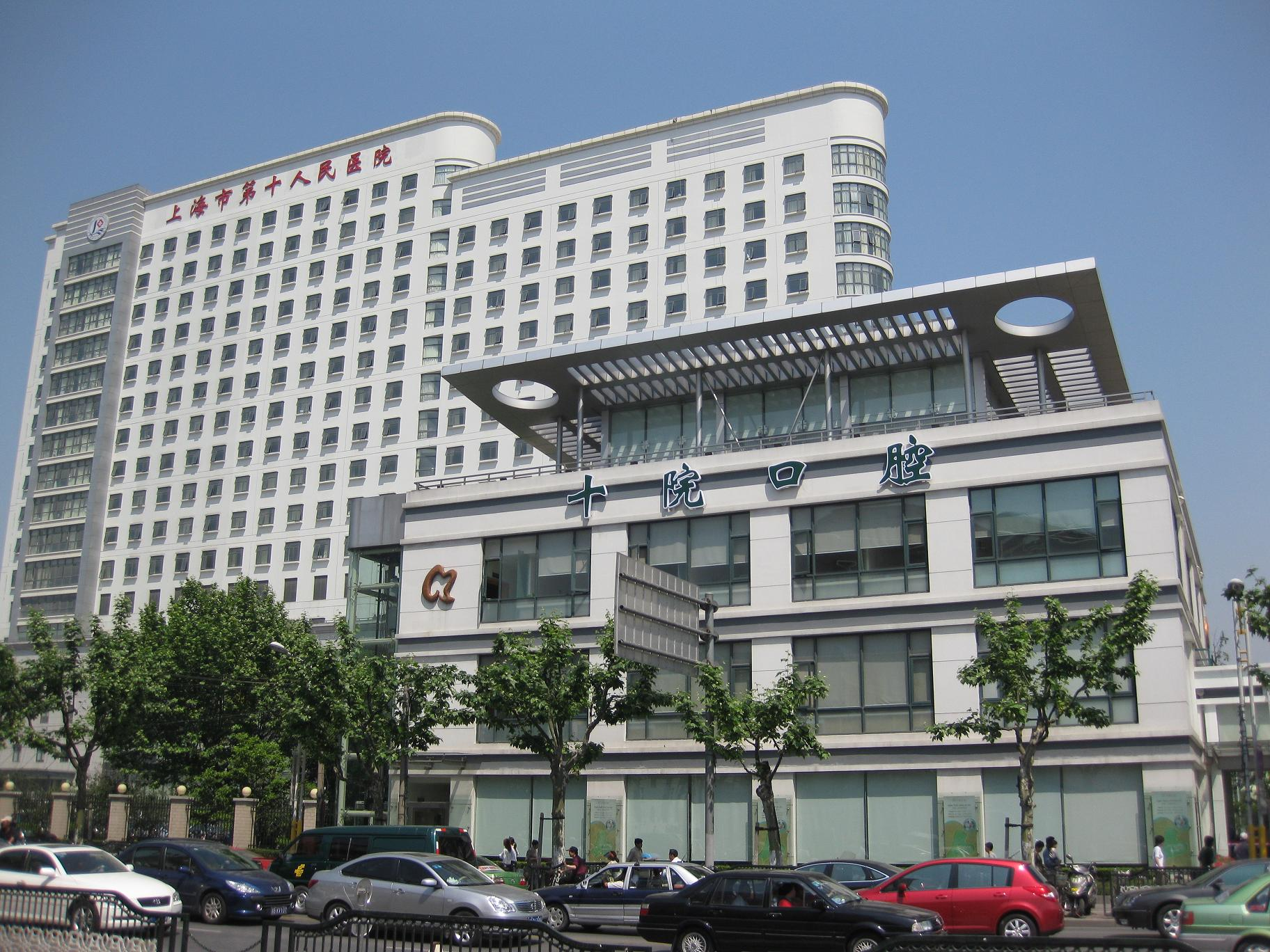
Десятая народная больница Шанхая

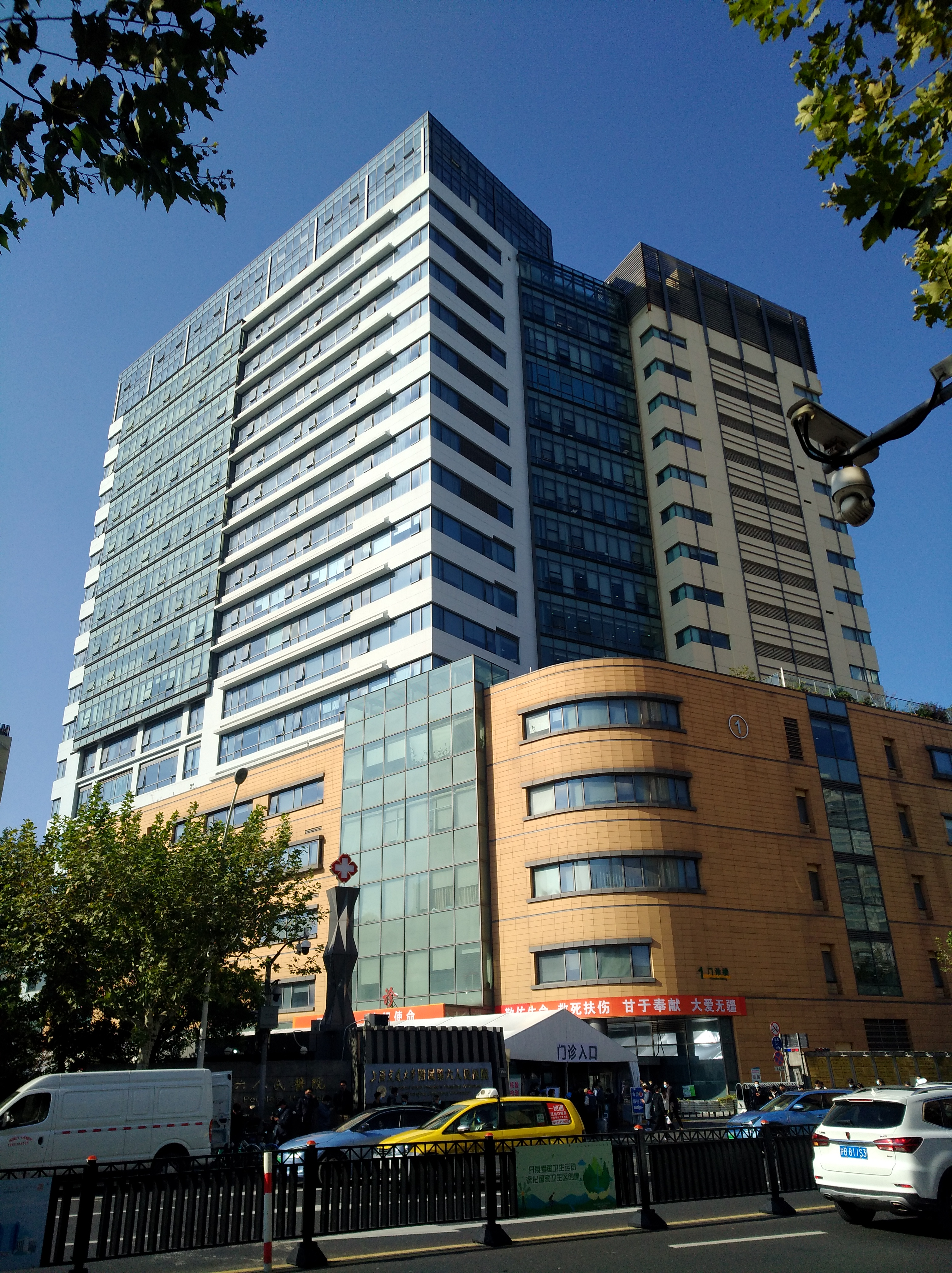
Шестая народная больница Шанхая

Согласно рейтингу британского журнала Nature по состоянию на 2022 год Шанхай занимал третье место среди научно-исследовательских центров мира. В 2023 году доля расходов на НИОКР выросла до 4,3 % валового регионального продукта Шанхая. Основными научными базами являлись первая в стране специальная зона для фундаментальных исследований, а также кластеры в областях фотоники, науки о жизни, океанологии, квантовых технологий, прикладной математики, искусственного интеллекта.
Ведущими научно-исследовательскими учреждениями Шанхая являются Шанхайский университет транспорта, Фуданьский университет, университет Тунцзи, Шанхайские институты биологических наук Китайской академии наук, Шанхайский институт органической химии Китайской академии наук, Восточно-китайский университет науки и технологии, Шанхайский институт рака, Восточно-китайский педагогический университет, Шанхайский университет, Шанхайский технологический университет, Второй военно-медицинский университет, Шанхайский медицинский колледж Фуданьского университета, Китайский государственный институт фармацевтической промышленности, университет Дунхуа, Центр передового опыта нейронауки и интеллектуальных технологий Китайской академии наук.
Другими важными научно-исследовательскими учреждениями Шанхая являются Шанхайский институт микросистем и информационных технологий, Шанхайский институт керамики Китайской академии наук, Шанхайский университет традиционной китайской медицины, Научно-технологический университет Шанхая, Шанхайский технологический институт, Шанхайский институт прикладной физики Китайской академии наук, Шанхайский институт технической физики Китайской академии наук, Шанхайский педагогический университет, Шанхайская академия сельскохозяйственных наук, Шанхайский университет электроэнергетики и Шанхайский инновационный центр синтетической биологии.
В Шанхае расположено 488 научно-исследовательских центров, созданных иностранными компаниями. Среди крупнейших — центры и лаборатории компаний Dow Chemical, DuPont, Kemira, Tesla, Mercedes-Benz Group, BMW, Renault, Danone, Unilever, PepsiCo, Diageo, Roche Holding, Pfizer, Amgen, Abbott Laboratories, Ipsen, Insilico Medicine, L’Oréal, Clarins, Shiseido, Apple, Ericsson, Carl Zeiss, Otis Elevator Company, Emerson Electric, Honeywell, Fuchs Petrolub.
Среди китайских научно-аналитических центров лидирует Шанхайская академия международных исследований.

## Здравоохранение
Ведущими лечебными и научно-исследовательскими учреждениями Шанхая являются Шанхайская восточная больница университета Тунцзи, Шанхайский раковый центр Фуданьского университета, Десятая народная больница Шанхая, больница Жэньцзи, больница Чжуншань, Восточная больница хирургии жёлчных путей, больница Жуйцзинь, Шанхайский клинический центр общественного здравоохранения, Первая народная больница Шанхайского университета транспорта, Шанхайская лёгочная больница, Шестая народная больница Шанхая, больница Шугуан, больница Хуашань, Девятая народная больница Шанхая, больница Синьхуа, Шанхайская грудная больница, больница Чанчжэн, Шанхайская первая больница матери и ребёнка, больница Чанхай, Акушерско-гинекологическая больница Фуданьского университета, Детская больница Фуданьского университета.
Другими важными лечебными и научно-исследовательскими учреждениями Шанхая являются больница Лунхуа Шанхайского университета традиционной китайской медицины, Оториноларингологическая и офтальмологическая больница Фуданьского университета, больница Цзиньшань Фуданьского университета, больница Юэян Шанхайского университета традиционной китайской медицины.

## Спорт
В Шанхае базируются футбольные клубы Китайской Суперлиги «Шанхай Порт», выступающий на 80-тысячном «Шанхайском стадионе», и футбольный клуб «Шанхай Шэньхуа», выступающий на 30-тысячном «стадионе Хункоу» (главный тренер Леонид Слуцкий). Оба клуба в разное время выигрывали титул чемпиона Суперлиги. 

## Галерея

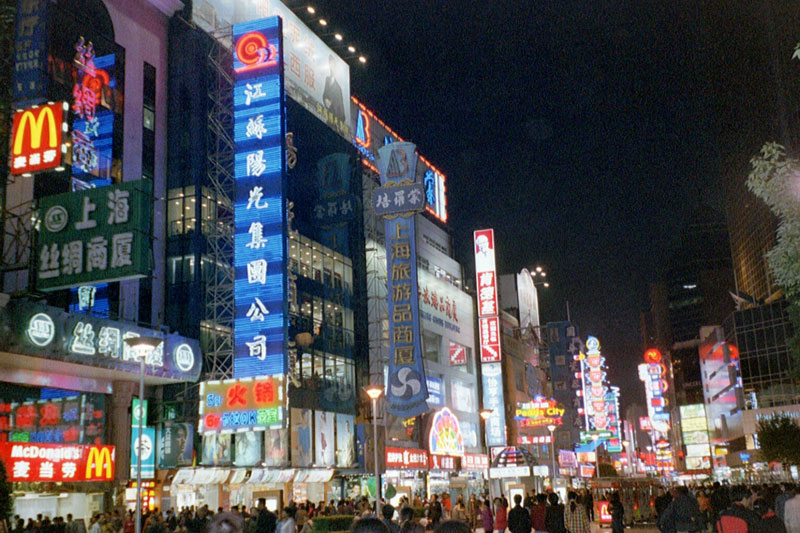
Нанкинская улица ночью
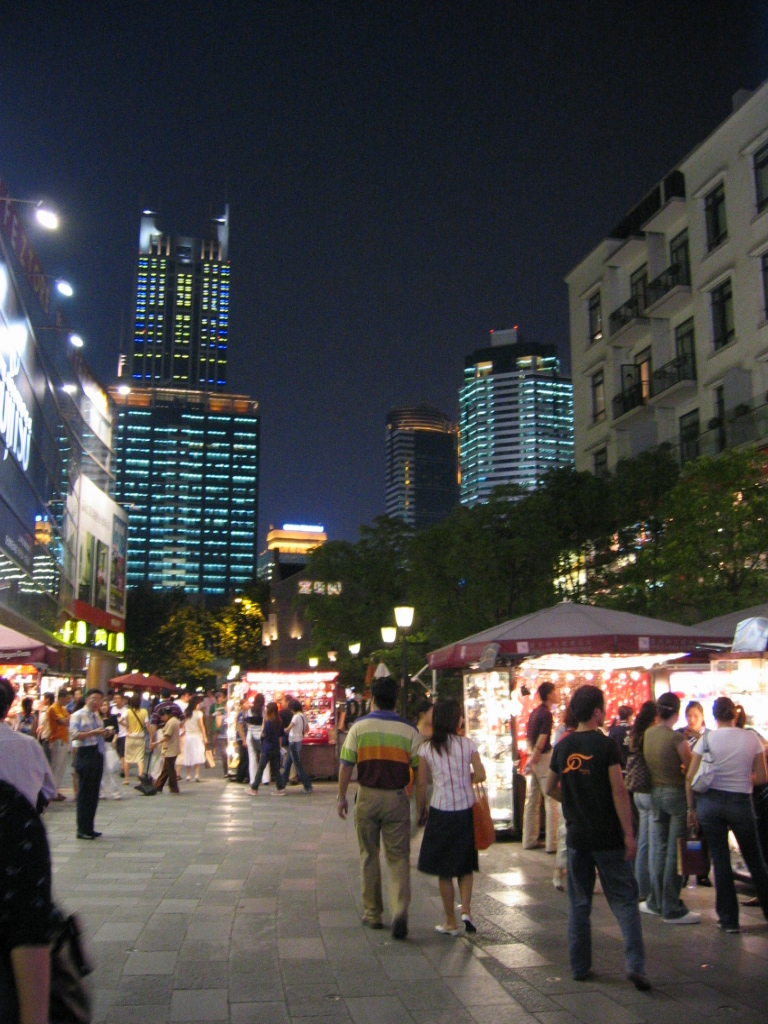
Район Синьтяньди («Новый Свет») ночью
Панорама района Пудун
Река Хуанпу ночью
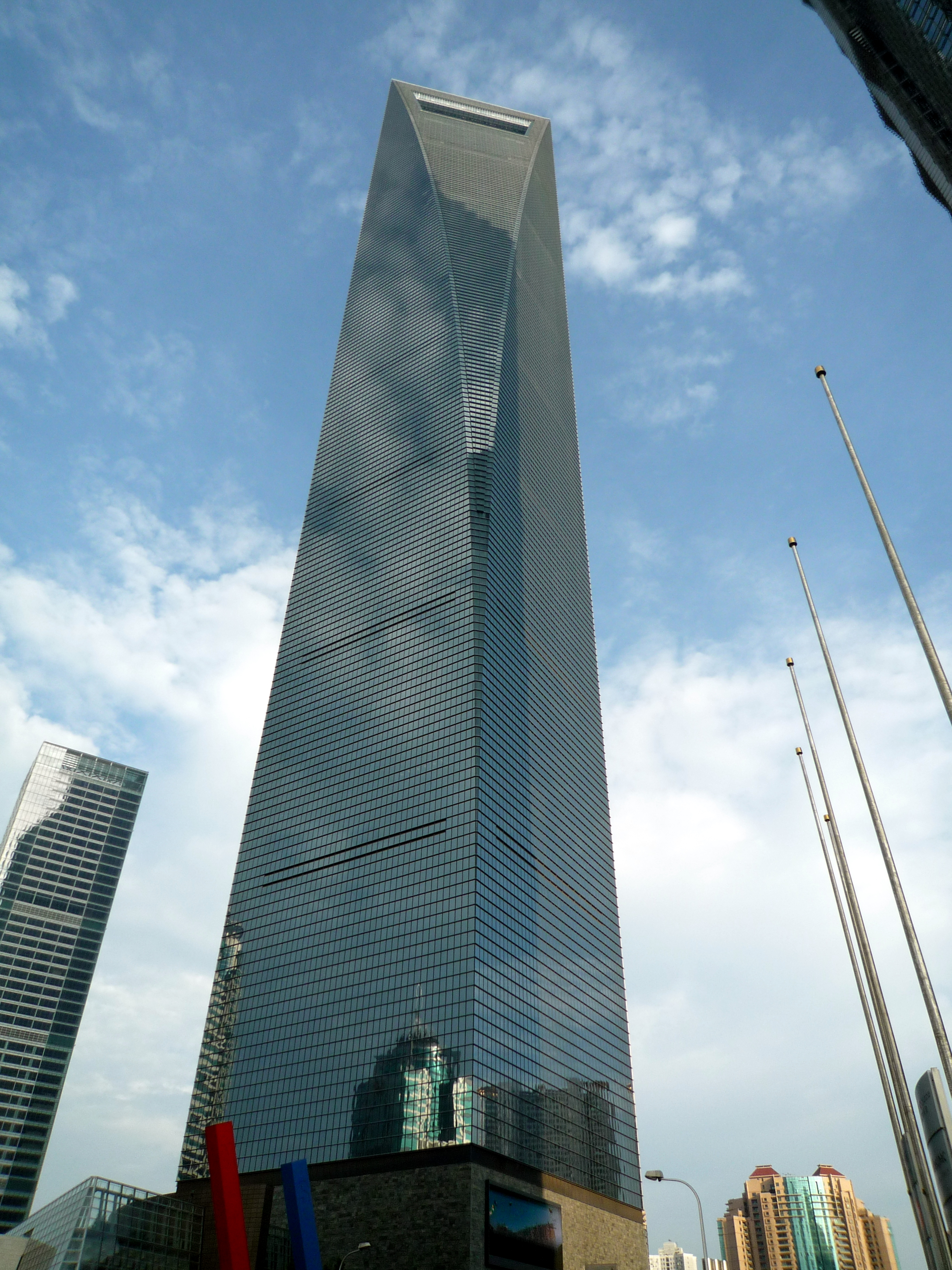
Шанхайский всемирный финансовый центр
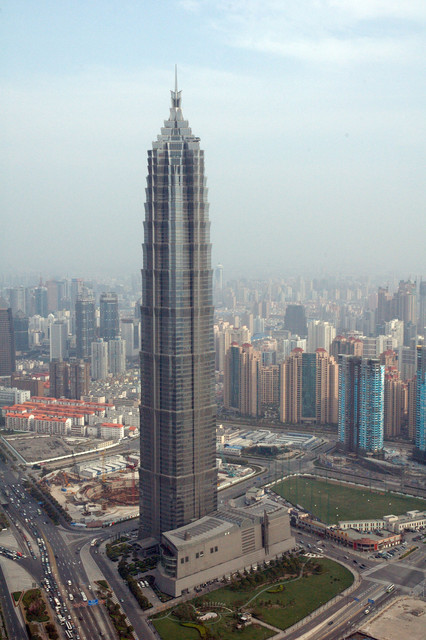
Цзинь Мао
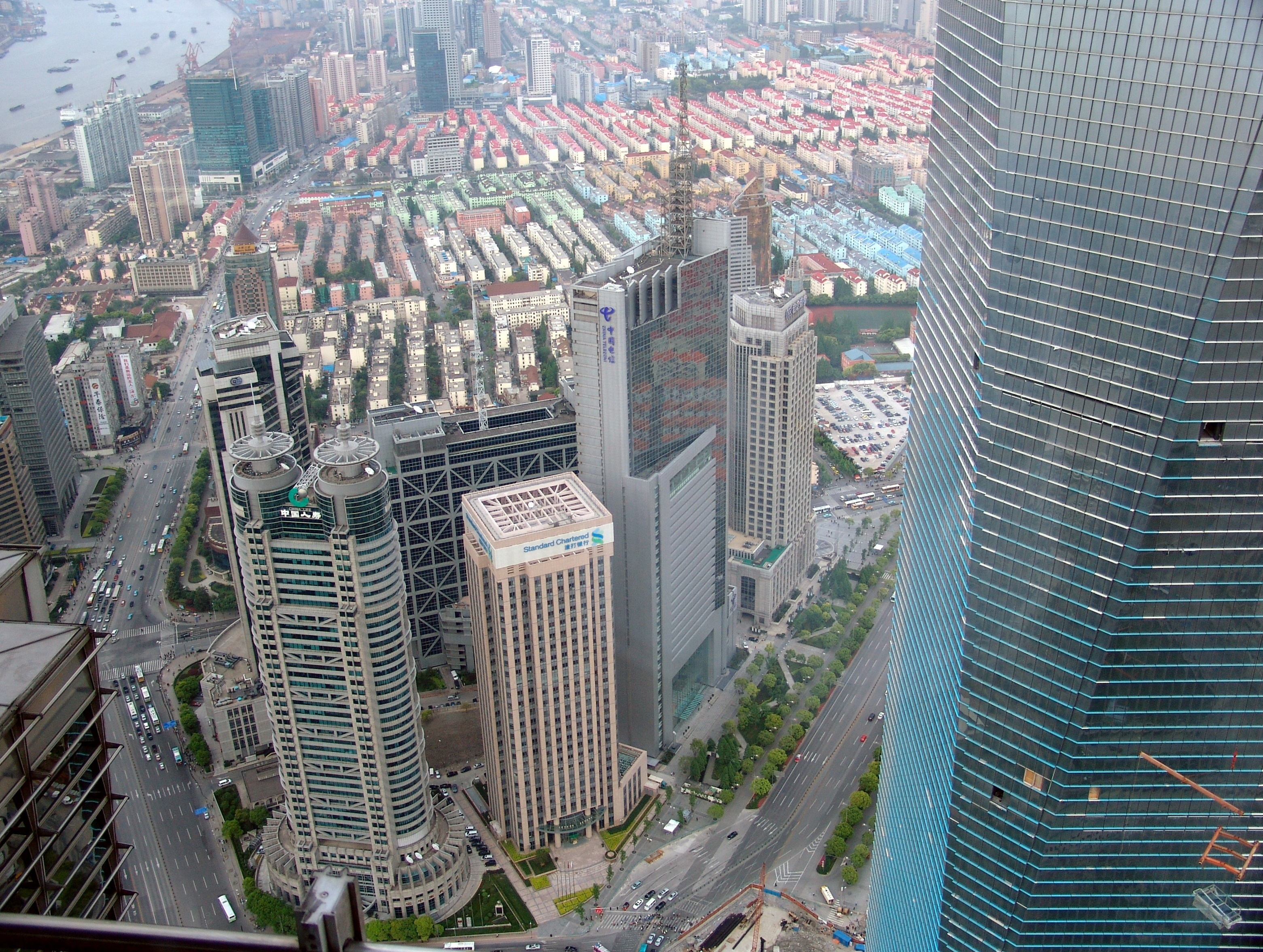
Вид из Цзинь Мао (2008)
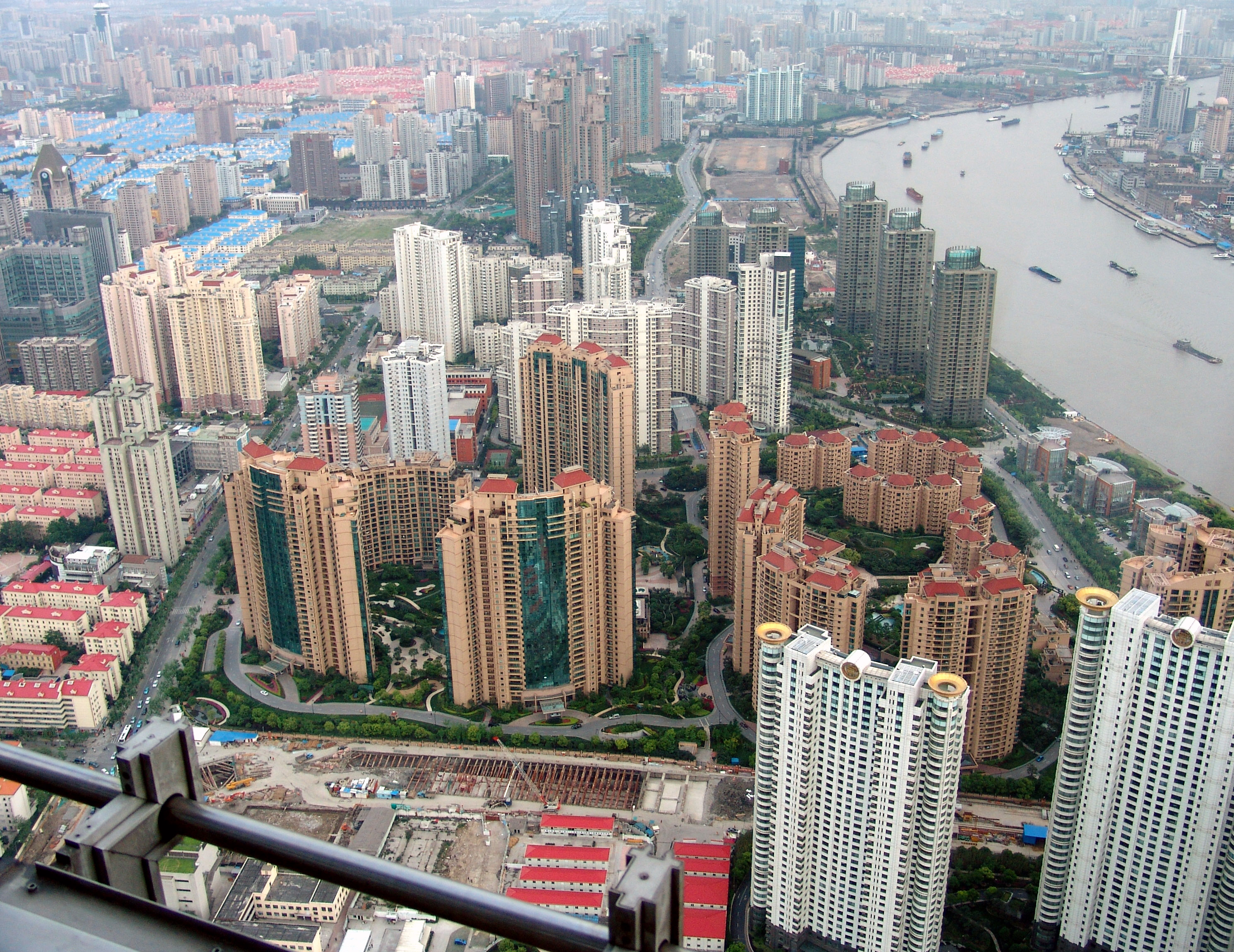
Вид из Цзинь Мао на район Пудун (2008)
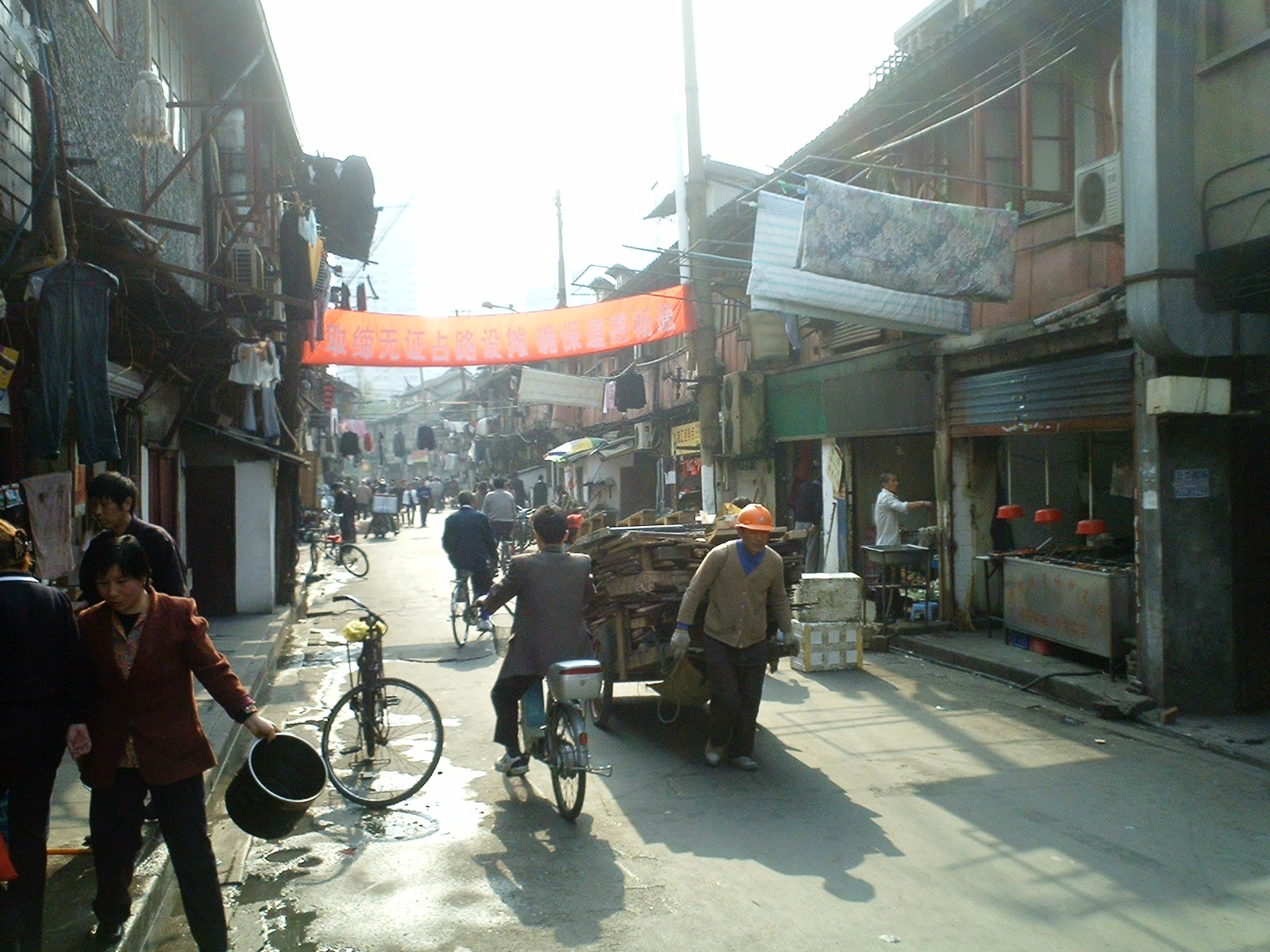
Старая шанхайская улица (2005)
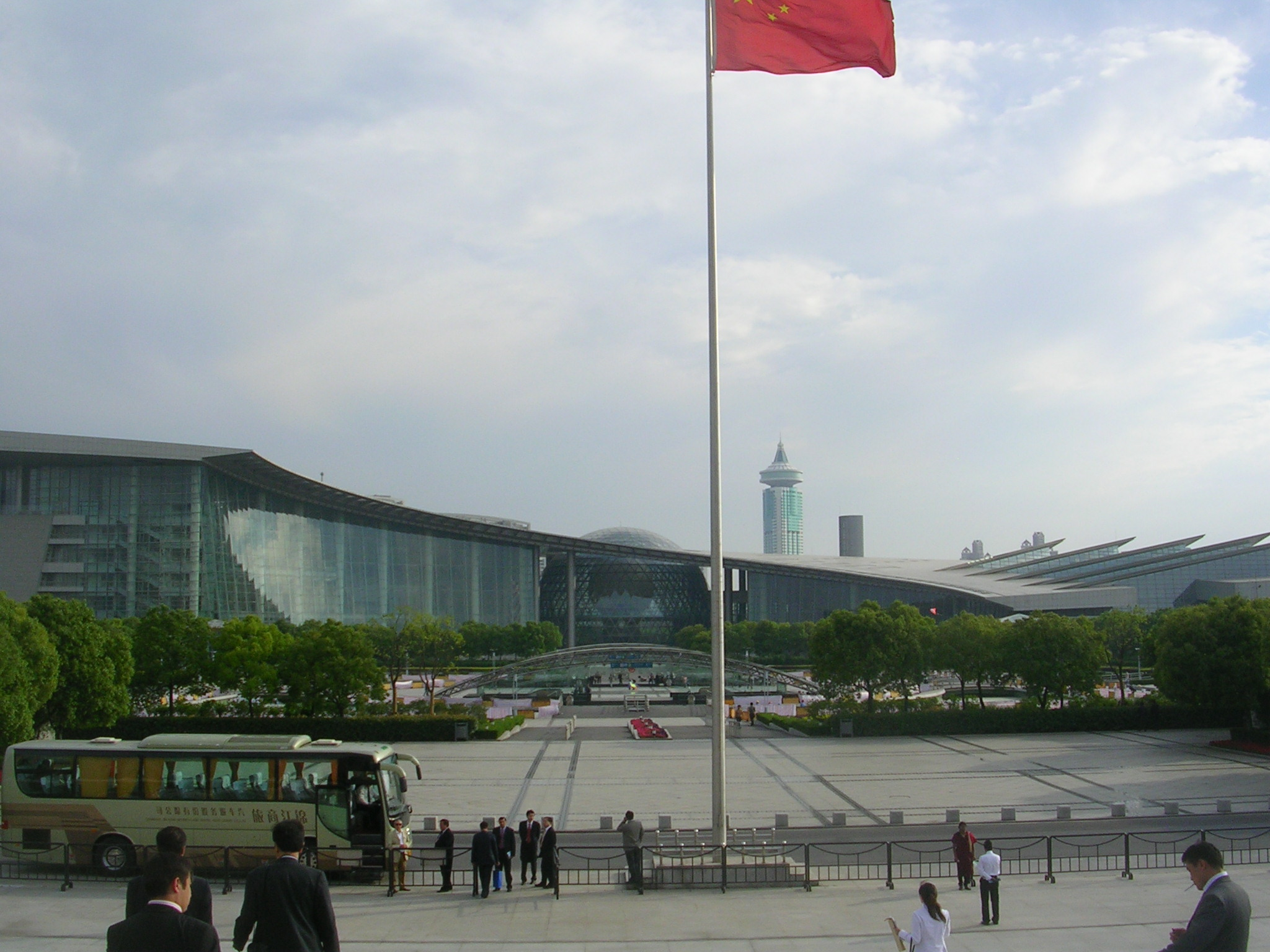
Шанхайский политехнический музей
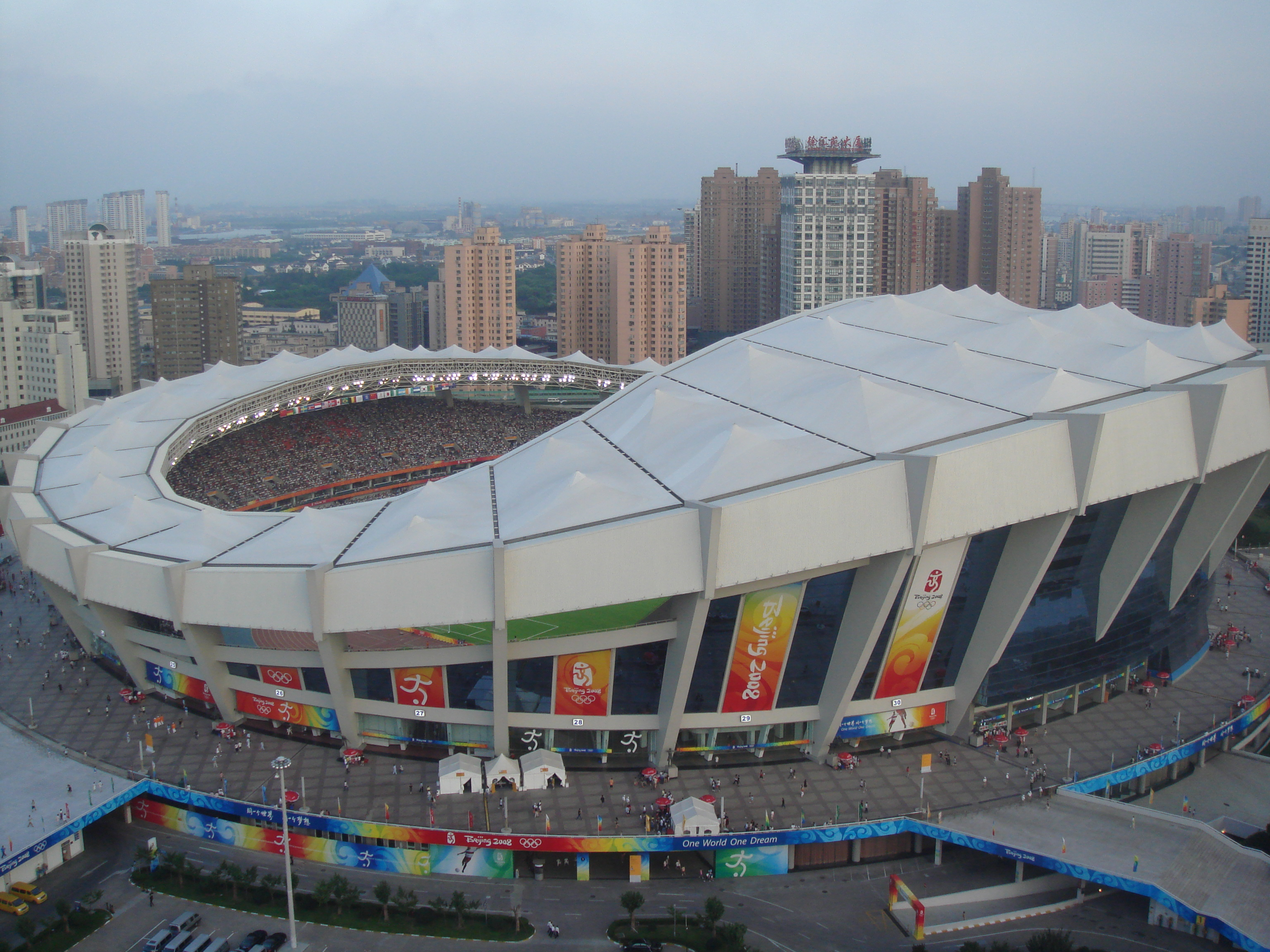
Шанхайский стадион
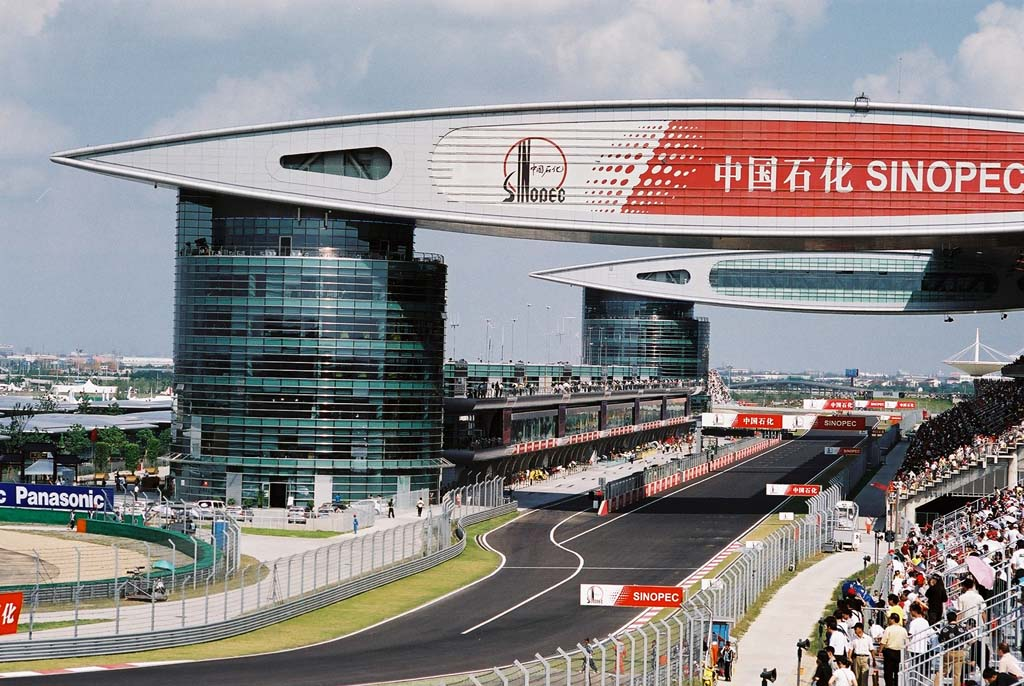
Международный автодром Шанхая
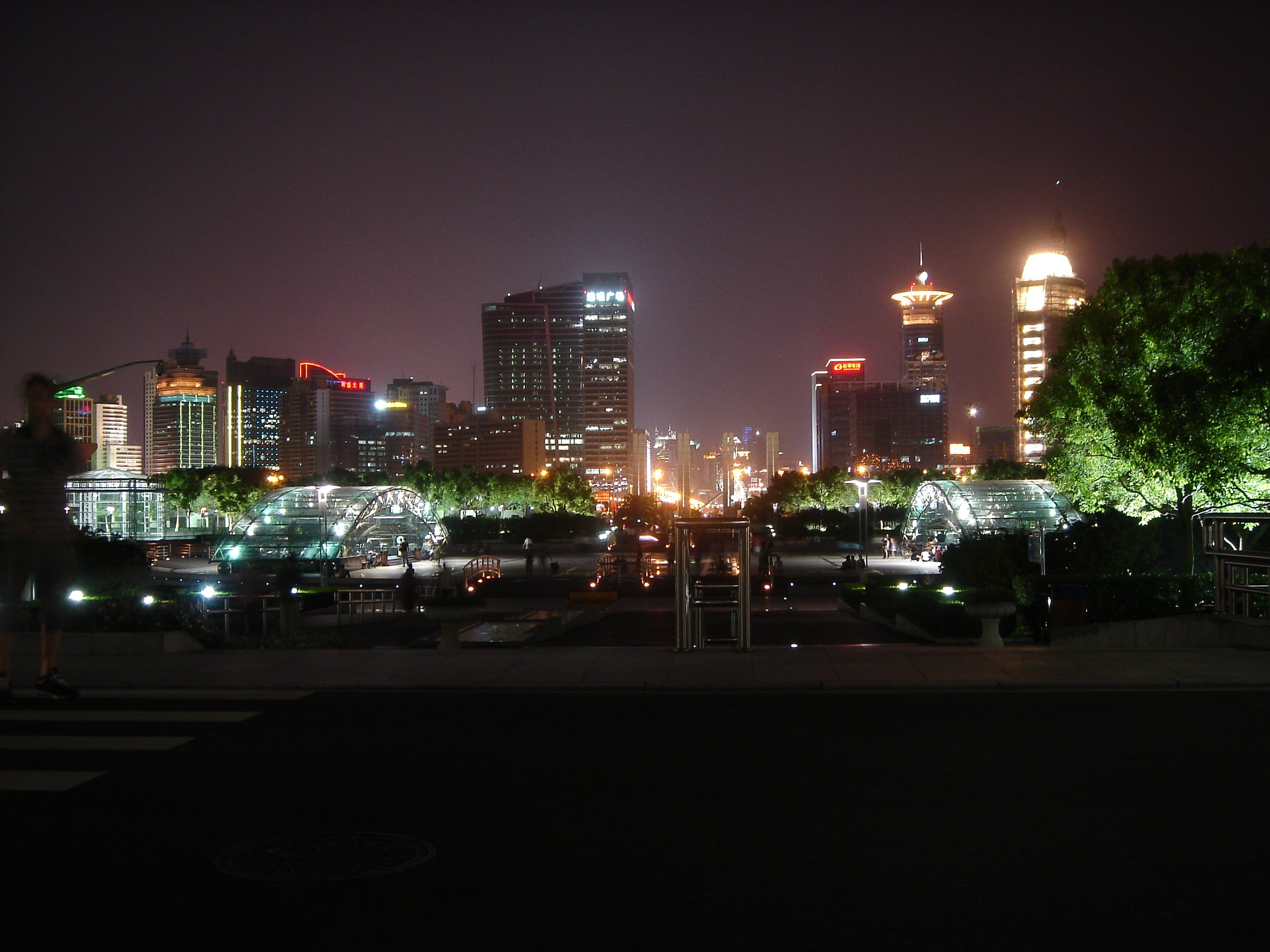
Шанхайский музей науки и технологии
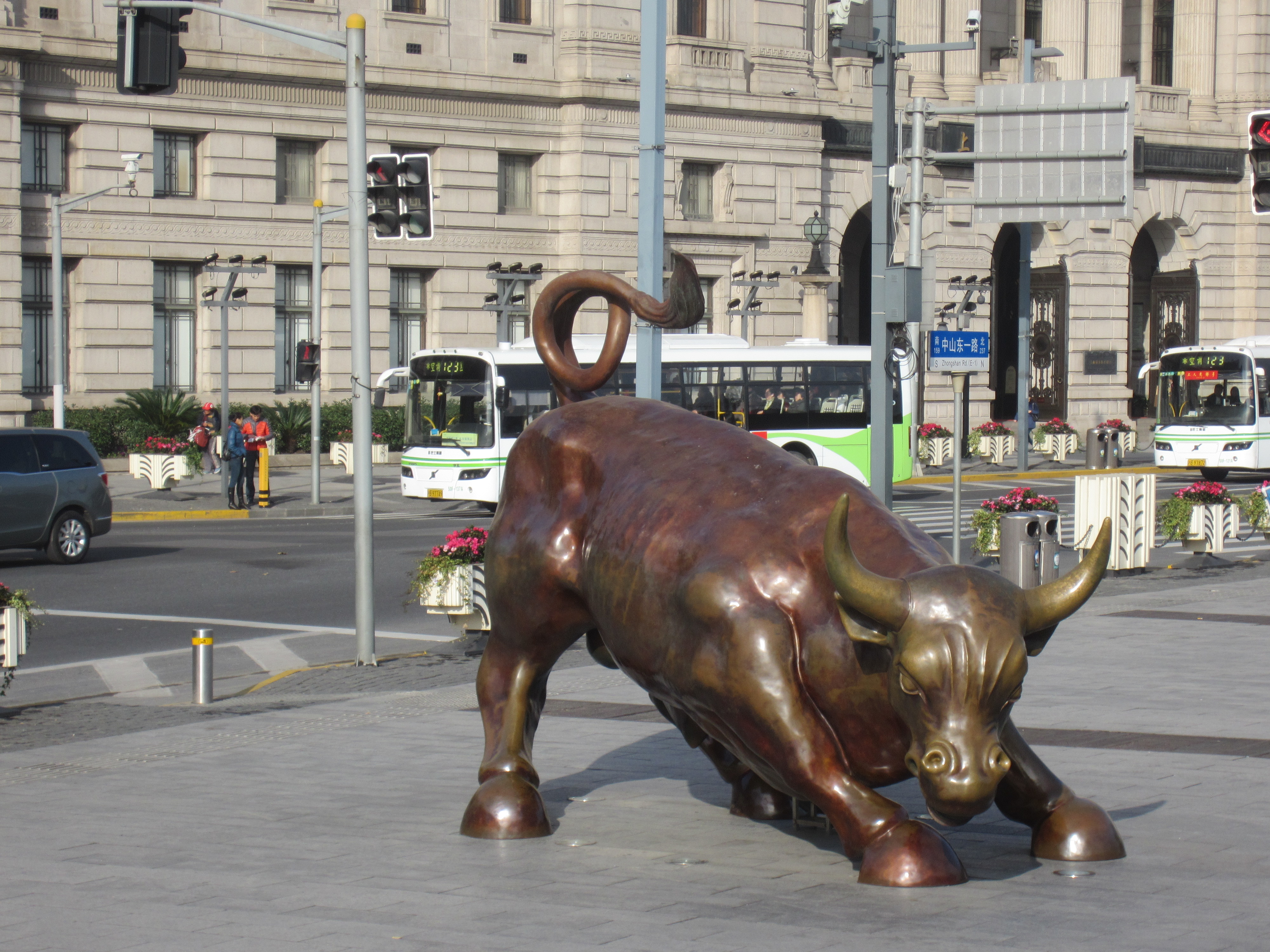
Офис HSBC
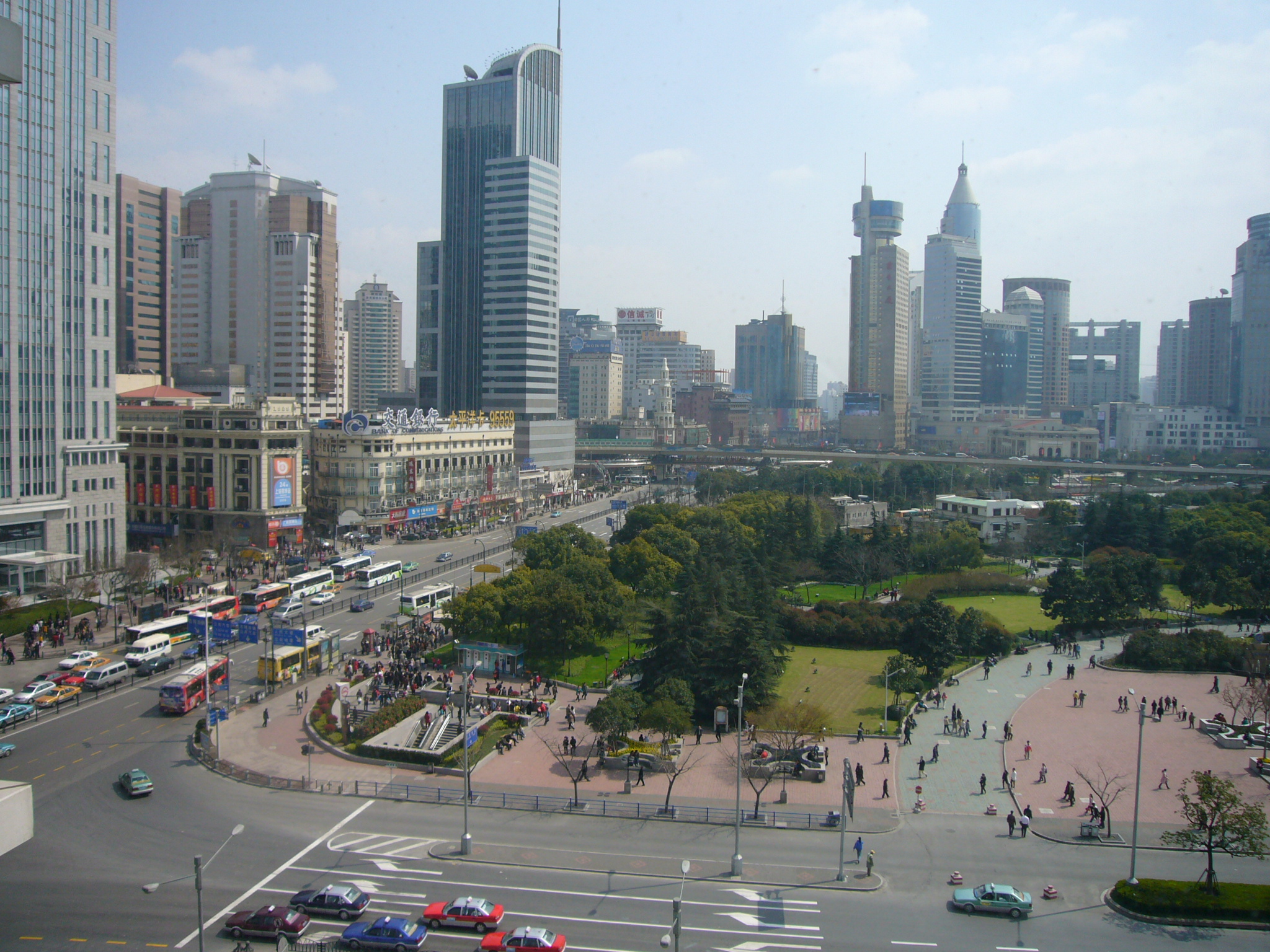
Народная площадь
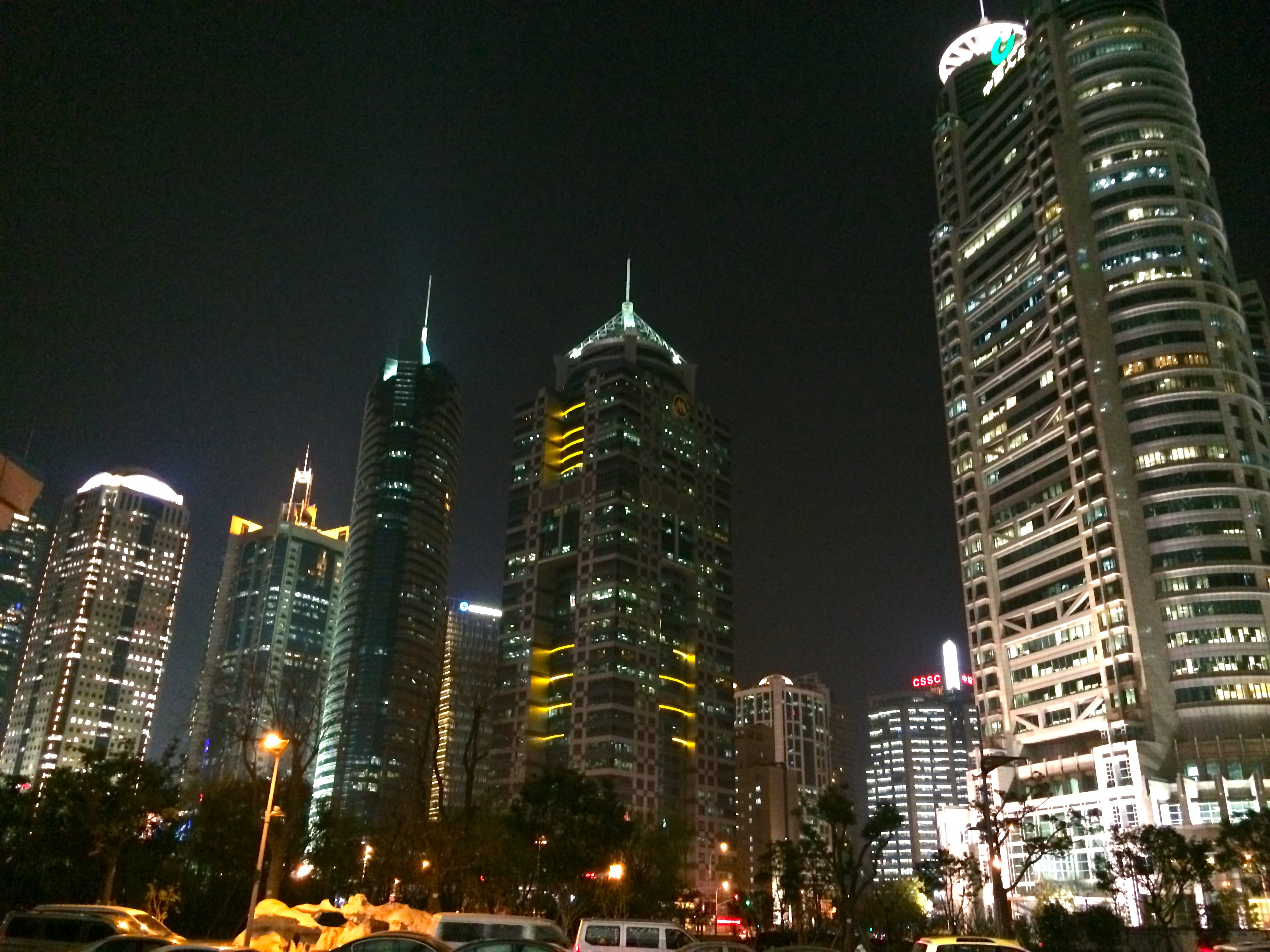
Ночной Пудун
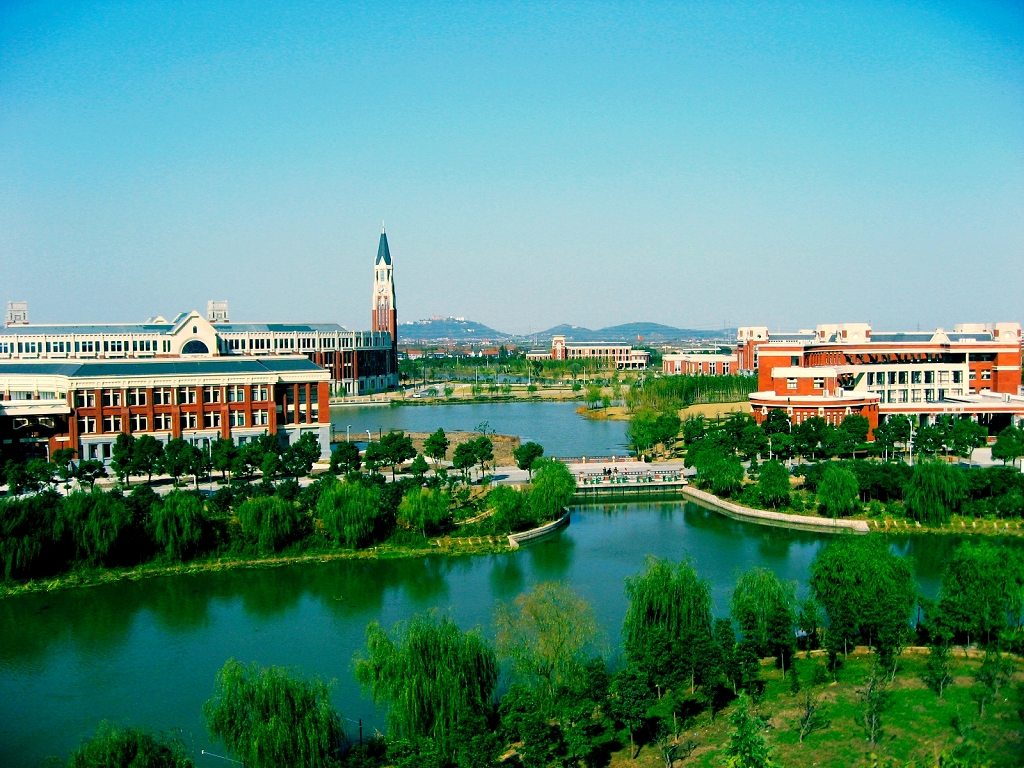
Университетский городок
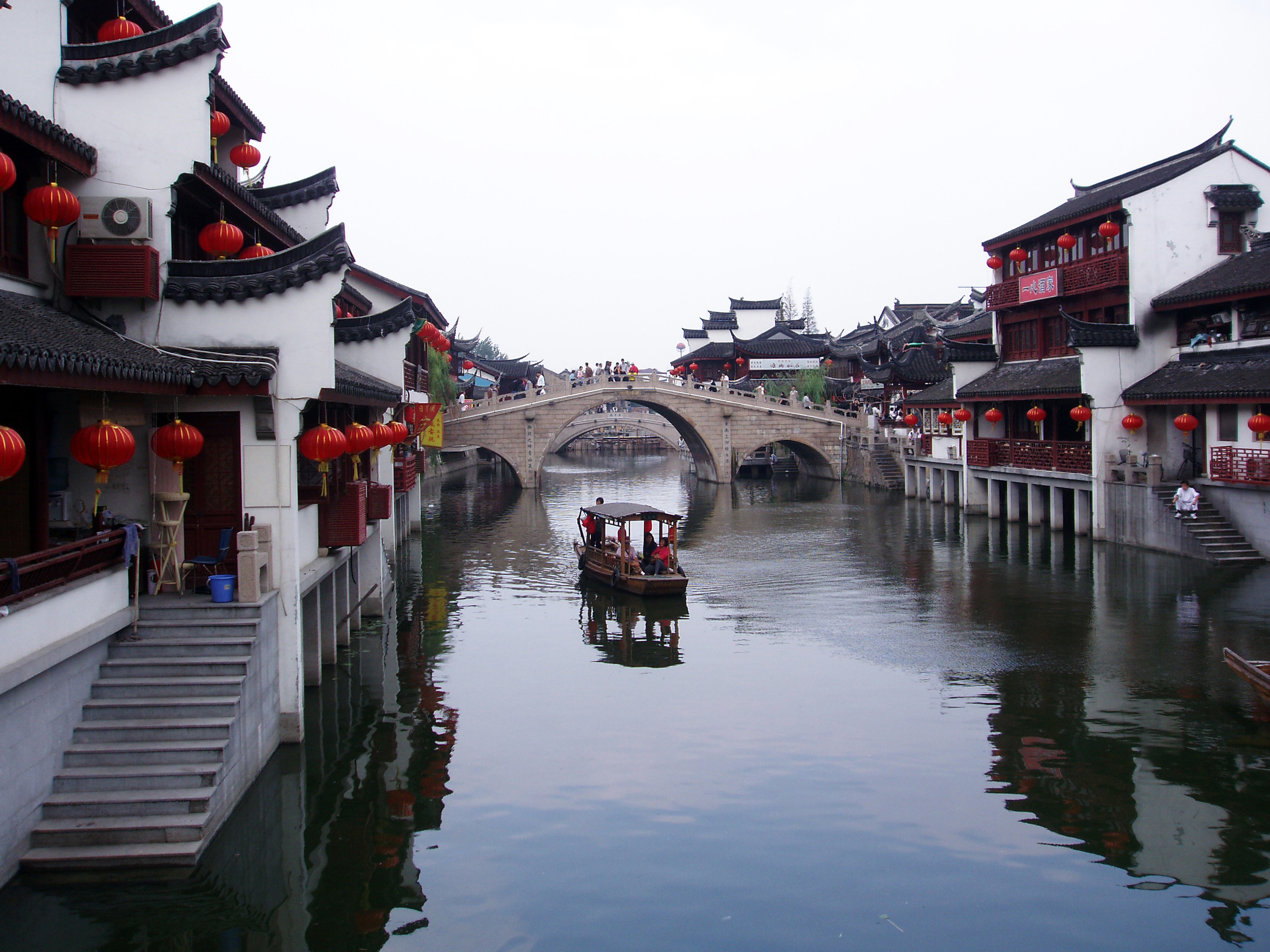
Речка в районе Миньхан
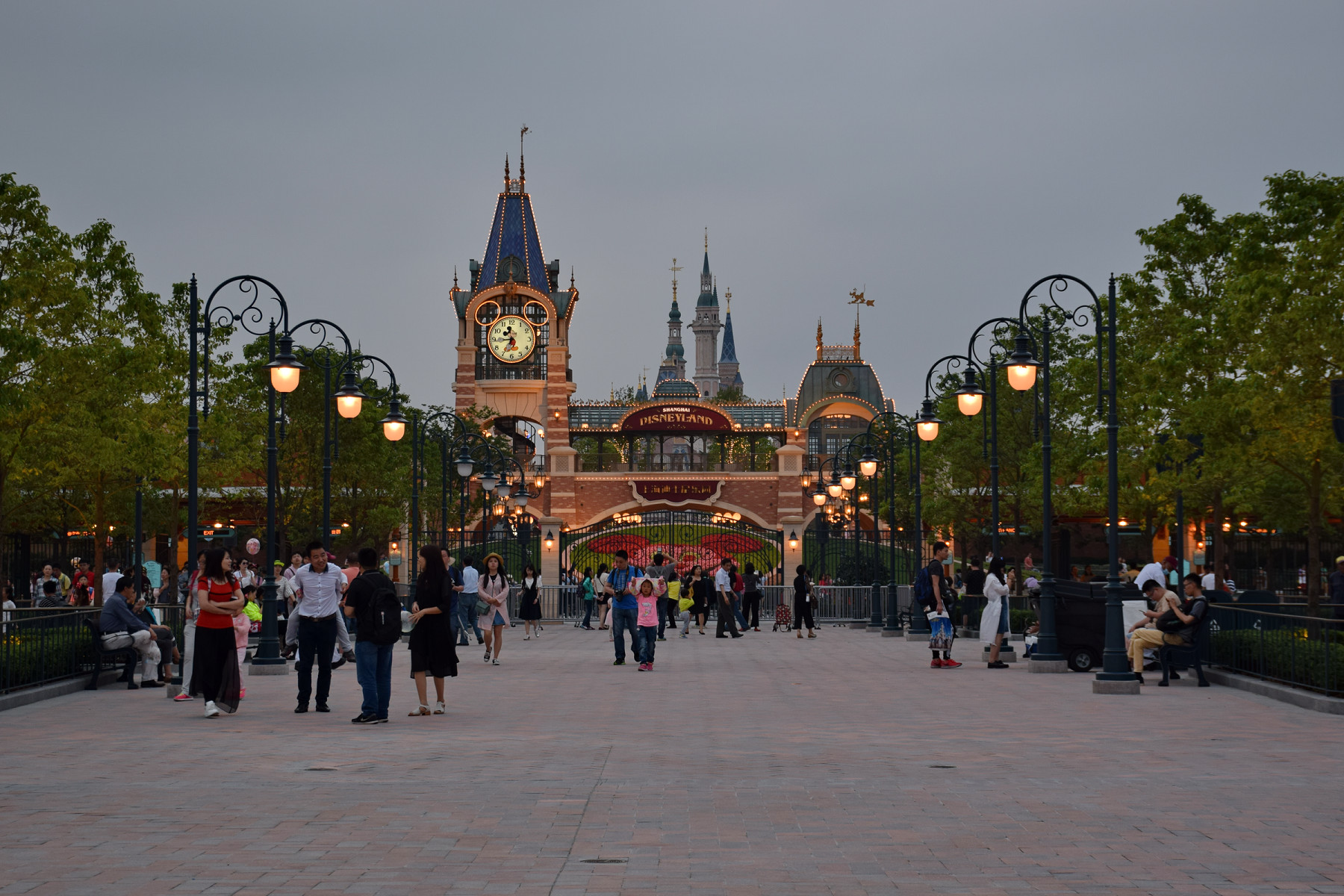
Шанхайский Диснейленд

## Города-побратимы
Шанхай является городом-побратимом следующих городов:
- Аден, Йемен (1995)
- Александрия, Египет (1992)
- Антверпен, Бельгия (1984)
- Базель, Швейцария (2007)
- Бангкок, Таиланд (17 декабря 2012)
- Барселона, Испания (2001)
- Братиславский край, Словакия (2003)
- Будапешт, Венгрия (3 августа 2012)
- Вальпараисо, Чили (2001)
- Виндхук, Намибия (1 ноября 1995)[150]
- Владивосток, Россия
- Восточная Ява, Индонезия (2006)
- Гамбург, Германия (1986)
- Гданьск, Польша (2004)
- Гуаякиль, Эквадор (2001)
- Гётеборг[вд], Швеция (1986)
- Данидин, Новая Зеландия (1994)
- Джакарта, Индонезия (2020)
- Дубай, ОАЭ (2000)
- Ереван, Армения (2009)
- Загреб, Хорватия (1980)
- Зальцбург, Австрия (17 мая 2006)[151]
- Идзумисано, Япония (1994)
- Иокогама, Япония (1973)
- Карачи, Пакистан (1984)
- Касабланка, Марокко (1986)
- Квазулу-Натал, ЮАР (2001)
- Квебек, Канада
- Квинсленд, Австралия (1989)
- Коломбо, Шри-Ланка (2003)
- Констанца, Румыния (2002)
- Корк, Ирландия (2005)
- Ливерпуль, Великобритания (1999)
- Лилль, Франция
- Лондон, Великобритания (1996)
- Лондонский Сити, Великобритания
- Манила, Филиппины (1983)
- Мапуту, Мозамбик (1999)
- Марсель, Франция (1987)
- Милан, Италия (25 июня 1979)[152]
- Минск, Беларусь (2019)
- Монреаль, Канада (1985)
- Нагасаки, Япония (1996)
- Неягава, Япония
- Никосия[вд], Кипр (2004)[153]
- Нью-Йорк, США (2013)
- Окаханджа, Намибия
- Осака, Япония (21 ноября 1980)
- Осака, Япония (1974)
- Осло, Норвегия (2001)
- Пирей, Греция (1985)
- Пномпень, Камбоджа (2008)
- Поморское воеводство, Польша (1985)
- Порт-Вила, Вануату (1994)
- Порту, Португалия (1995)
- Прага, Чехия
- Пусан, Республика Корея (1993)
- Рона — Альпы, Франция (2008)
- Росарио, Аргентина (17 июня 1997)[154][155]
- Роттердам, Нидерланды (1978)
- Сан-Паулу, Бразилия (1988)
- Сан-Франциско, США (28 января 1980)[156]
- Санкт-Петербург, Россия (15 декабря 1988)[157]
- Сантьяго-де-Куба, Куба (1996)
- Стамбул, Турция (1989)
- Ташкент, Узбекистан (1994)
- Тебриз, Иран (2019)
- Уинстон-Сейлем, США (2006)
- Хайфа, Израиль (1993)
- Халиско, Мексика (1998)
- Хамхын, КНДР (1979)
- Хираката, Япония
- Хошимин, Вьетнам (1994)
- Центральная Ютландия, Дания (2003)
- Чиангмай, Таиланд (2000)
- Чикаго, США (1985)
- Чолла-Намдо, Республика Корея
- Чолла-Пукто, Республика Корея
- Эспоо, Финляндия (1998)
- Яо, Япония

## Астрономические явления
Последний раз полное солнечное затмение шанхайцы видели 22 июля 2009.
До этого полное солнечное затмение из центра современного Шанхая (31°13,90′ с. ш. 121°28,20′ в. д.) можно было наблюдать 10 мая 1575.